# Mosty i kładki we Wrocławiu
Wrocławskie mosty i kładki – przed II wojną światową były w obecnych granicach miasta Wrocławia 303 mosty i kładki różnej wielkości. Według obecnych rachunków (opartych na nieco innych kryteriach, niż przedwojenne) mostów jest nieco ponad sto: według spisu ZDiUM z 2021 r. – 111 mostów i 38 kładki, przy czym w liczbie tej nie ma tych obiektów, które zarządzane są przez podmioty inne niż ZDiUM, np. PKP, Lasy Państwowe czy Zarząd Zieleni Miejskiej, natomiast niektóre przeprawy składające się z paru konstrukcji są liczone osobno. Największe i najważniejsze z nich przerzucone są nad głównym i pobocznymi nurtami rzeki Odry (Stara Odra, Odra Północna i Południowa) i kanałów: Powodziowego, Żeglugowego, Bocznego, Miejskiego, Granicznego, Odpływowego i kilku pozostałych, których nazw w powszechnym obiegu się nie używa. W obrębie Wrocławia przepływa też kilka mniejszych rzek, na ogół dopływów Odry: Ślęza, Oława (która rozdziela się tu na dwa nurty – Oławę Górną i Dolną), Bystrzyca, Widawa, Dobra (dopływ Widawy), a z pomniejszych – Ługowina, Kasina, Oporówka, Łękawica, Piskorna, Młynówka, Trzciana, Czarna Woda, Zielona, Rogożówka, Olszówka Krzycka, Grabiszynka i inne. Rzeki te i strumienie oraz przekopane sztuczne kanały tworzą liczne naturalne i kilka sztucznych wysp (zależnie od poziomu wody w rzece oraz od kryterium wielkości można się ich doliczyć do około 25), niektóre rzeki (prócz Odry – np. Widawa) mają swoje „stare” nurty płynące nieco inną trasą, niż nurty główne; w wielu miejscach przedzielone są śluzami – niektóre ze śluz pełnią też rolę mostów lub kładek. Ponadto we Wrocławiu znajduje się wypełniona wciąż wodą Fosa Miejska, nad którą również przerzucone są trakty komunikacyjne – piesze i kołowe. Z tego względu miasto bywa nazywane Wenecją Północy. Ostatnią kategorią mostów i kładek wrocławskich są kładki piesze i wiadukty drogowe ponad jezdniami ulic bądź torami kolejowymi: w tej klasie obiektów ZDiUM zarządza 40 wiaduktami i 16 estakadami.

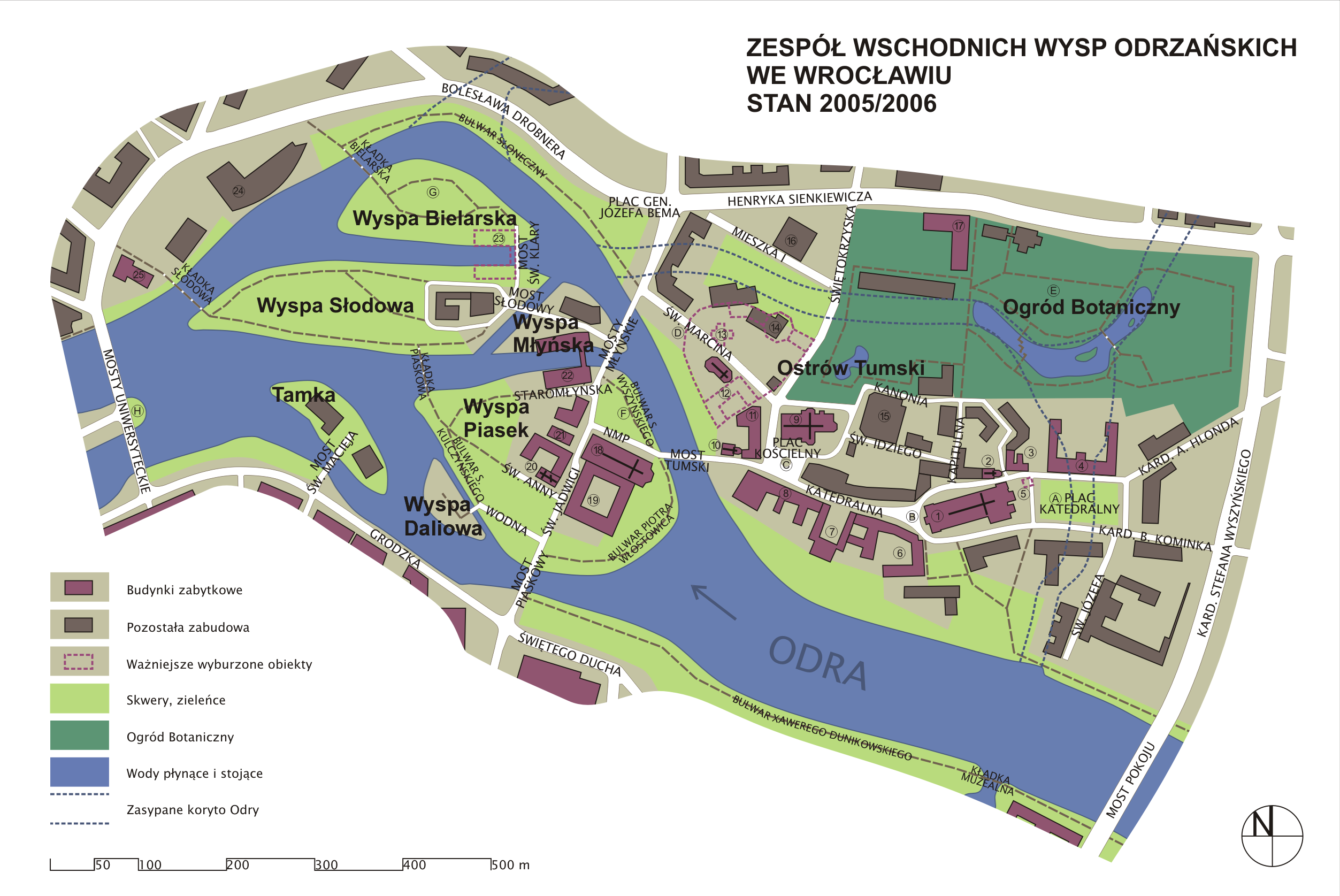
Zespół wsch. wysp odrzańskich (na wschód od Kępy Mieszczańskiej) we Wrocławiu z zaznaczonymi mostami i kładkami
(ten sam obszar sfotografowany z satelity – Google maps)

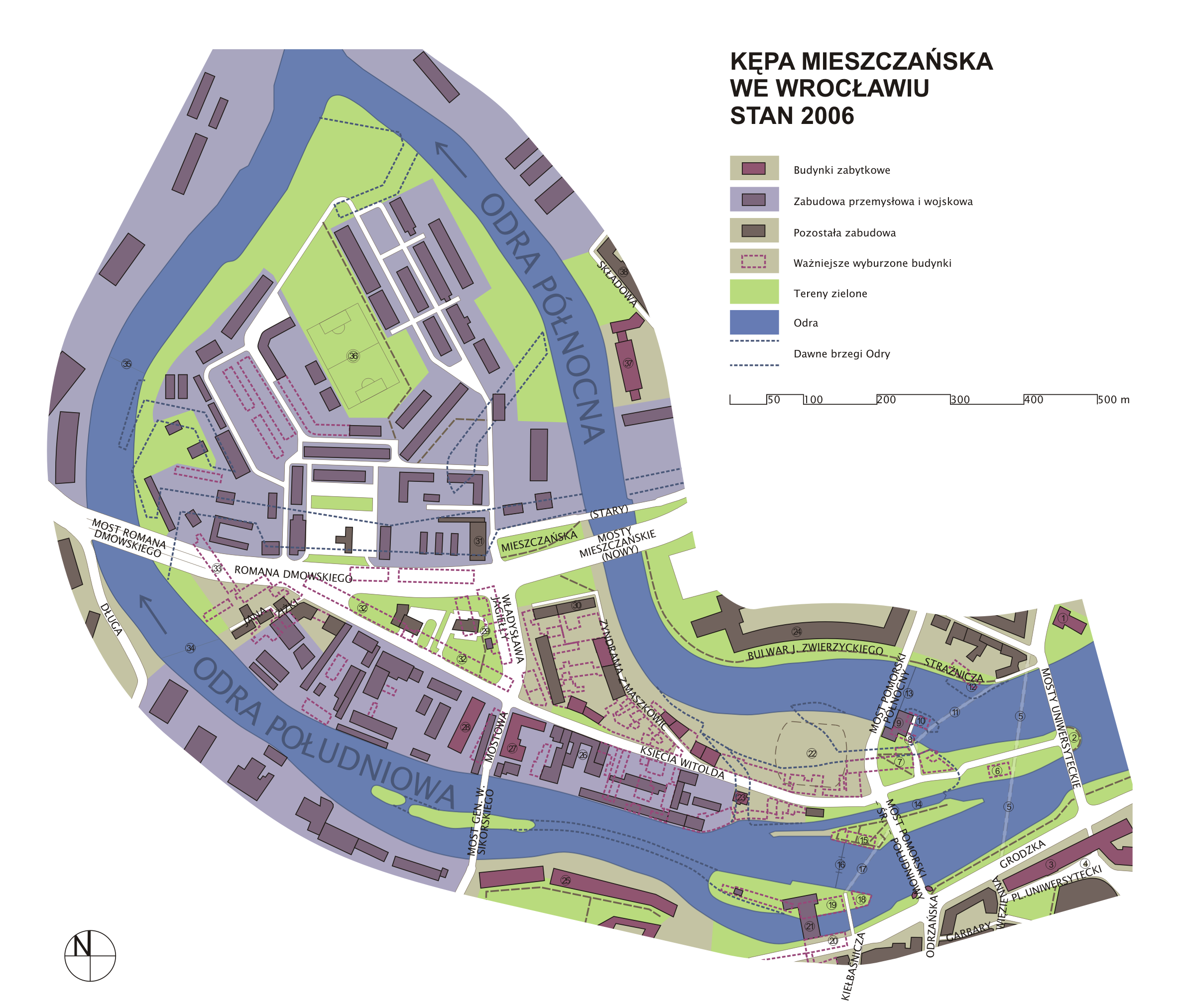
Kępa Mieszczańska (na zachód od wschodniego zespołu wysp) we Wrocławiu z zaznaczonymi mostami i kładkami
(ten sam obszar sfotografowany z satelity – Google maps)

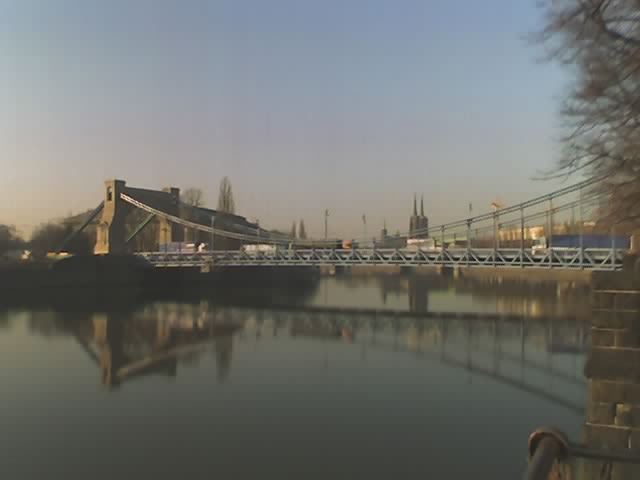
Most Grunwaldzki od strony Politechniki
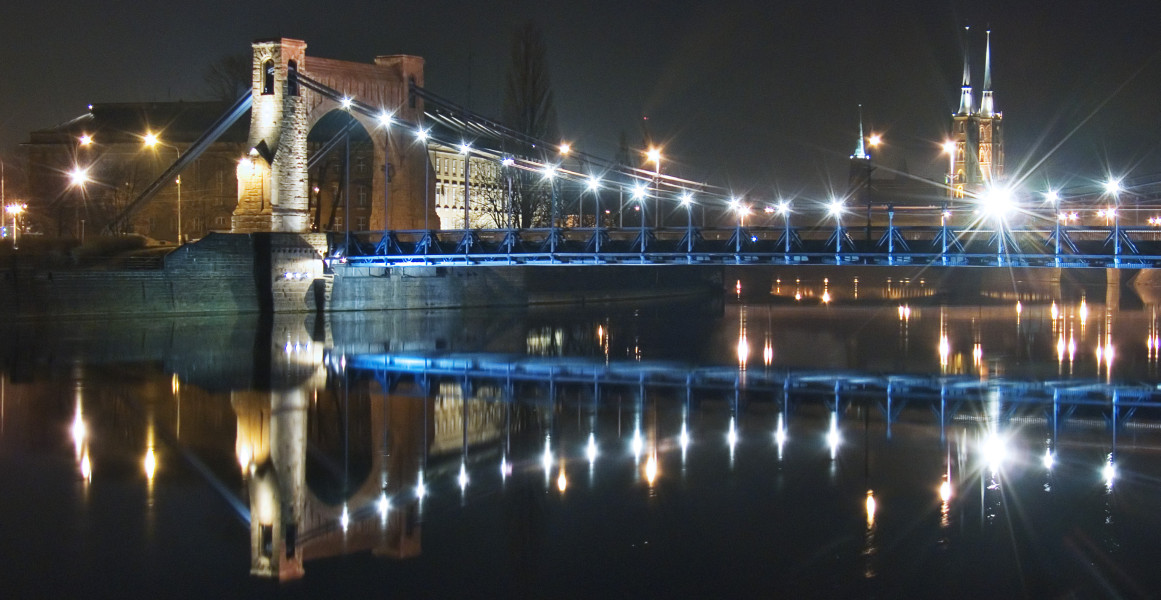
Most Grunwaldzki nocą, widok z Wybrzeża Wyspiańskiego
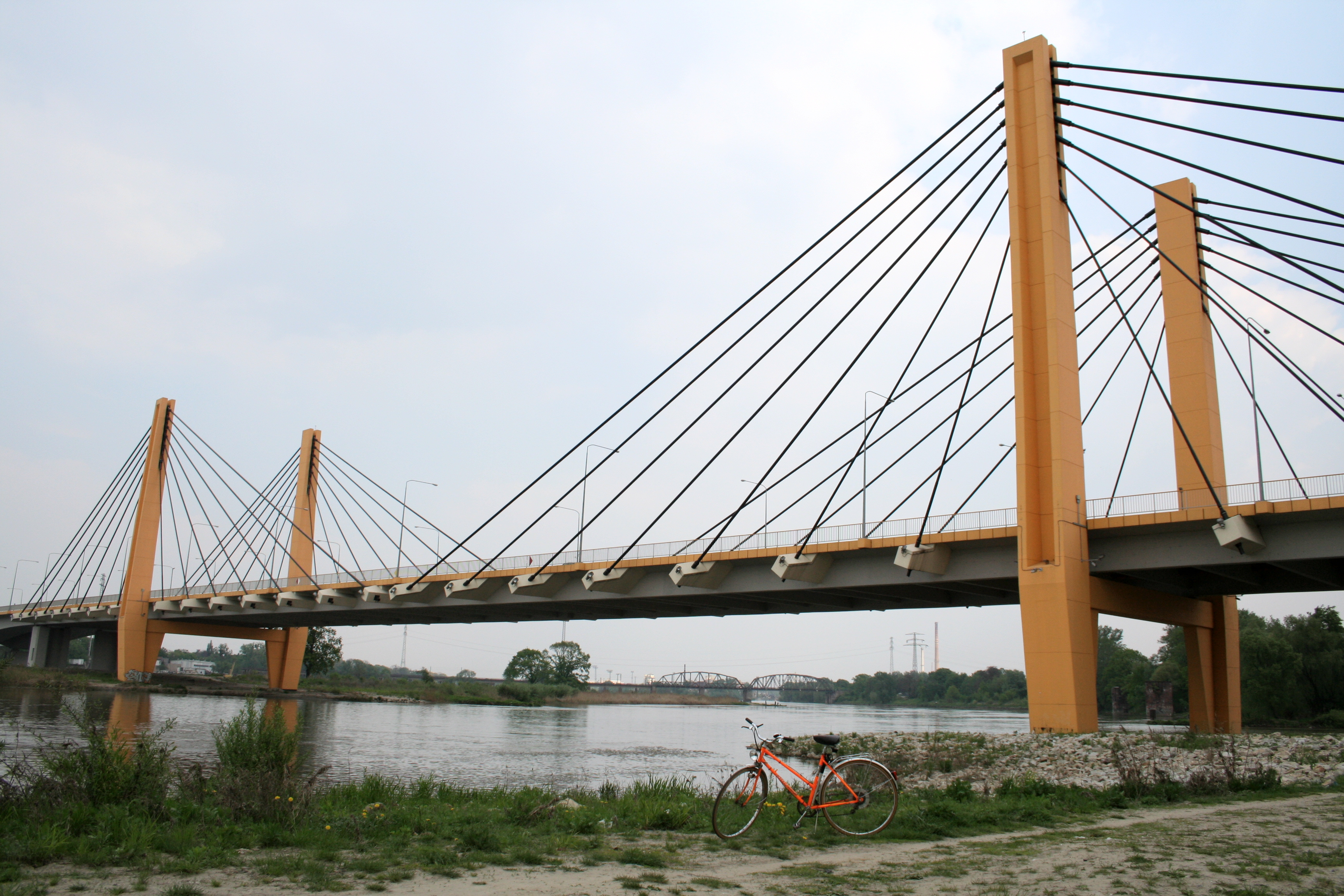
Most Milenijny
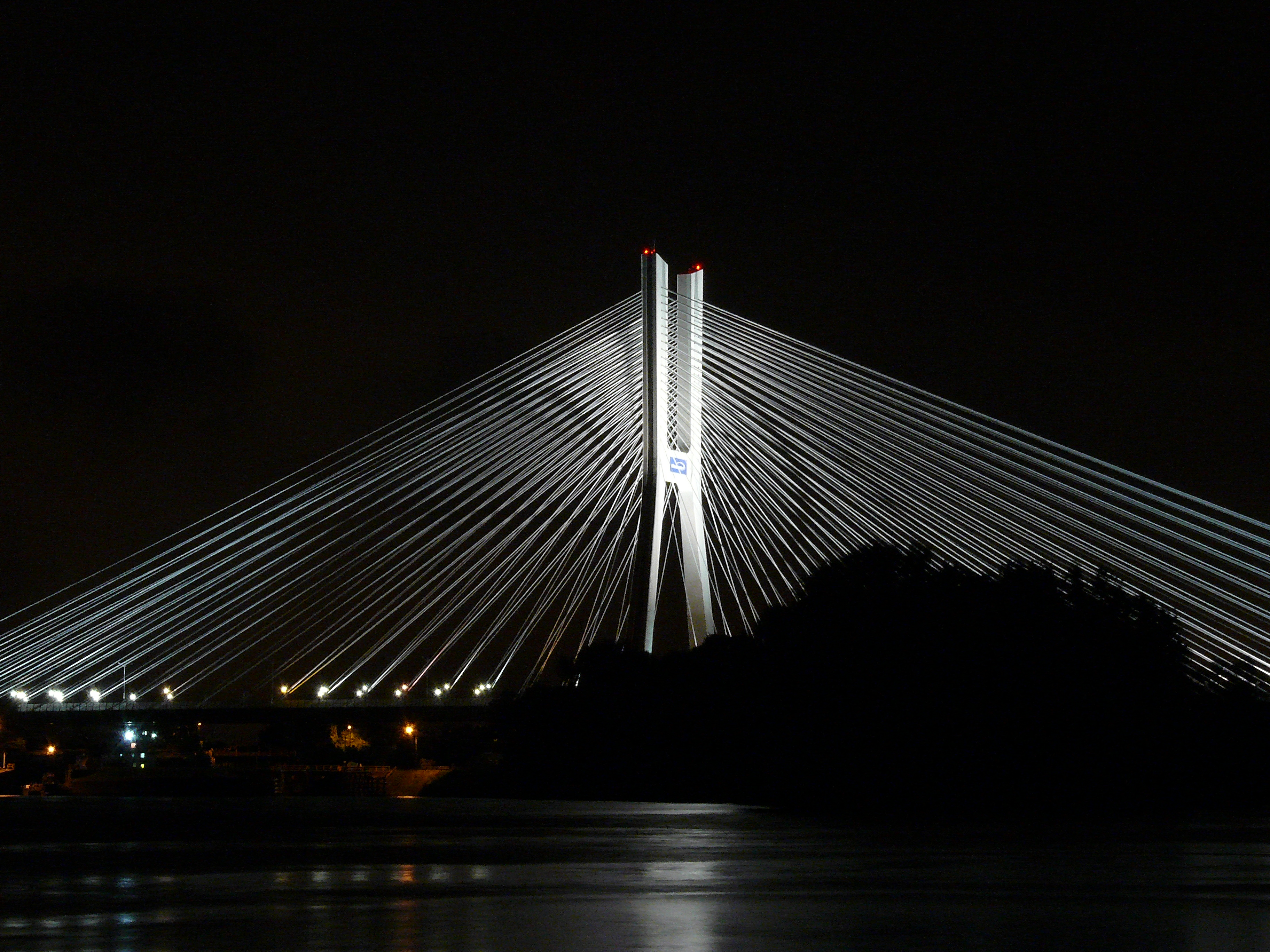
Most Rędziński
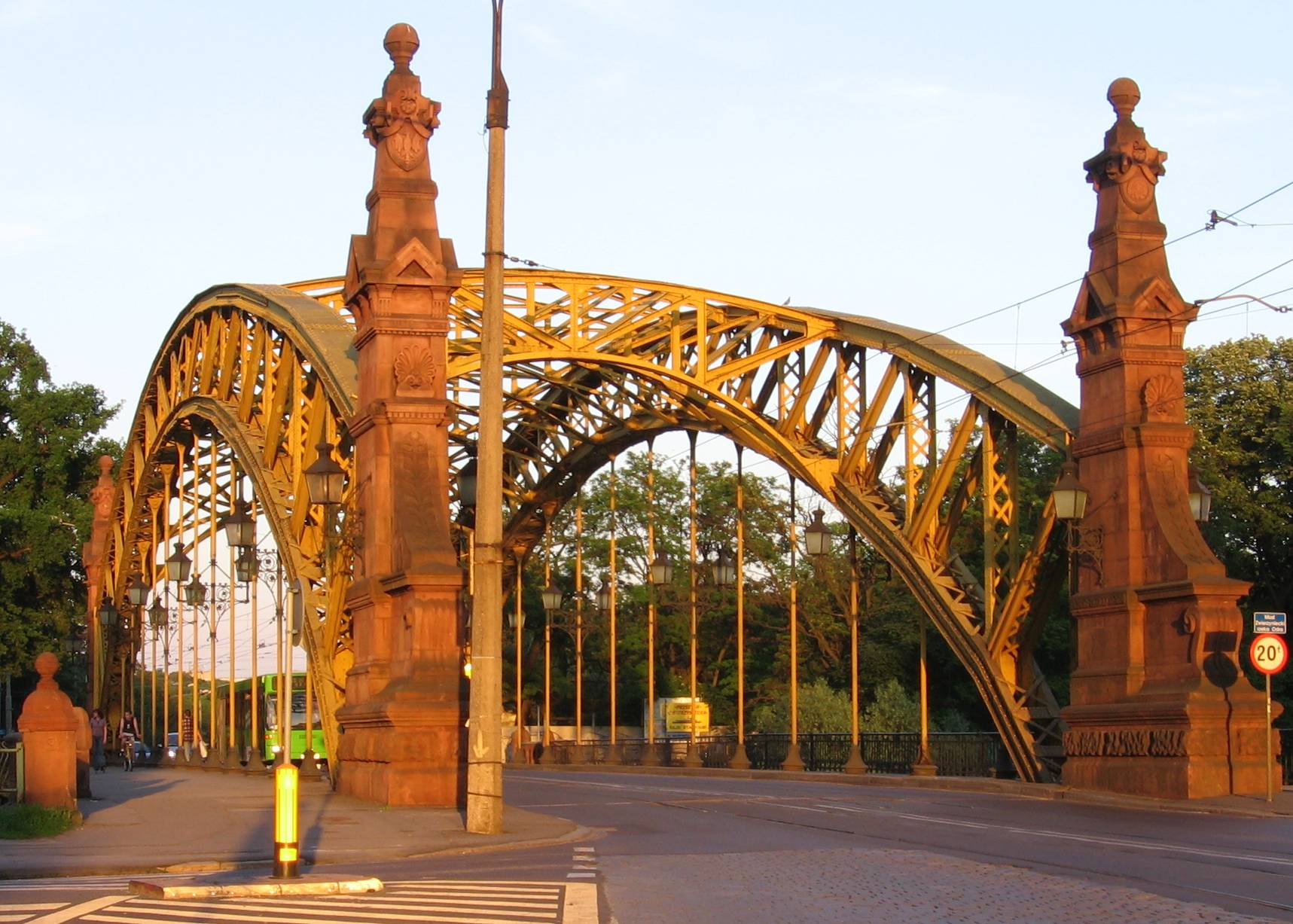
Most Zwierzyniecki od centrum w stronę ZOO
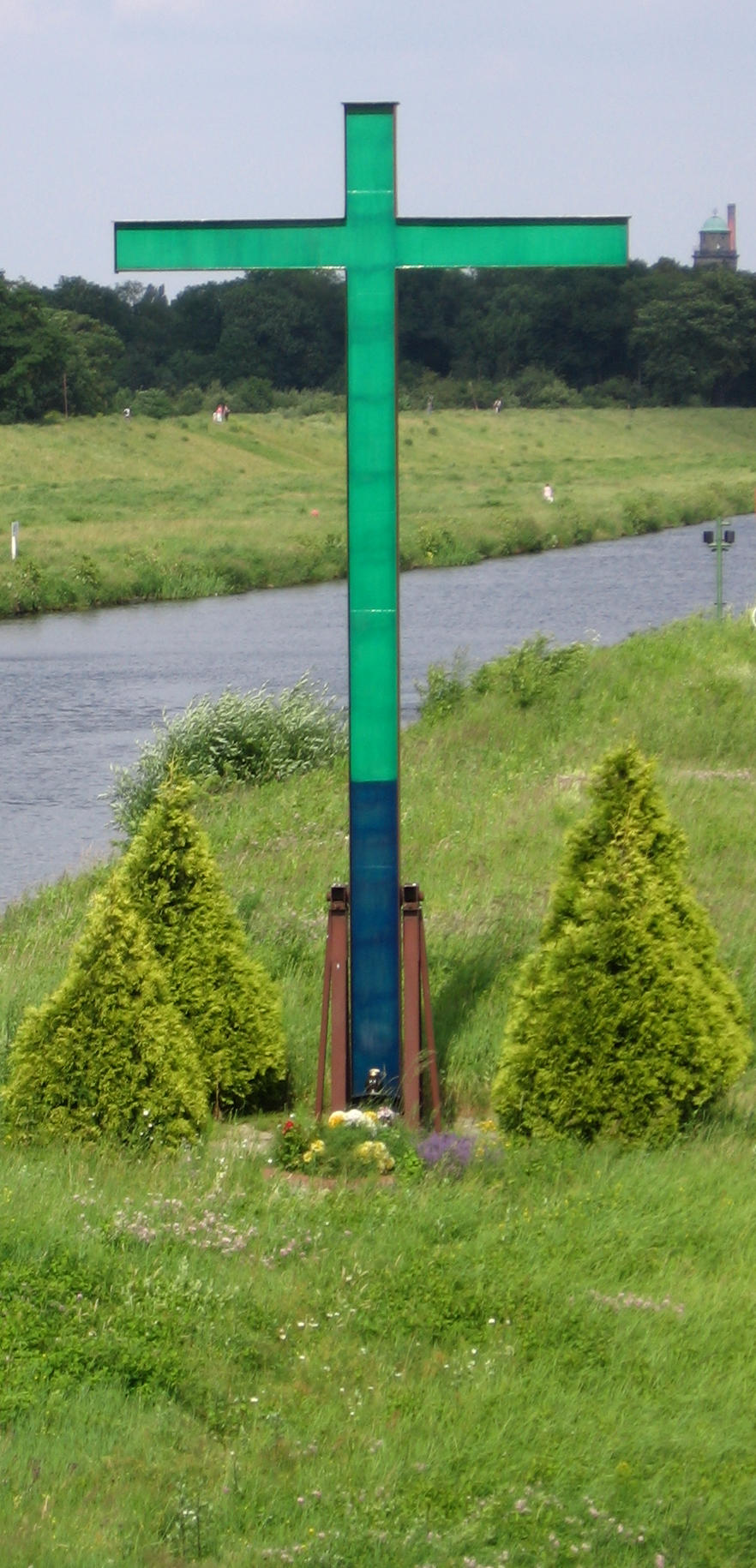
krzyż przy mostach Trzebnickich
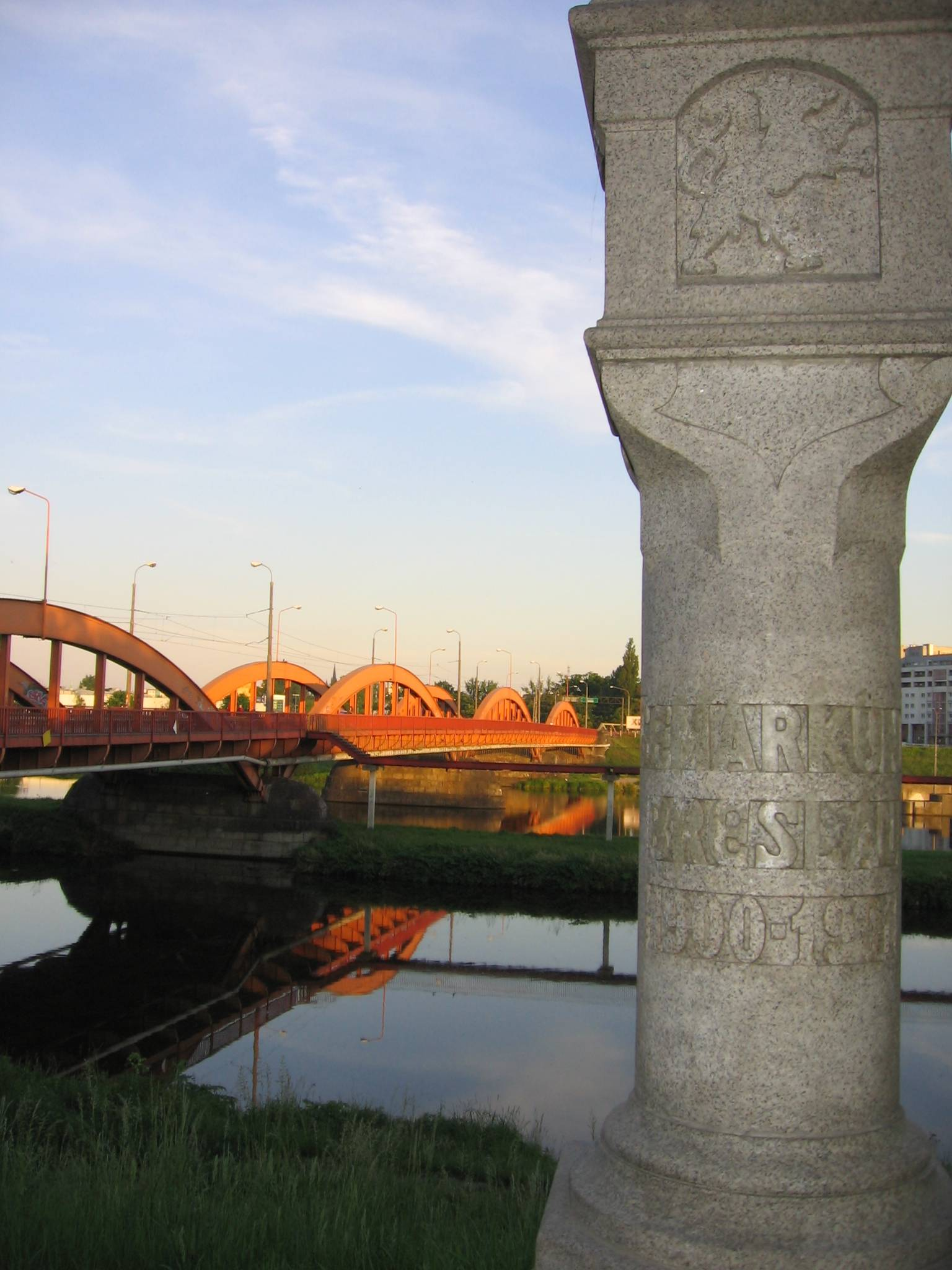
Północny most Trzebnicki, widok w stronę centrum miasta, i północny słup graniczny Wrocławia z 1900/1901
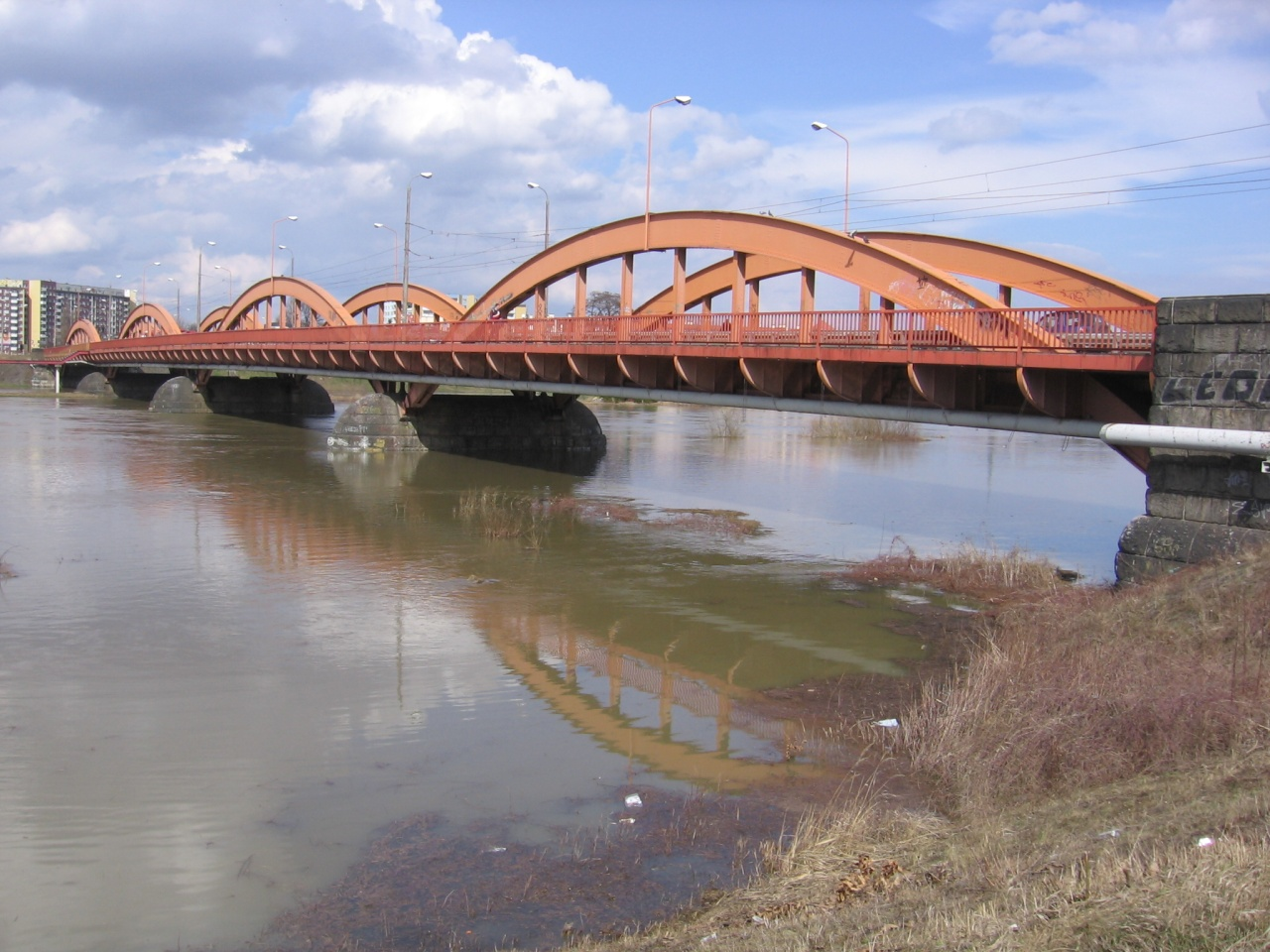
Północny most Trzebnicki od południa podczas wiosennego przyboru wód
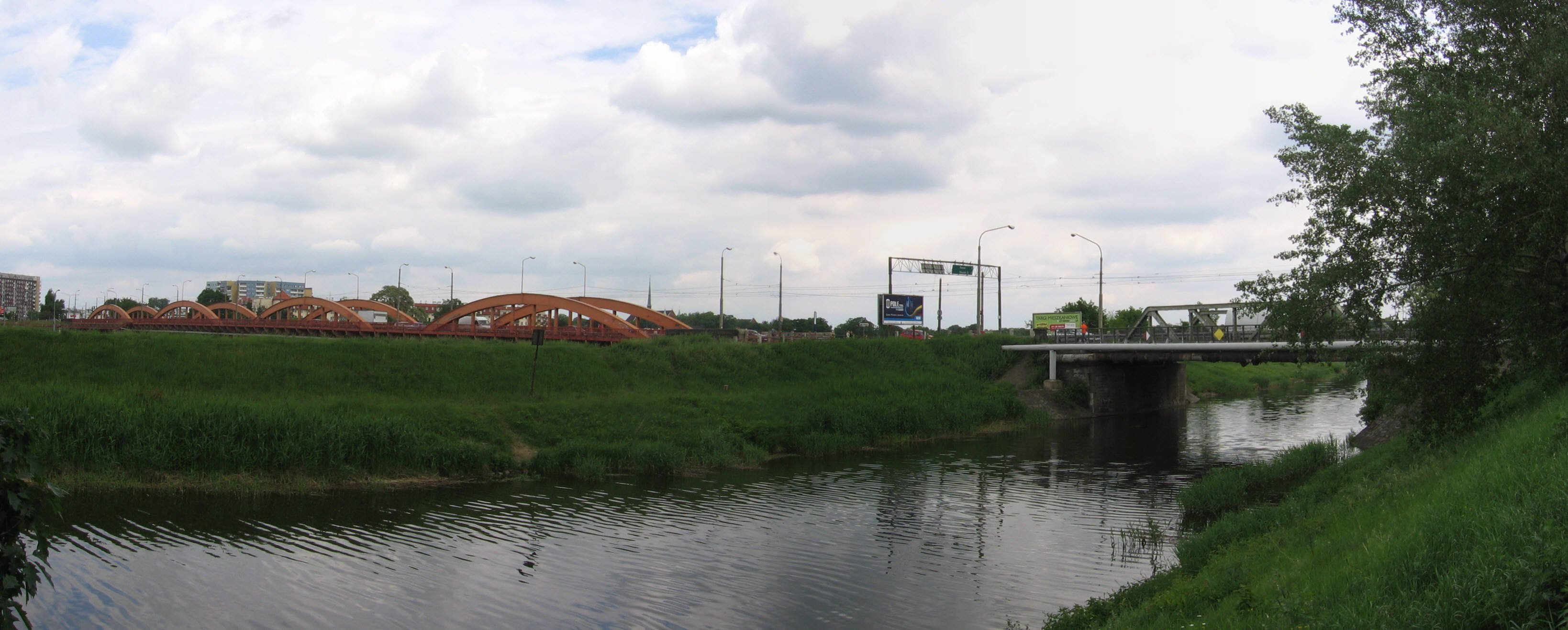
Mosty Trzebnickie
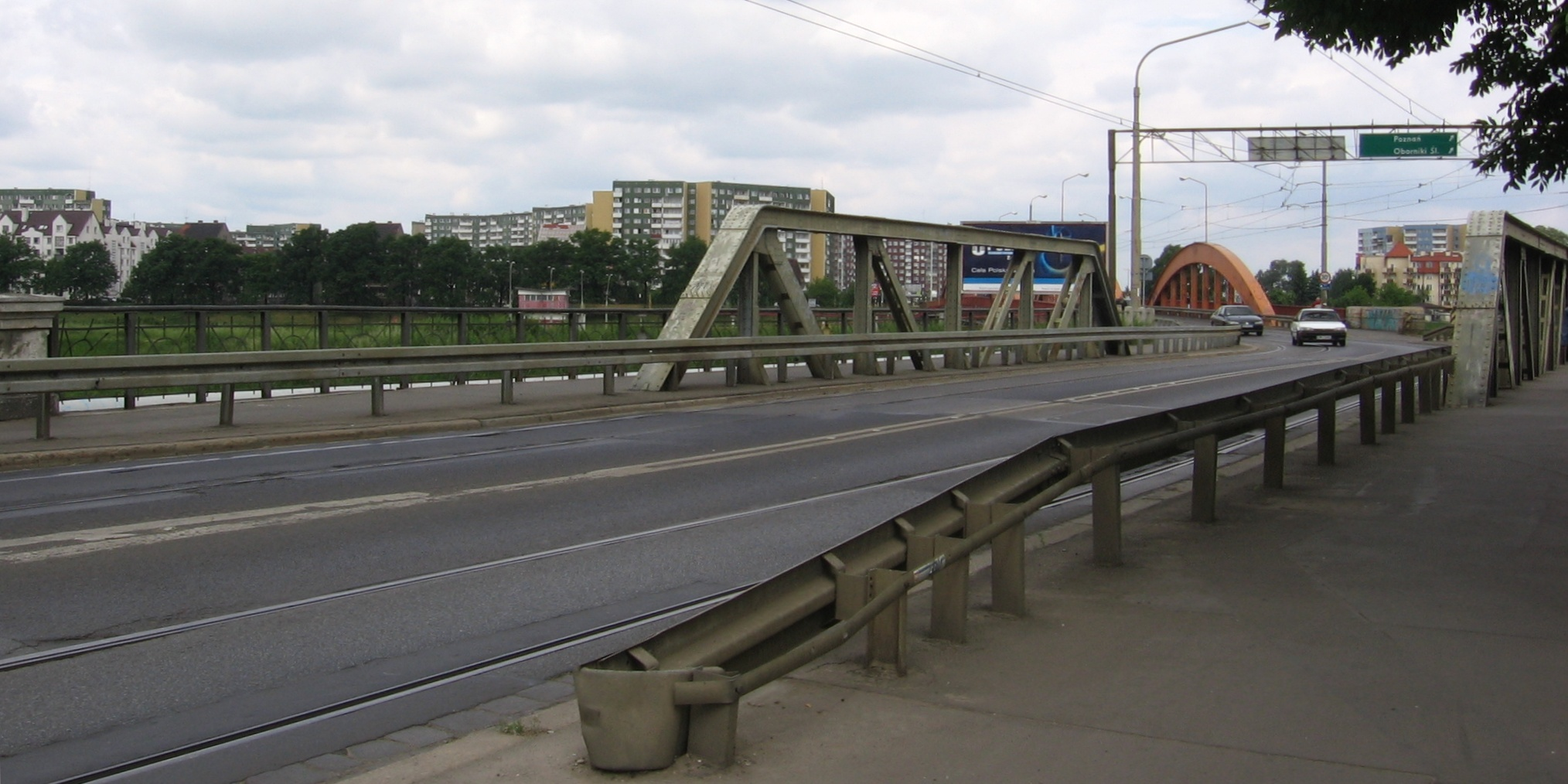
Południowy most Trzebnicki
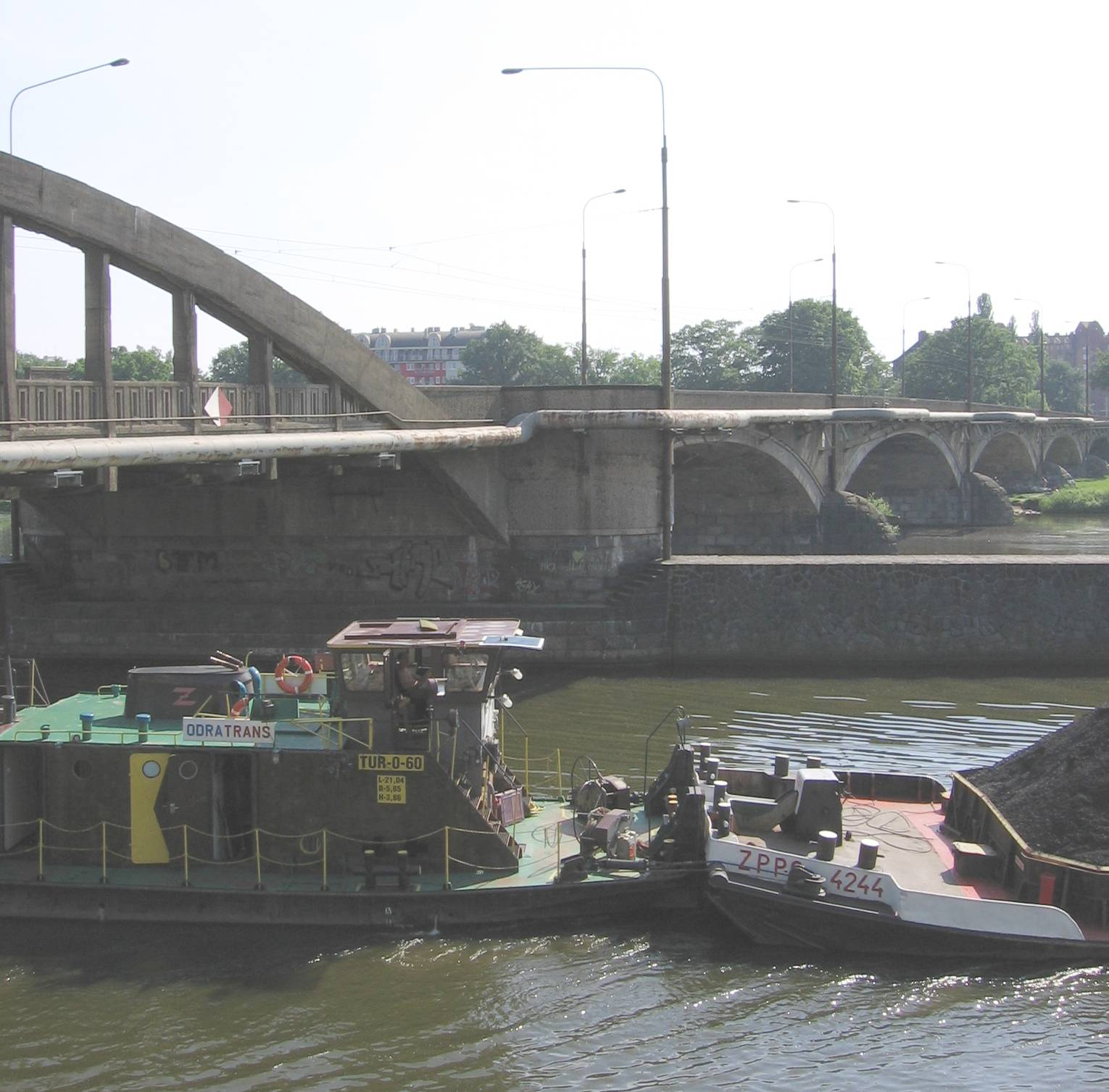
Mosty Warszawskie, widok w stronę centrum, i transport węgla barkami po Odrze
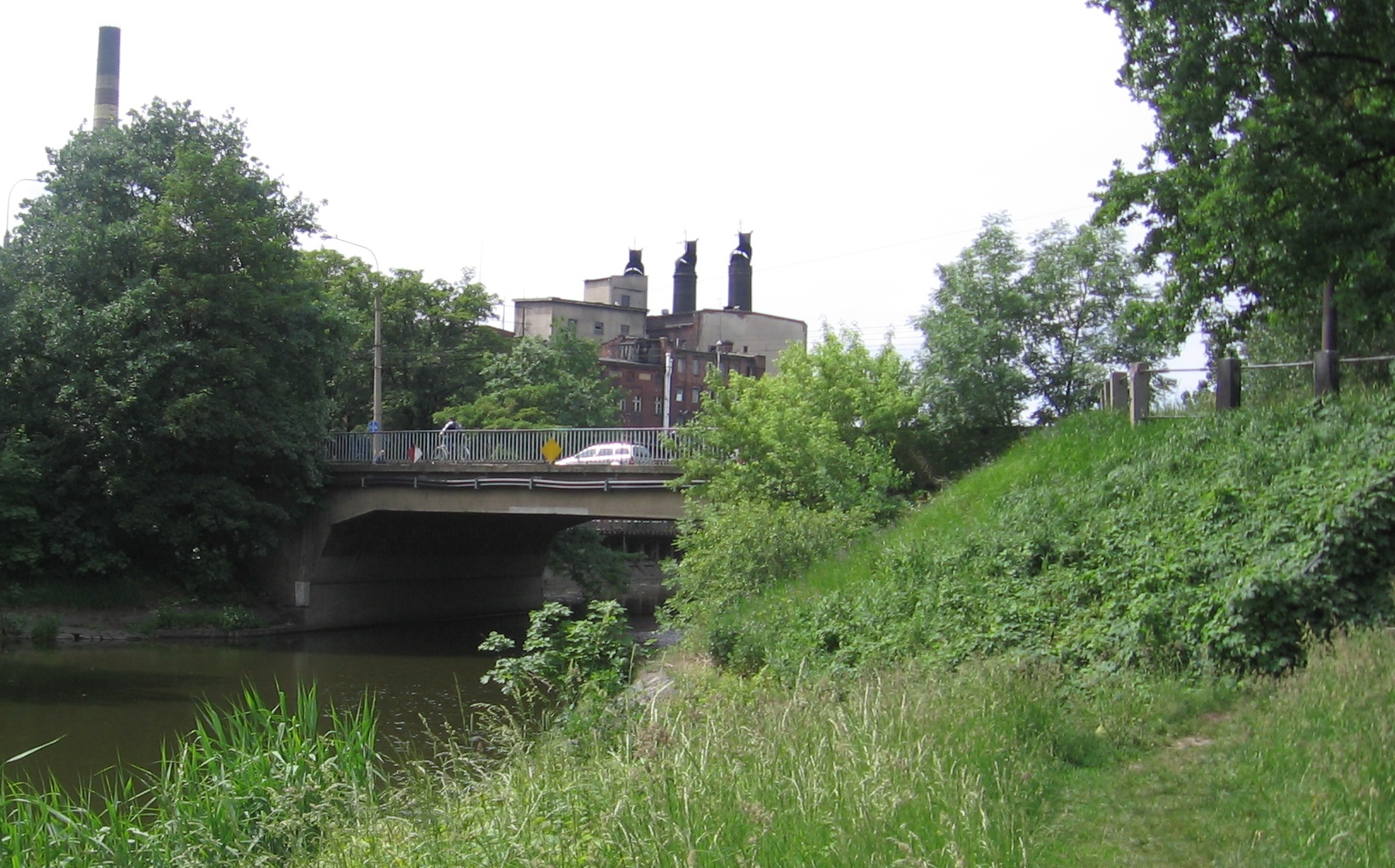
most Warszawski zachodni
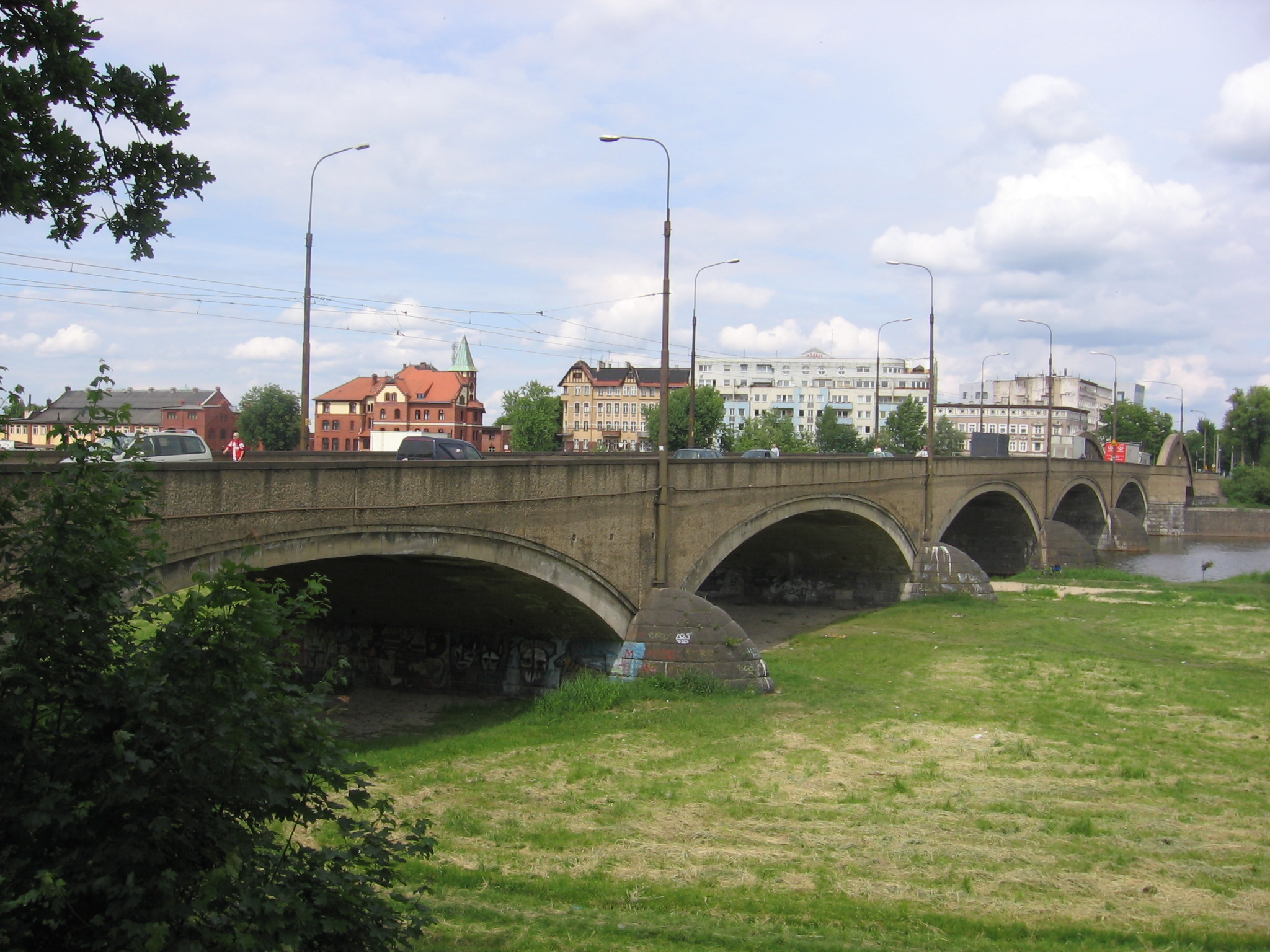
Mosty Warszawskie środkowy i wschodni
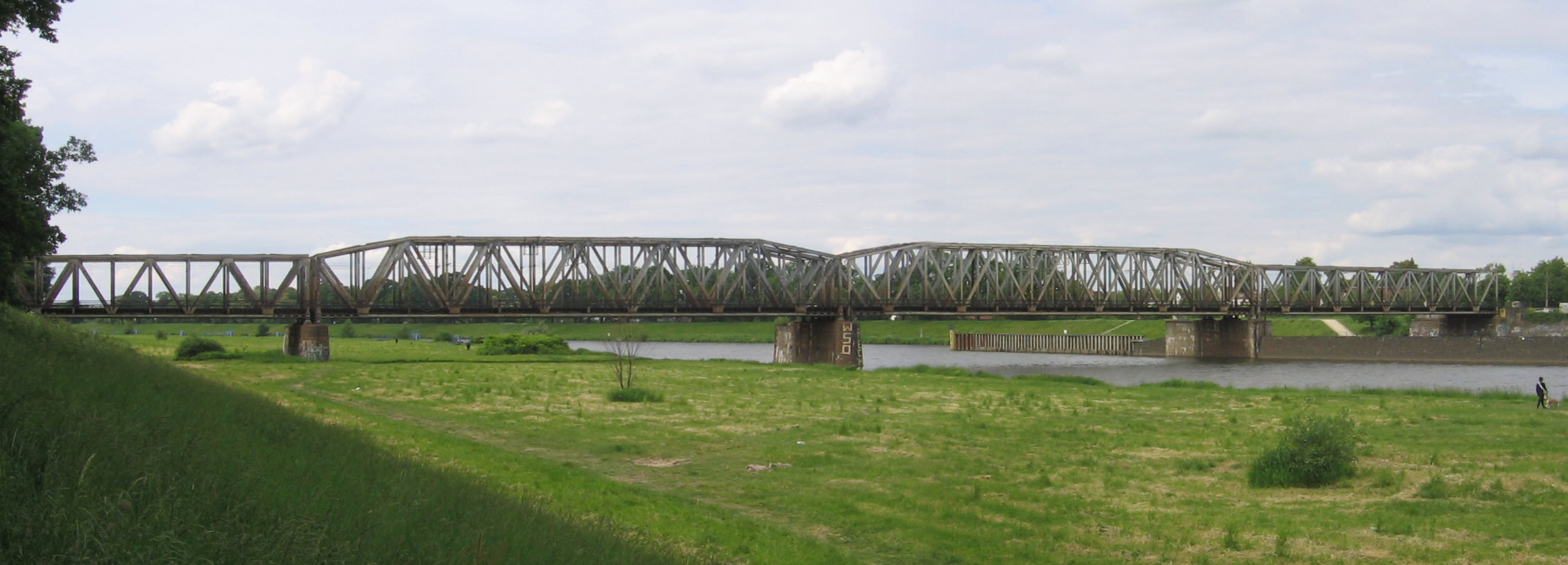
most kolejowy między Kleczkowem a Karłowicami
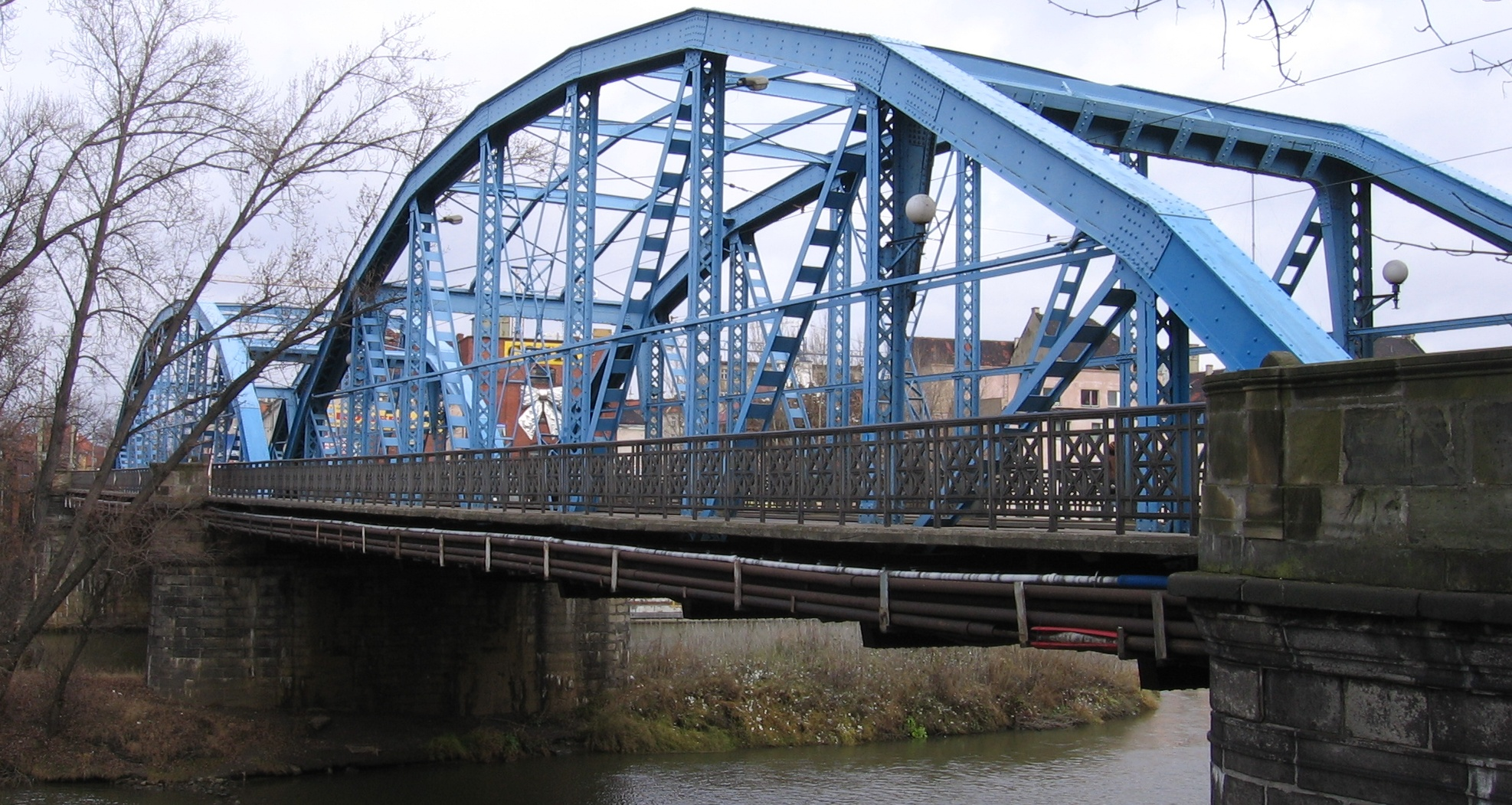
Most Sikorskiego
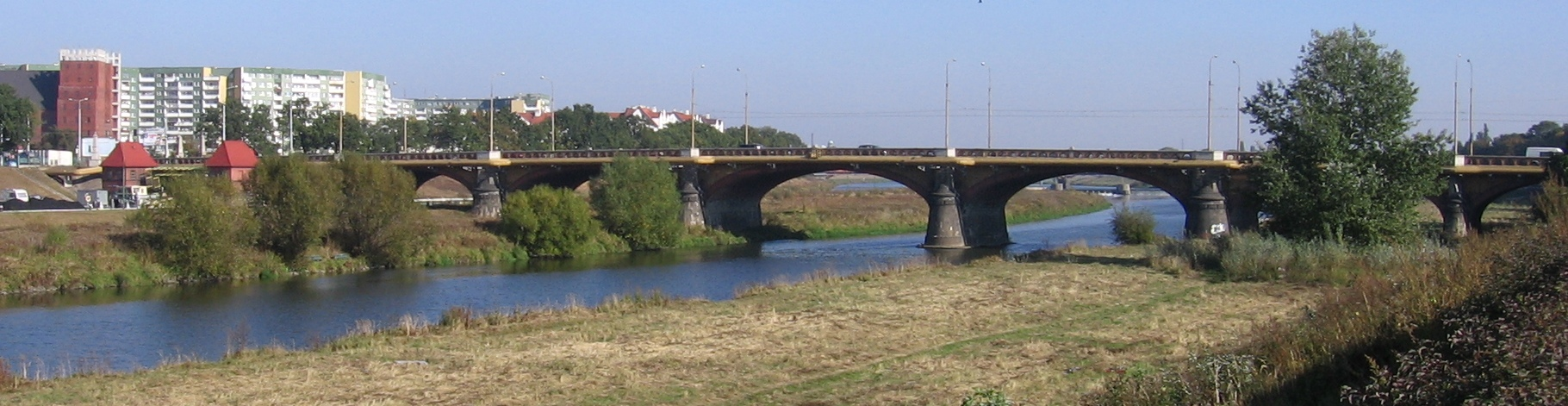
Most Osobowicki – widok od południowego zachodu
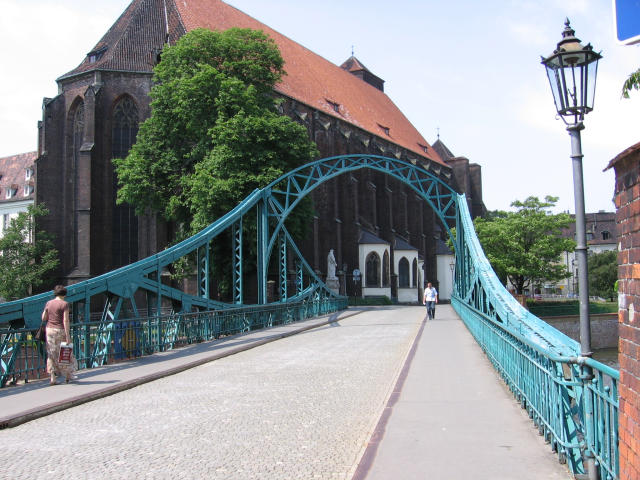
Most Tumski – widok z Ostrowa Tumskiego na Wyspę Piasek
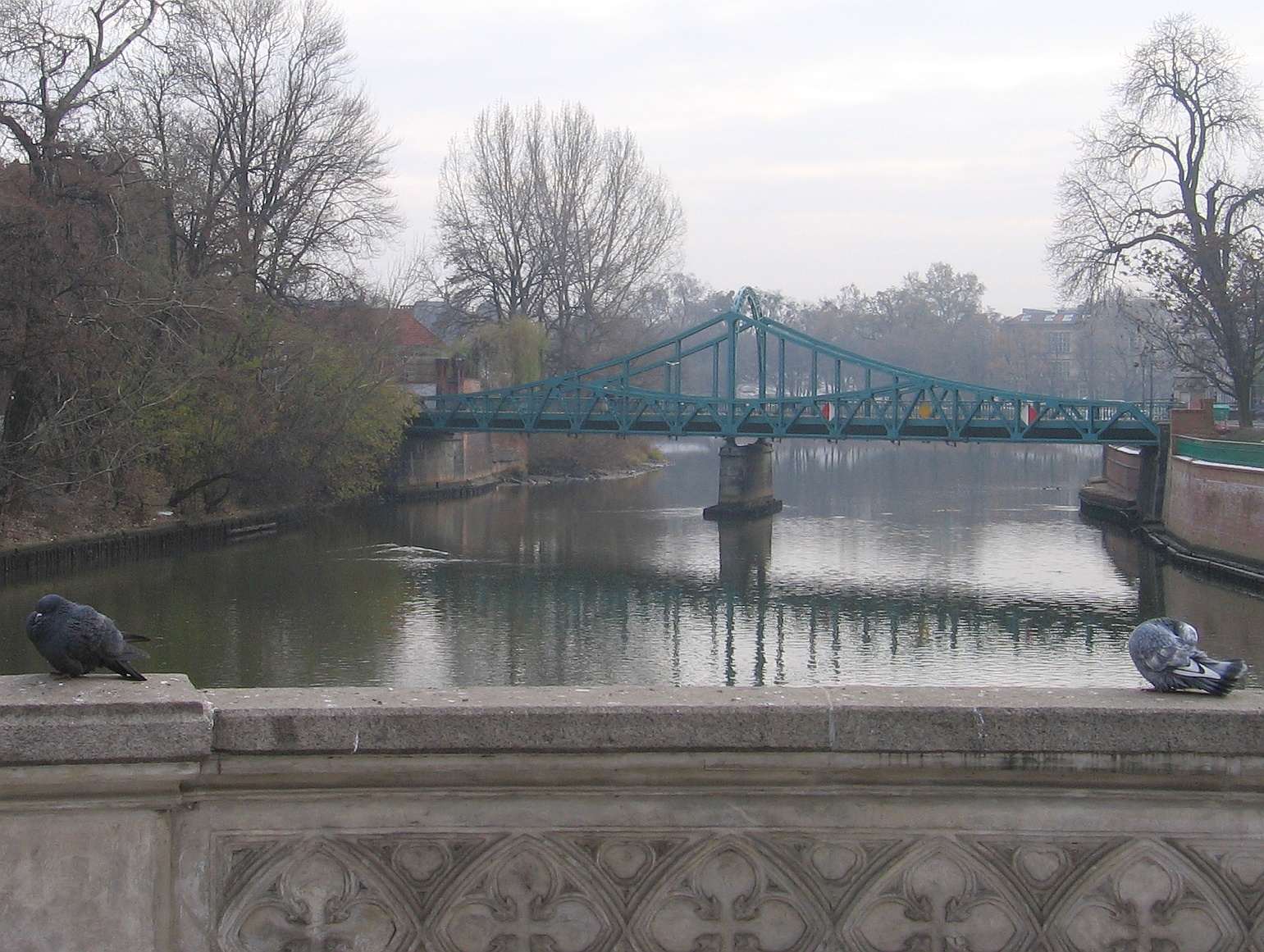
Most Tumski – widok z Wyspy Młyńskiej
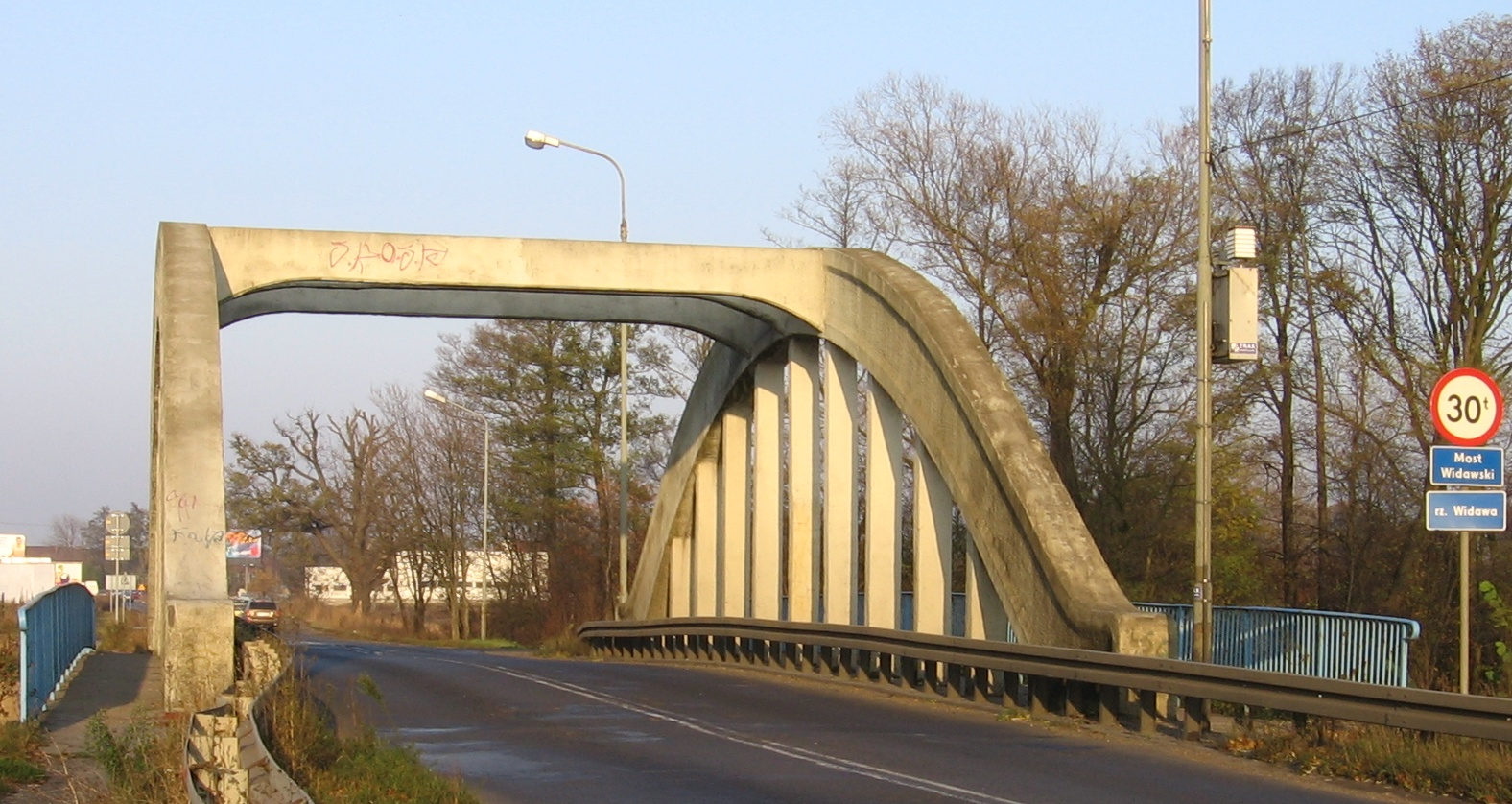
Most Widawski przez Widawę – widok od południa
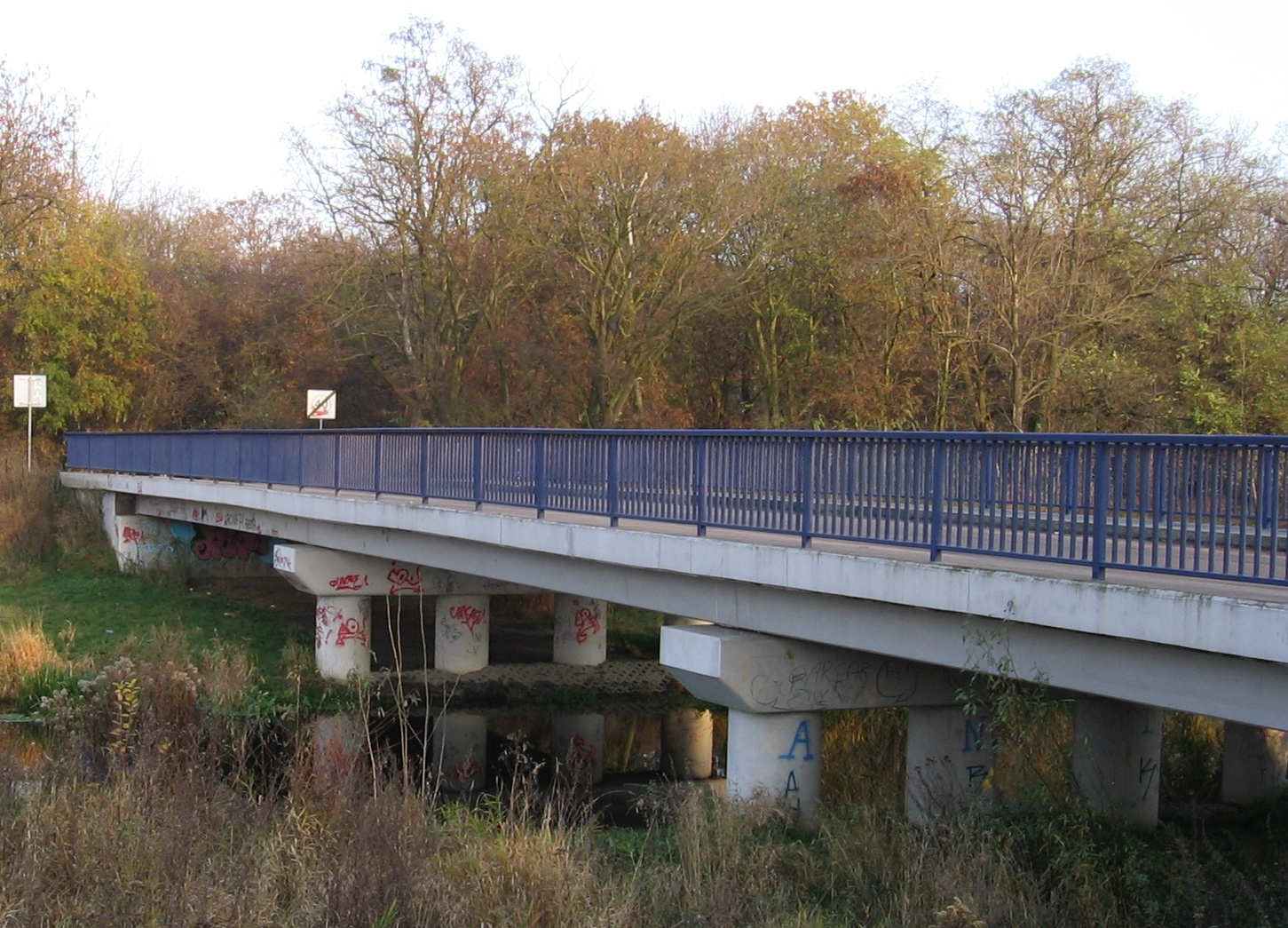
Most Sołtysowicki przez Widawę – widok od południa
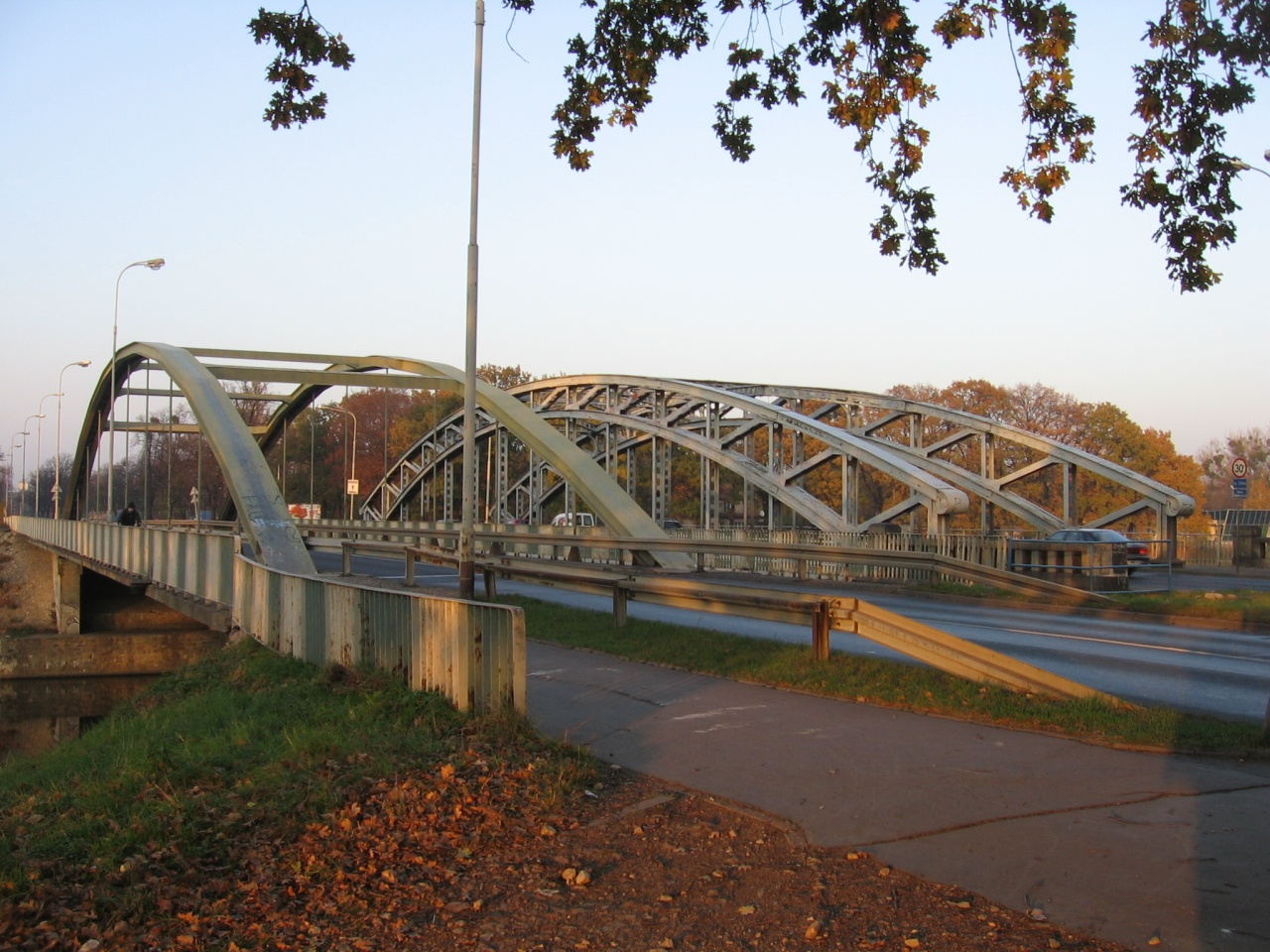
Mosty Jagiellonskie widok od południa
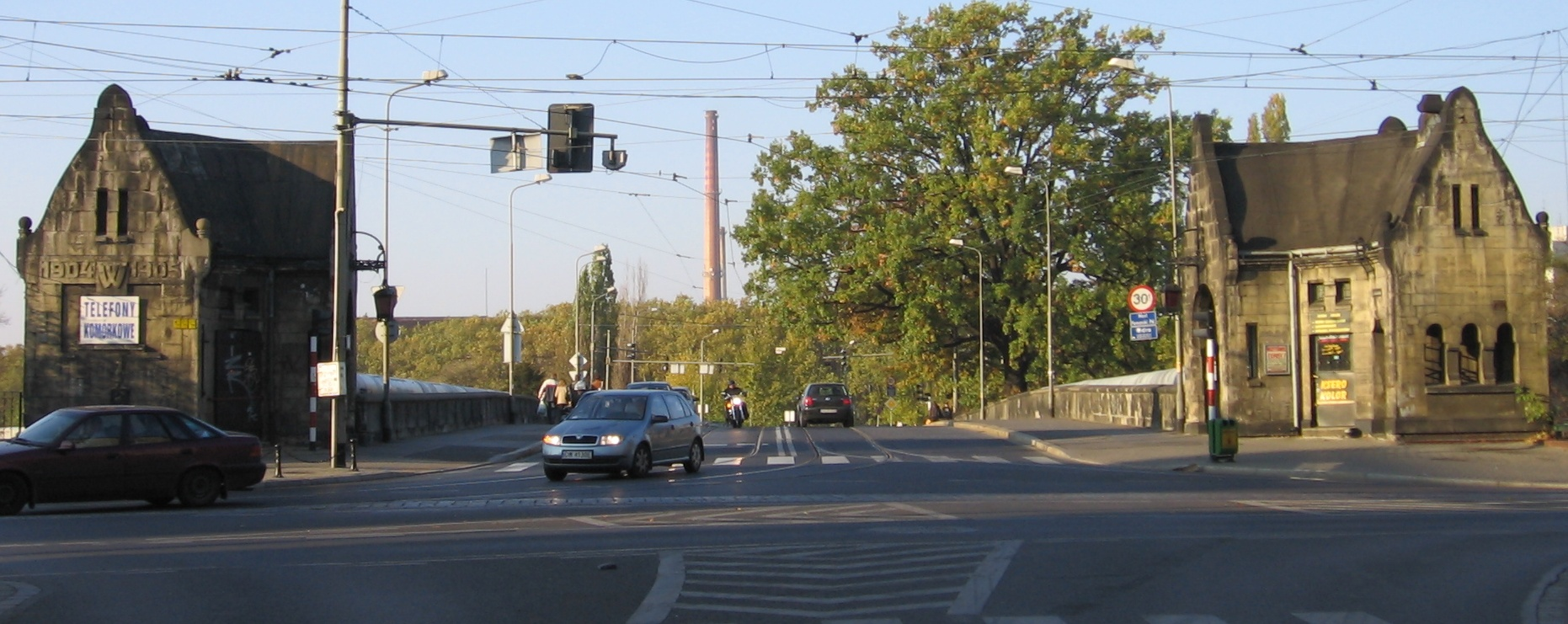
Most Pomorski Południowy widok od południa
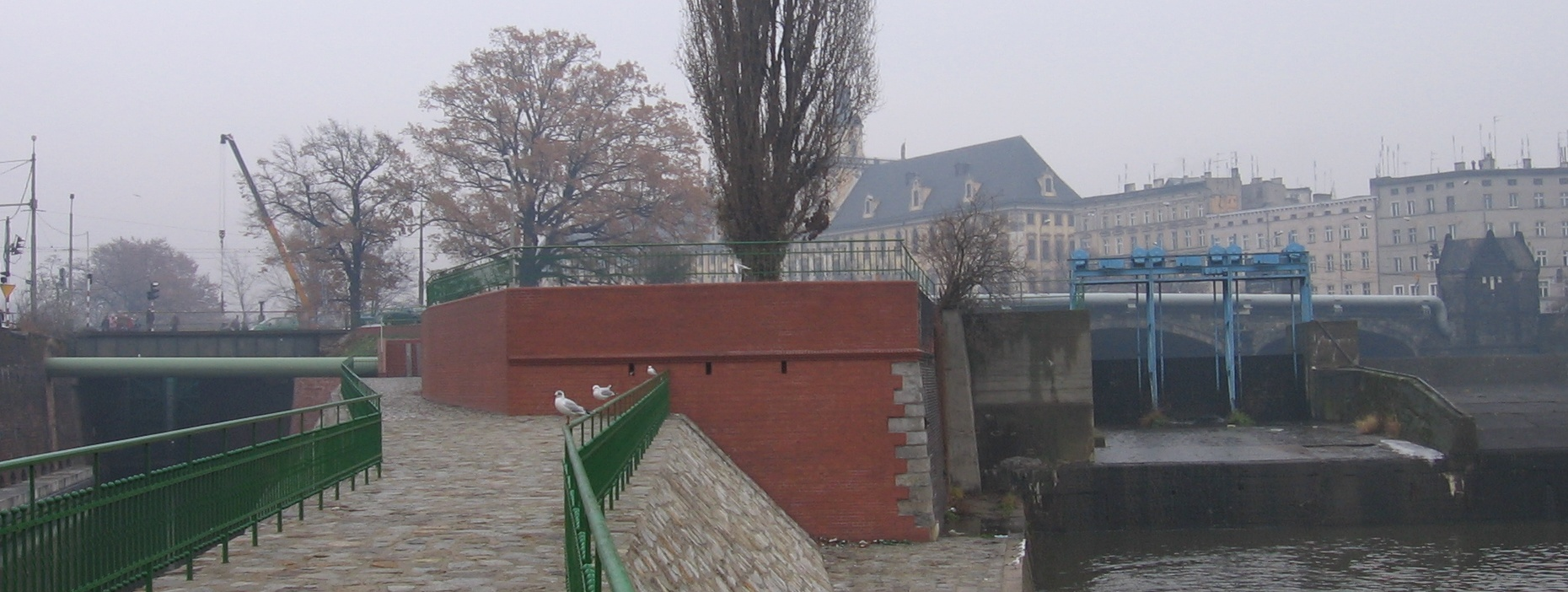
dolny stopień wodny na Odrze Południowej, w głębi Most Pomorski Południowy (po prawej) i Środkowy (po lewej); Most Pomorski Północny poza kadrem zdjęcia po lewej
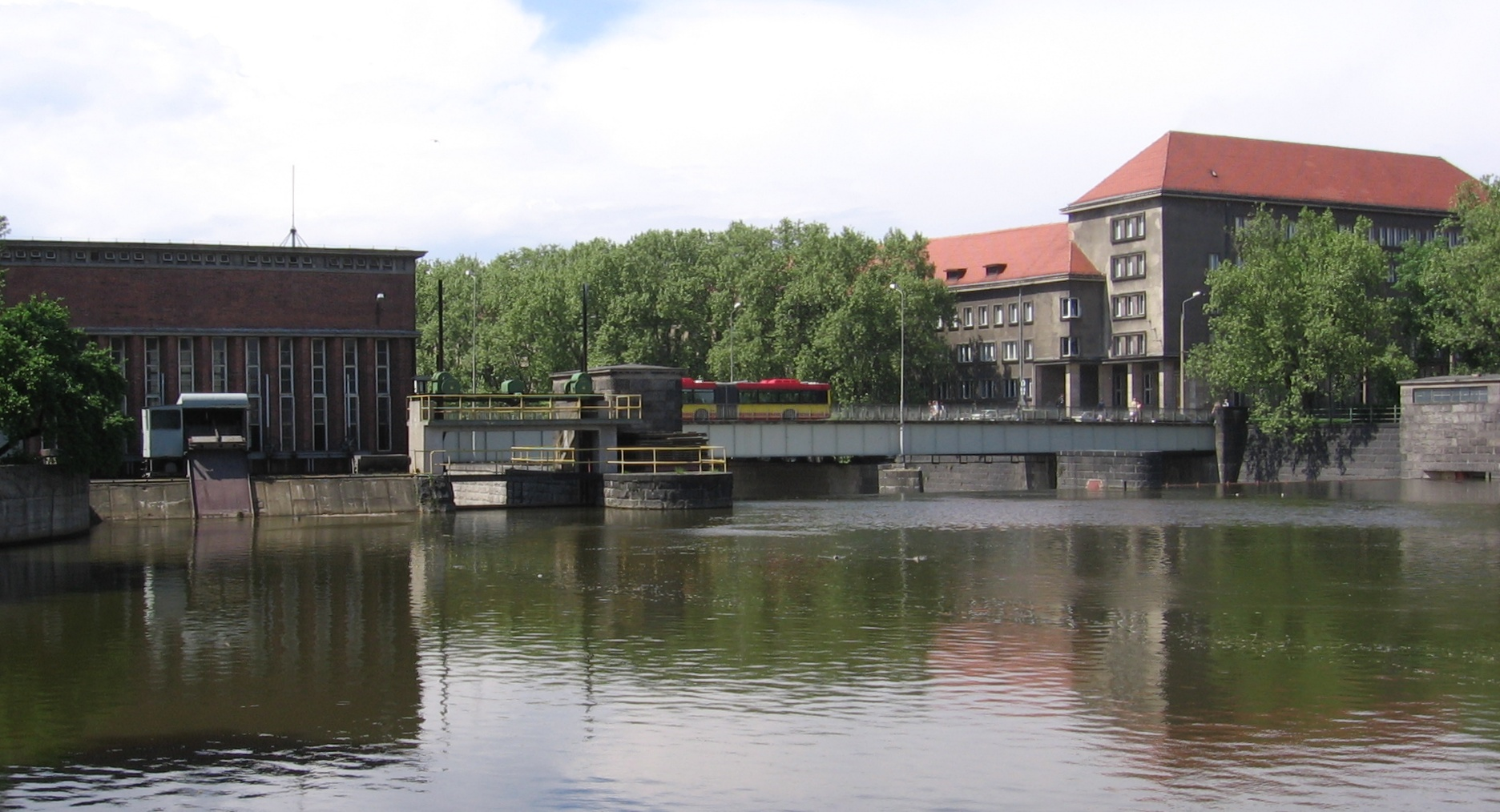
Most Pomorski Północny
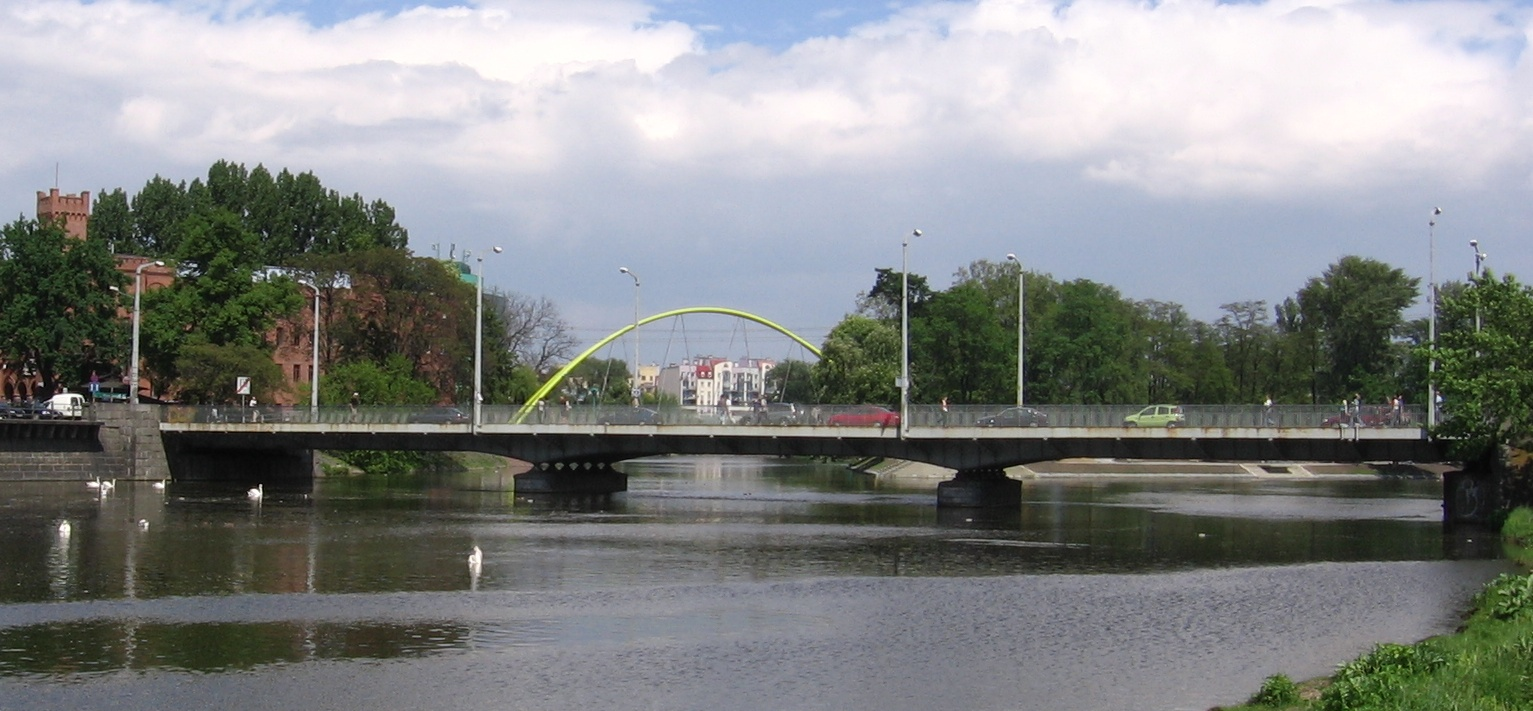
Most Uniwersytecki Północny
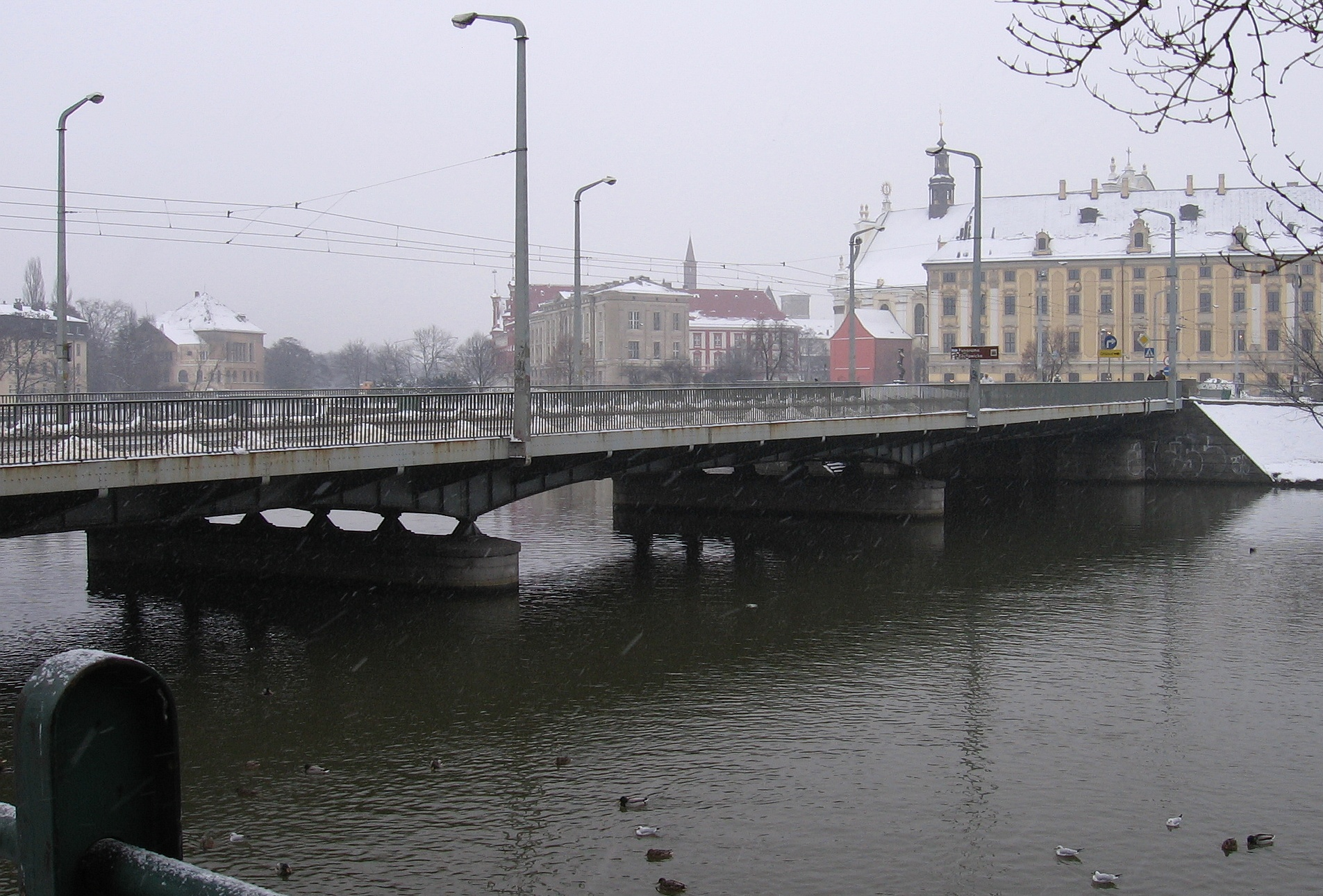
Most Uniwersytecki Północny
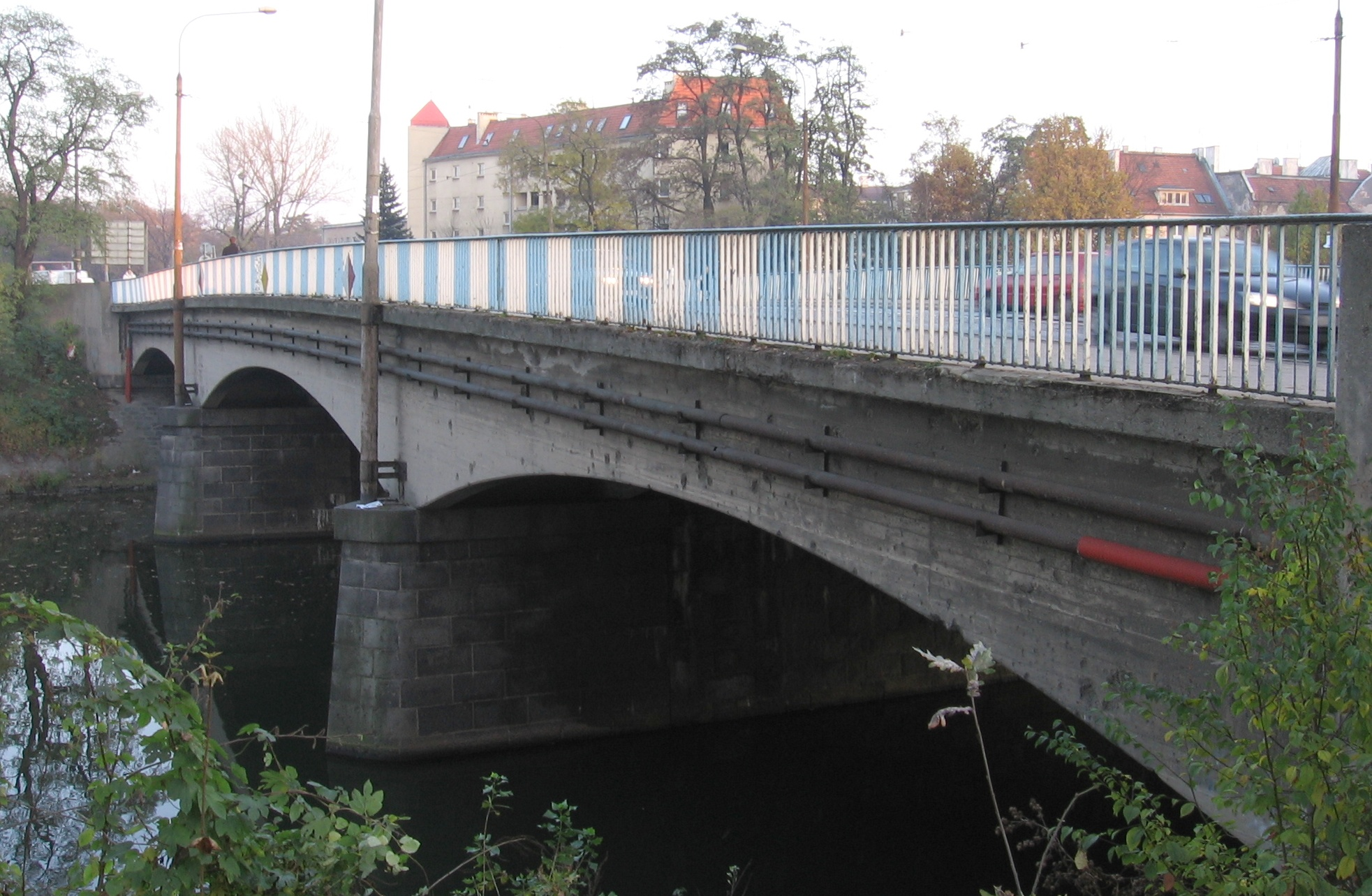
Most Szczytnicki widok od płd.-zachodu
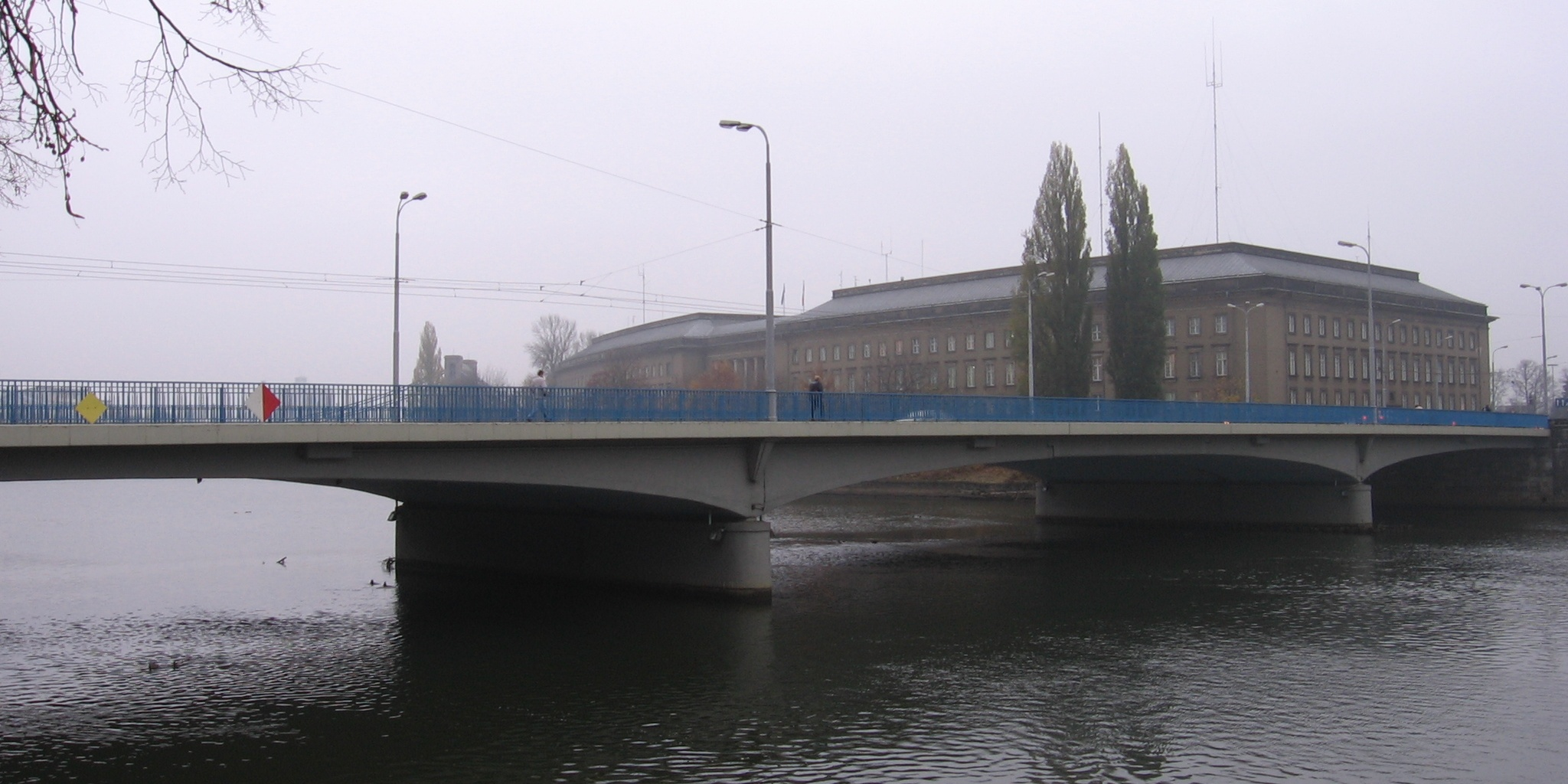
Most Pokoju widziany z Ostrowa Tumskiego
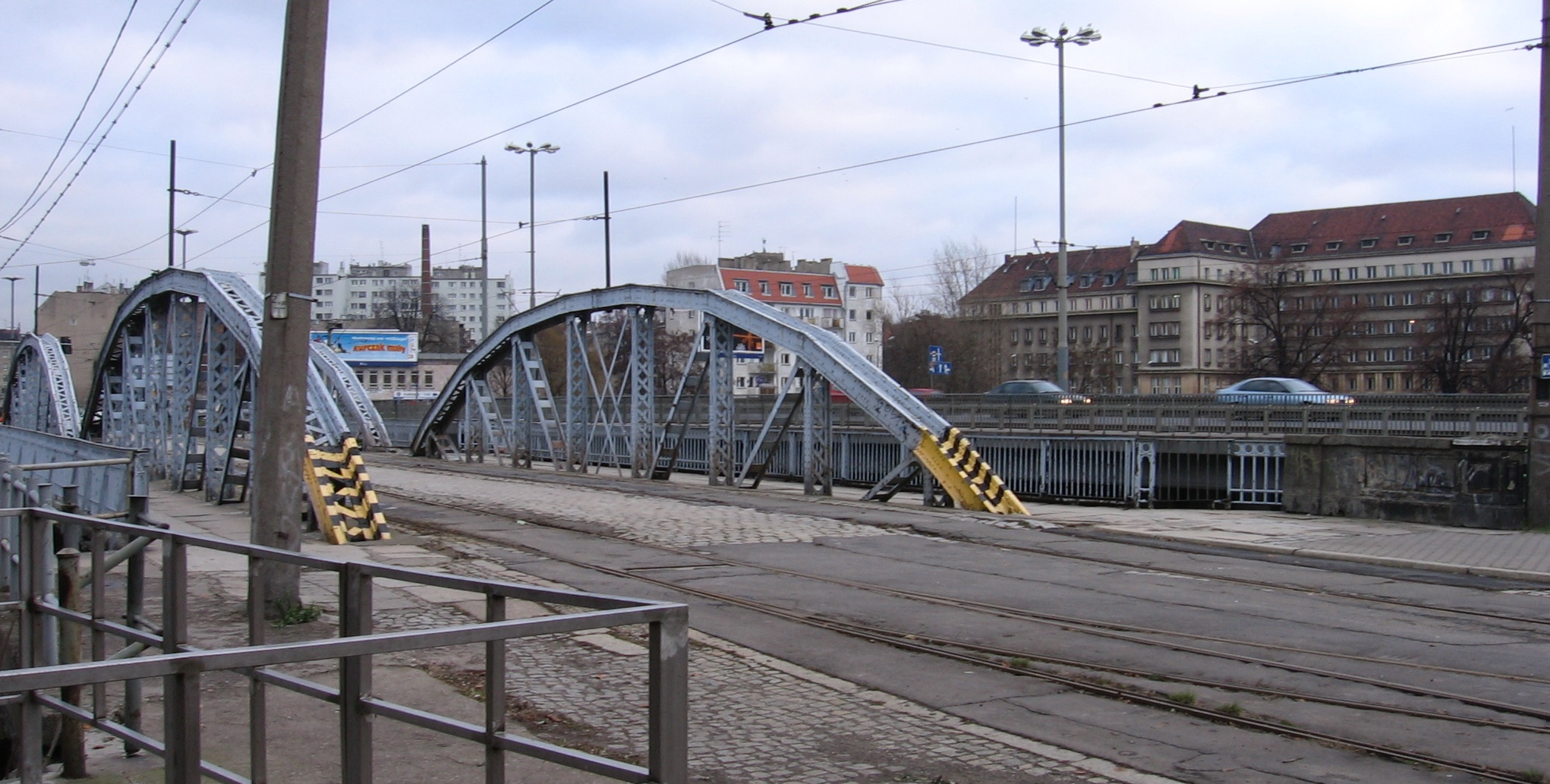
Mosty Mieszczańskie
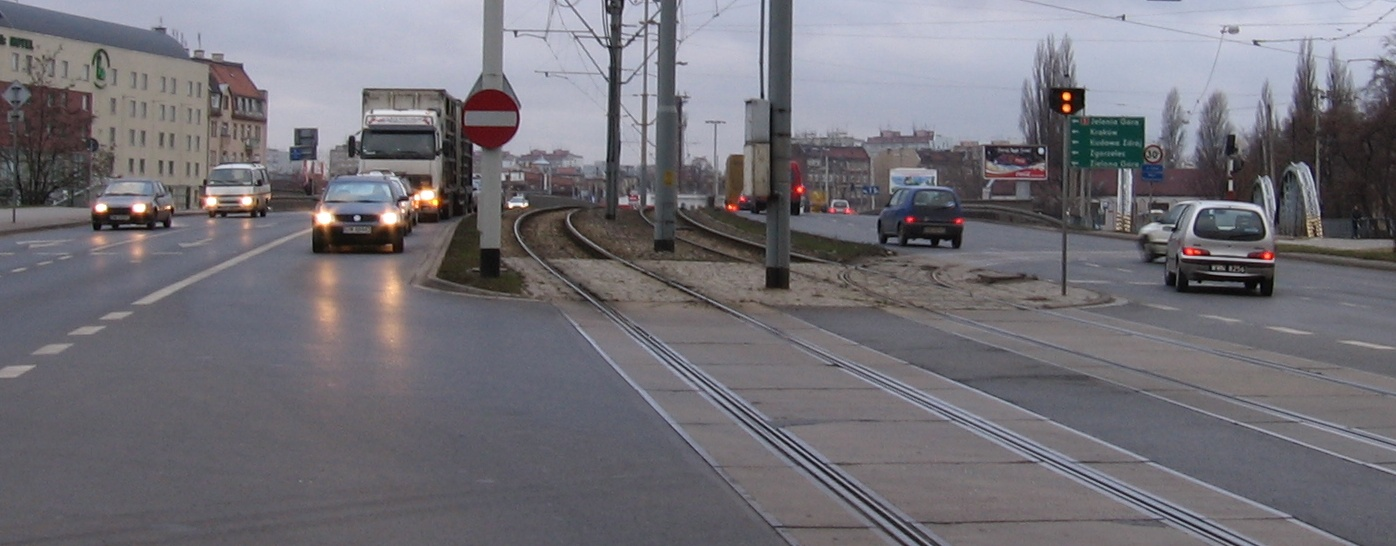
Mosty Mieszczańskie
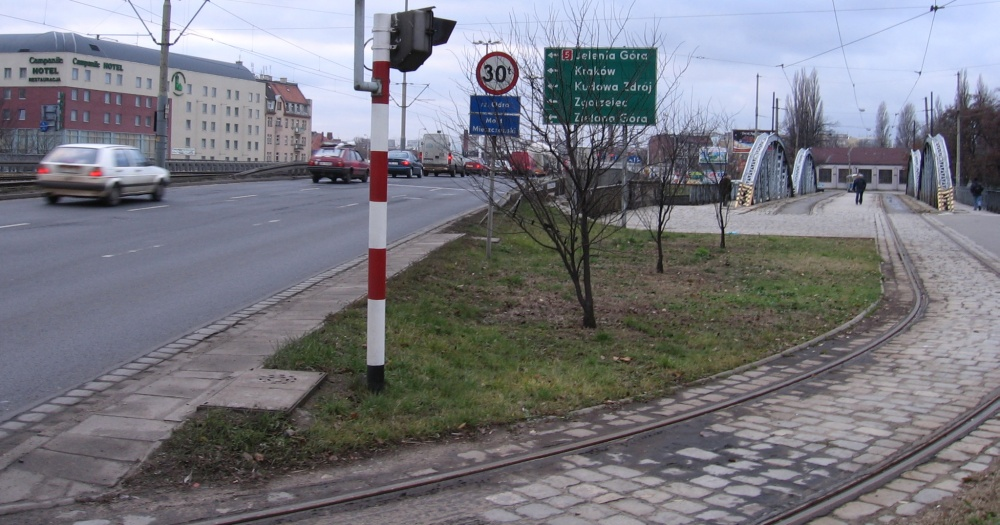
Mosty Mieszczańskie
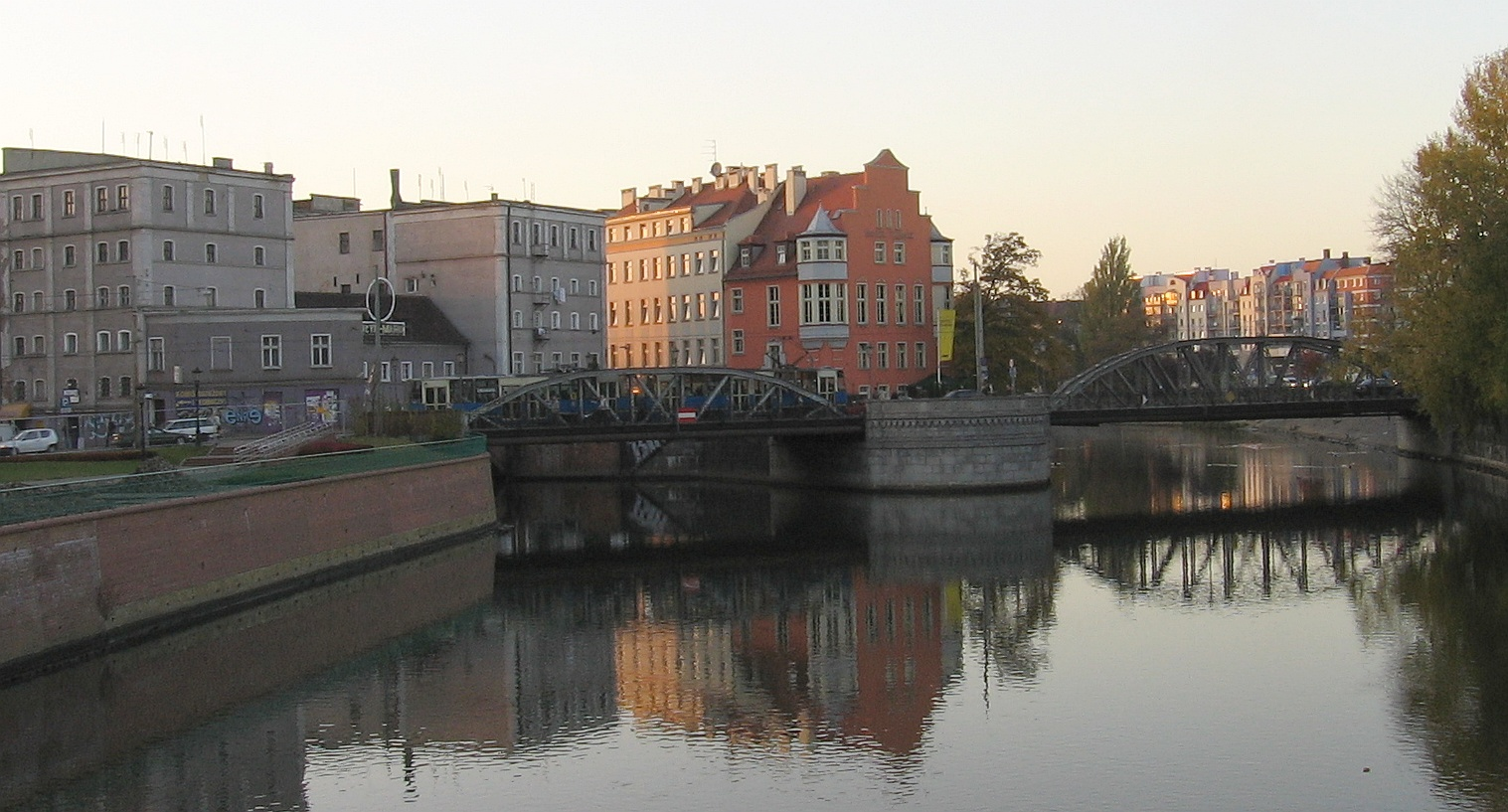
Mosty Młyńskie
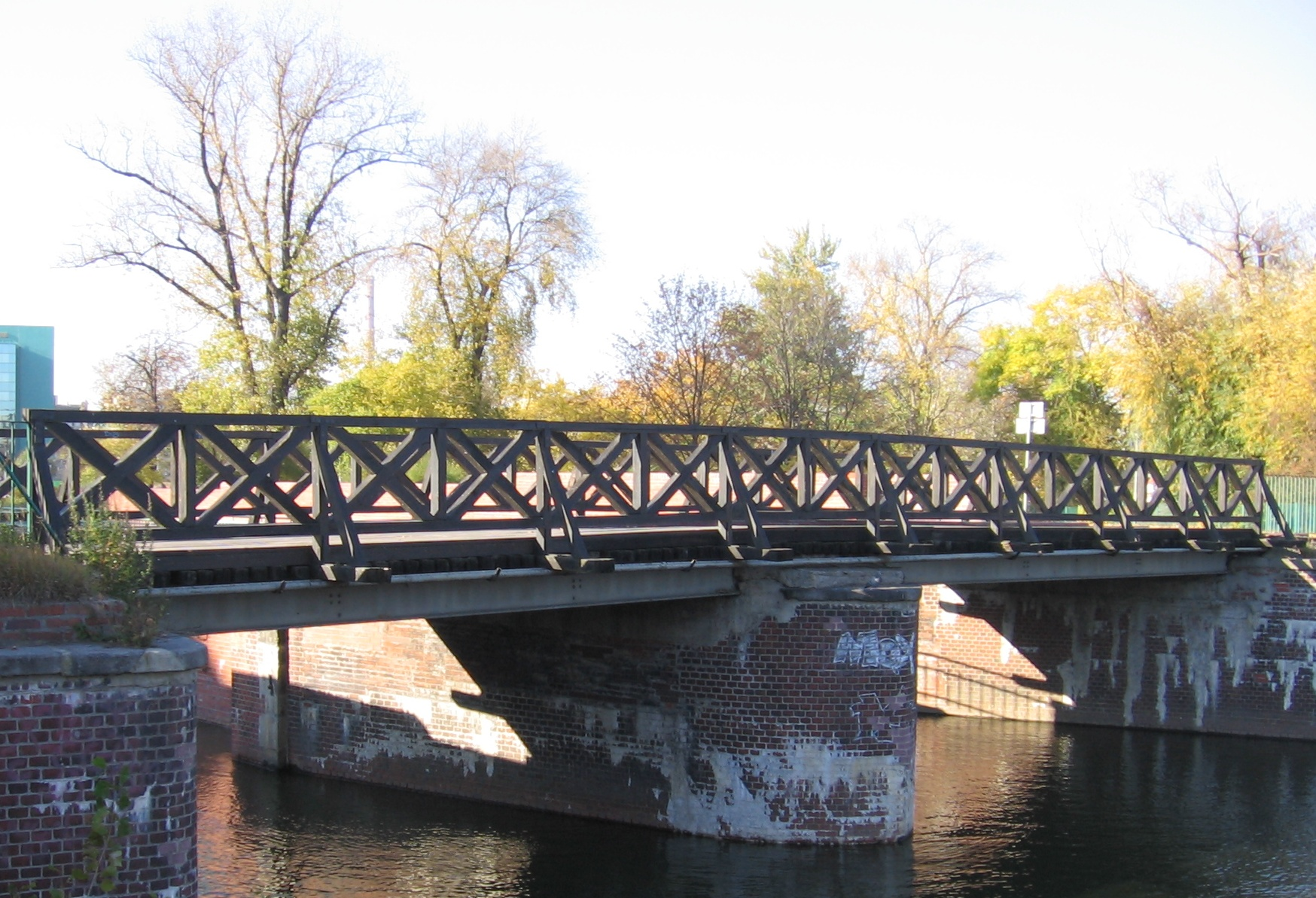
Most św.Klary
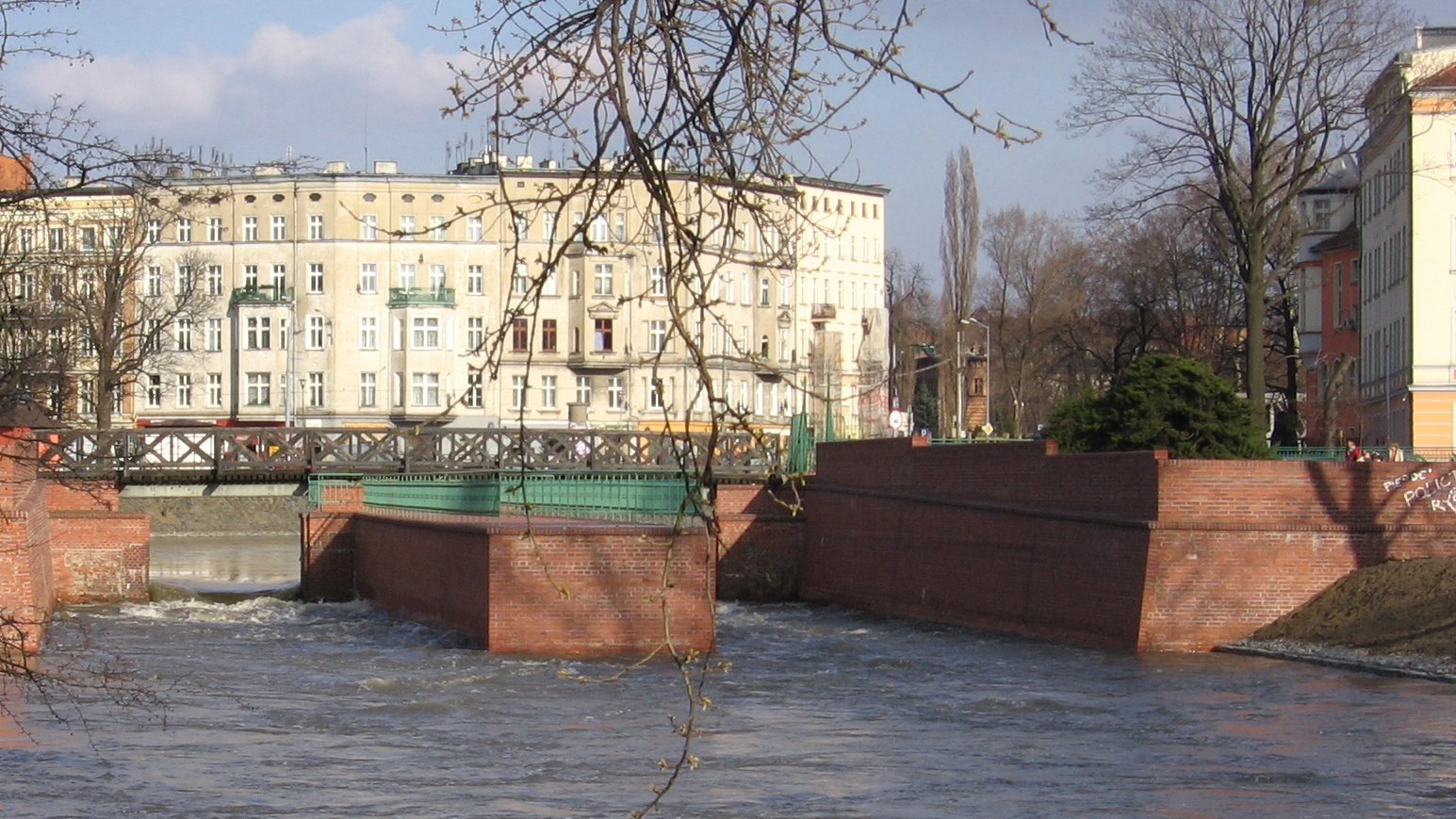
Most św.Klary
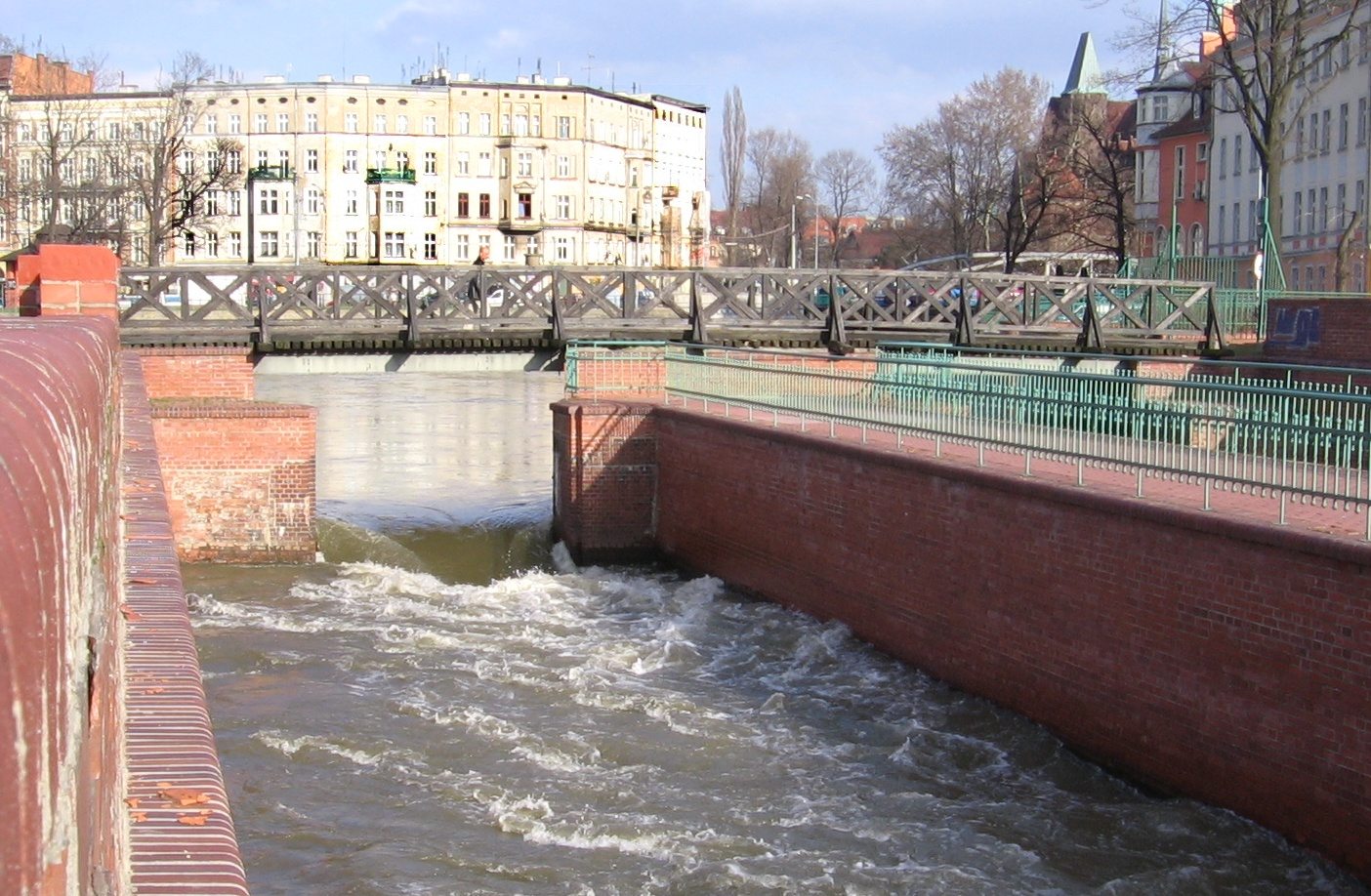
Most św.Klary
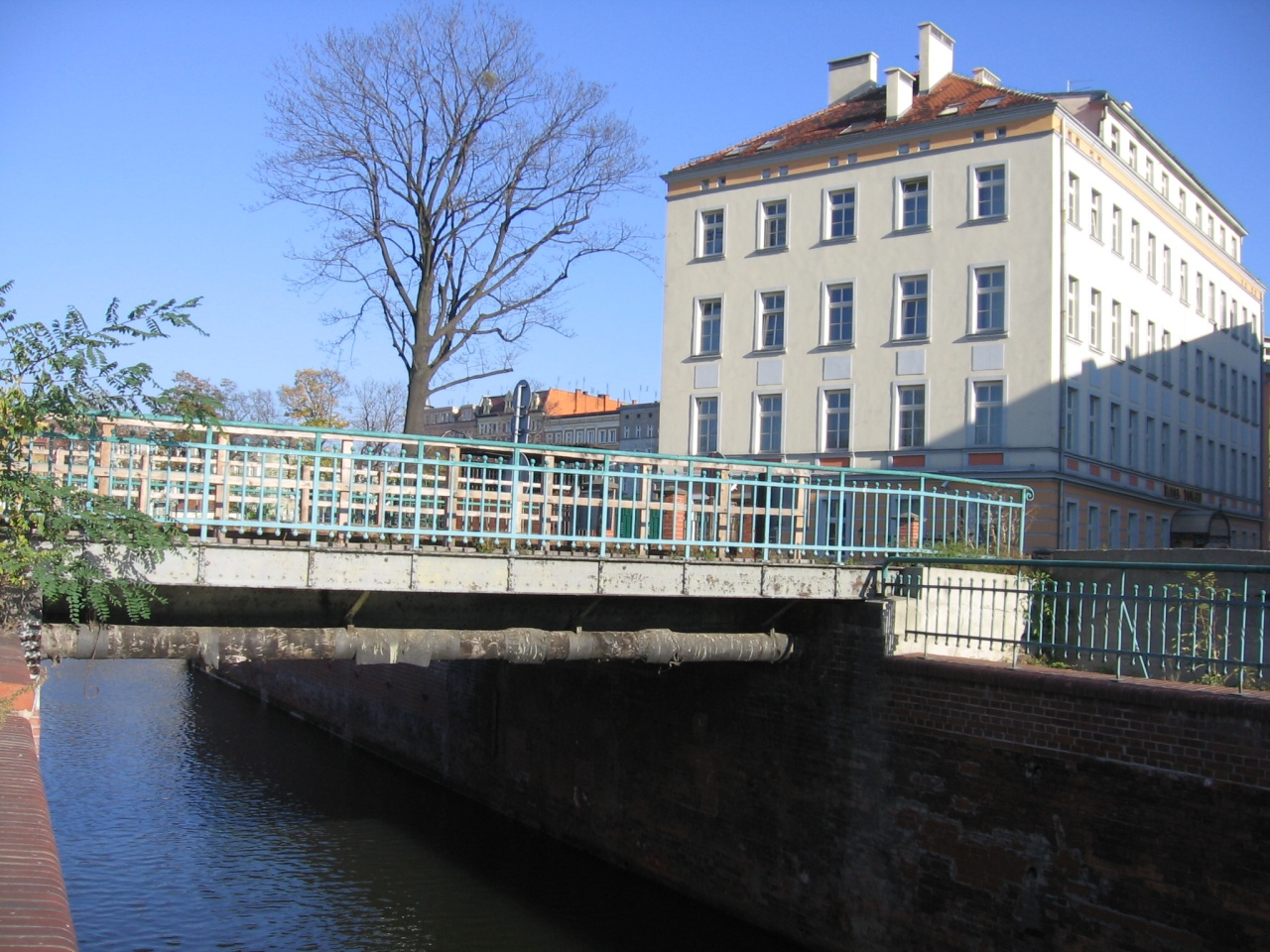
Most Słodowy
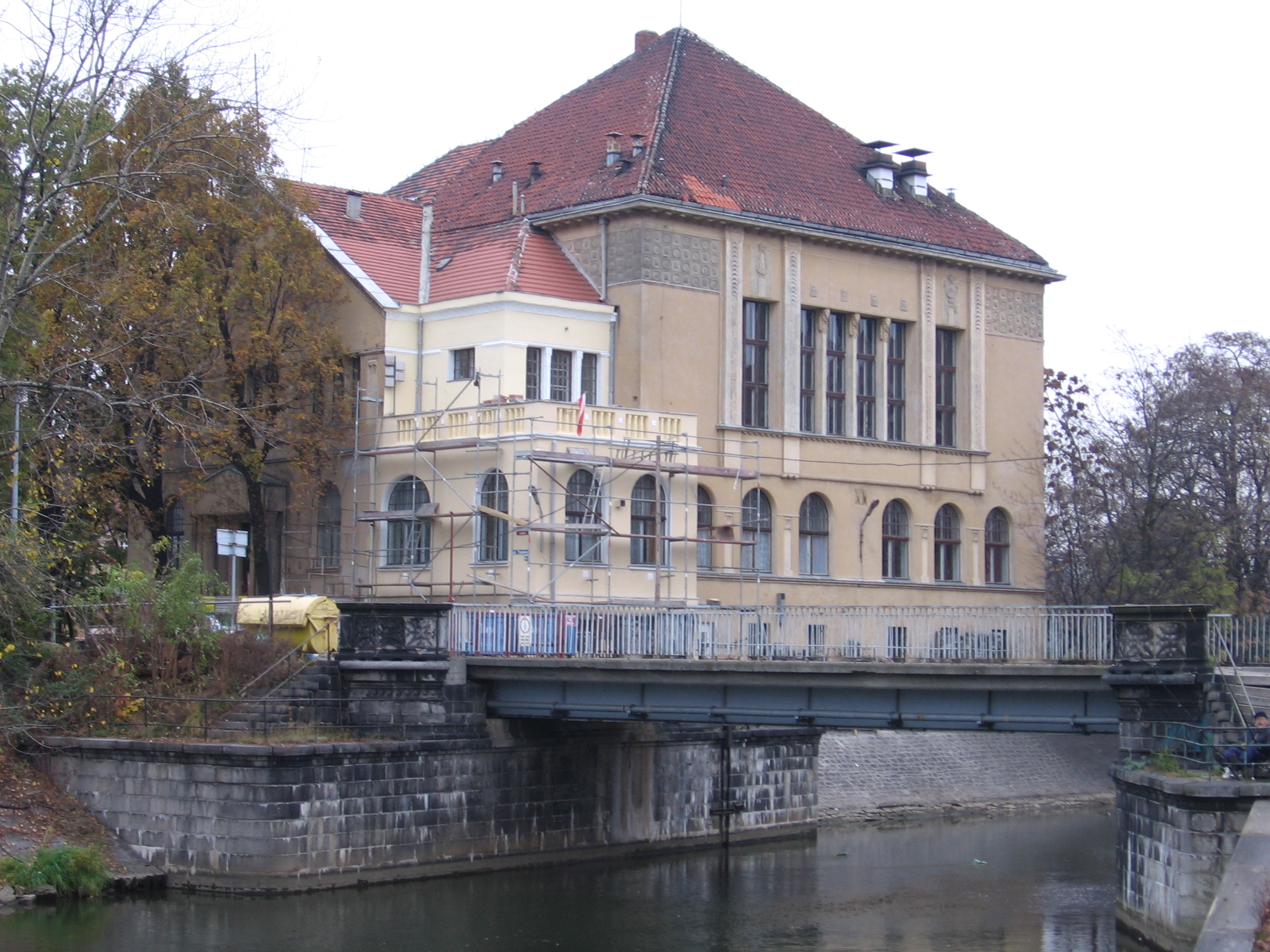
Most św.Macieja
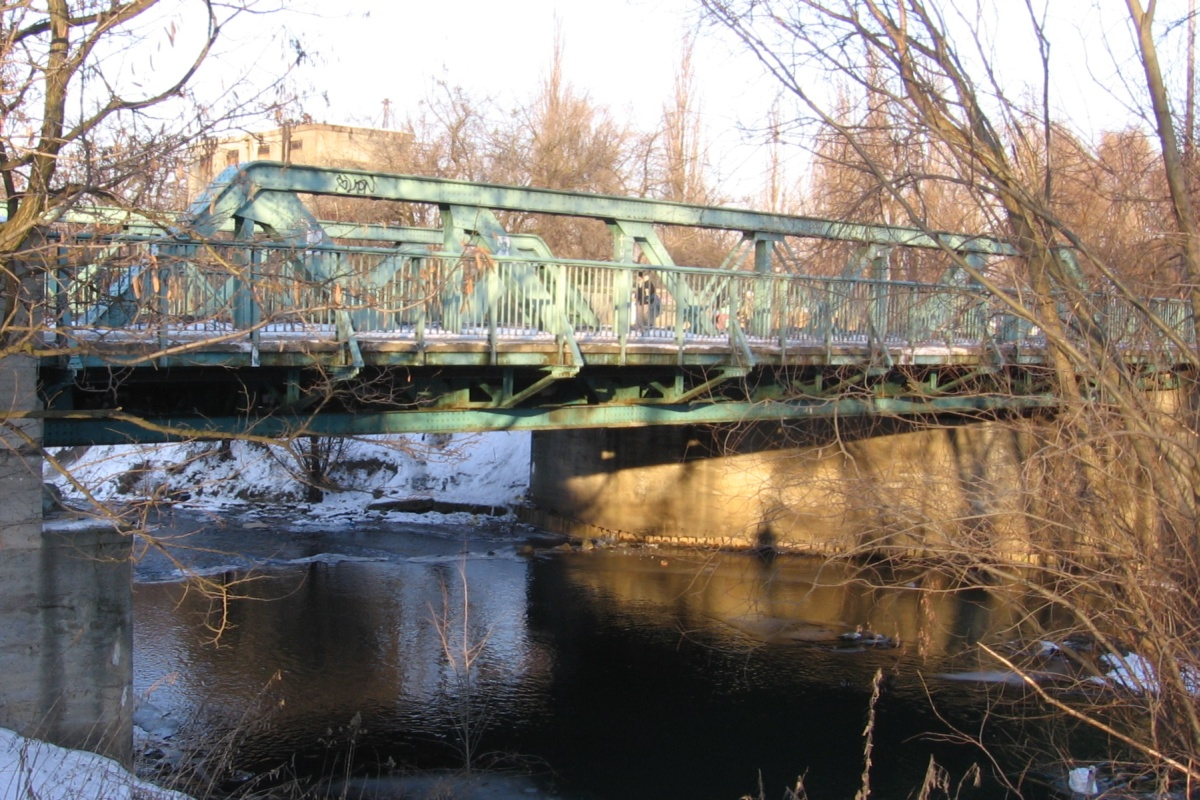
Most Rakowiecki przez Oławę, ul.Na Niskich Łąkach
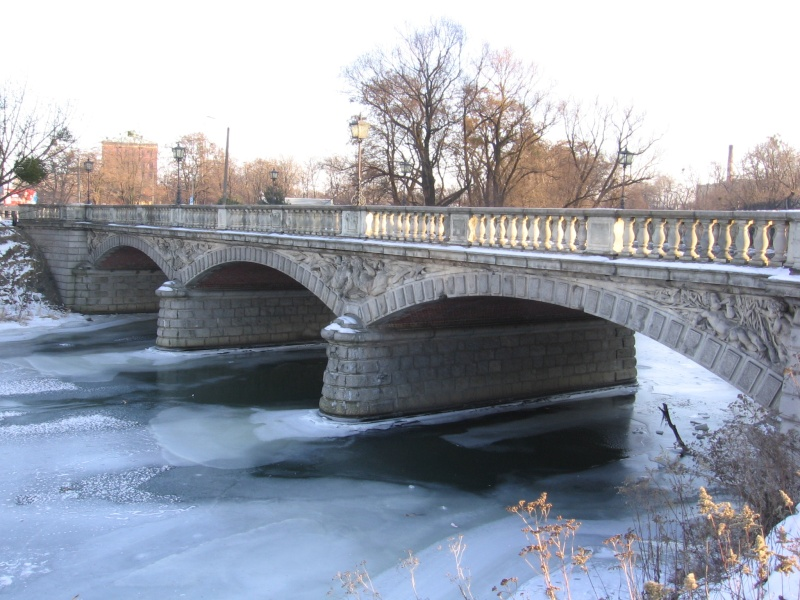
Most Oławski przez Oławę, ul.Walońska/Na Grobli
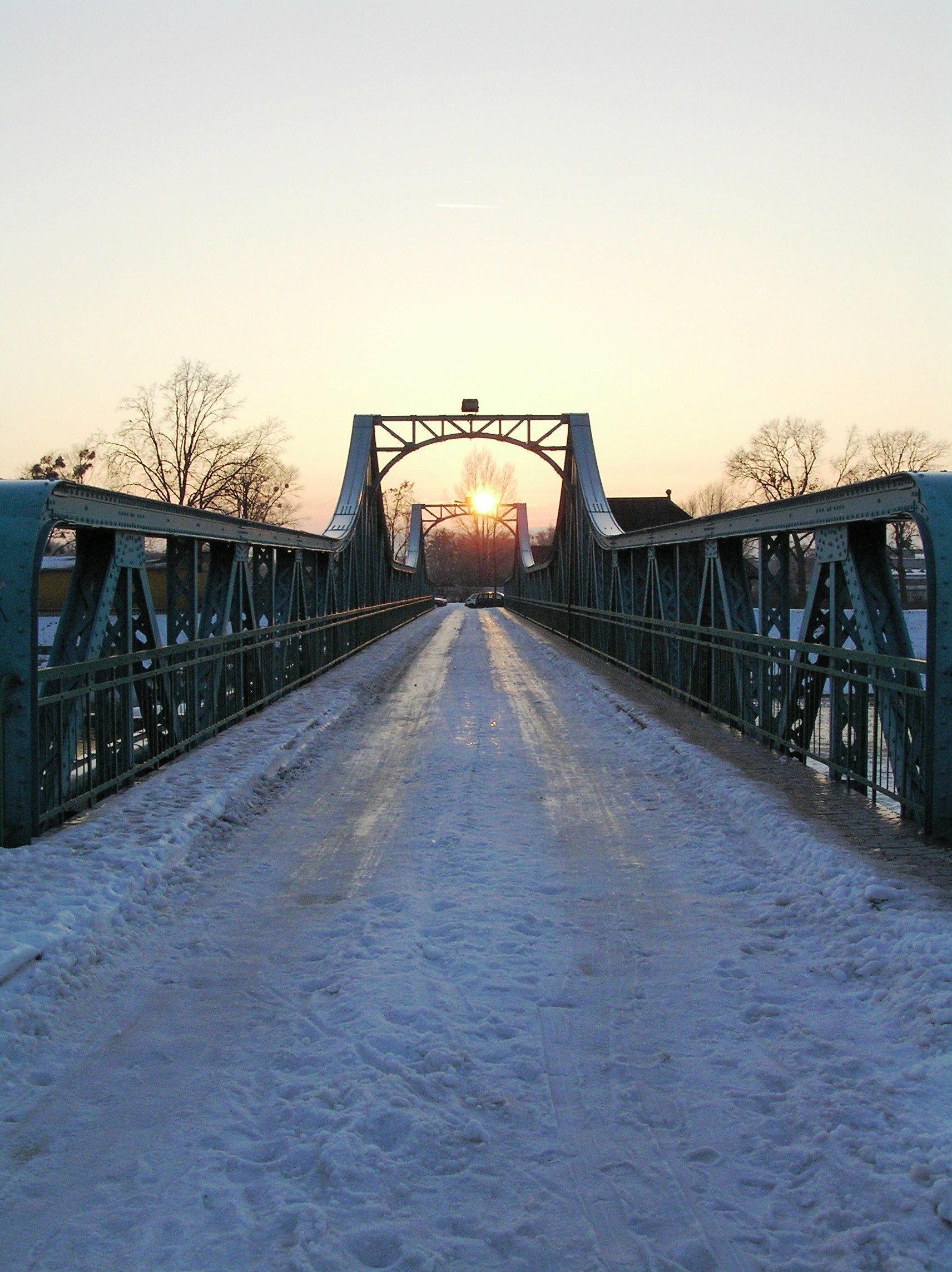
Most Bartoszowicki zimą
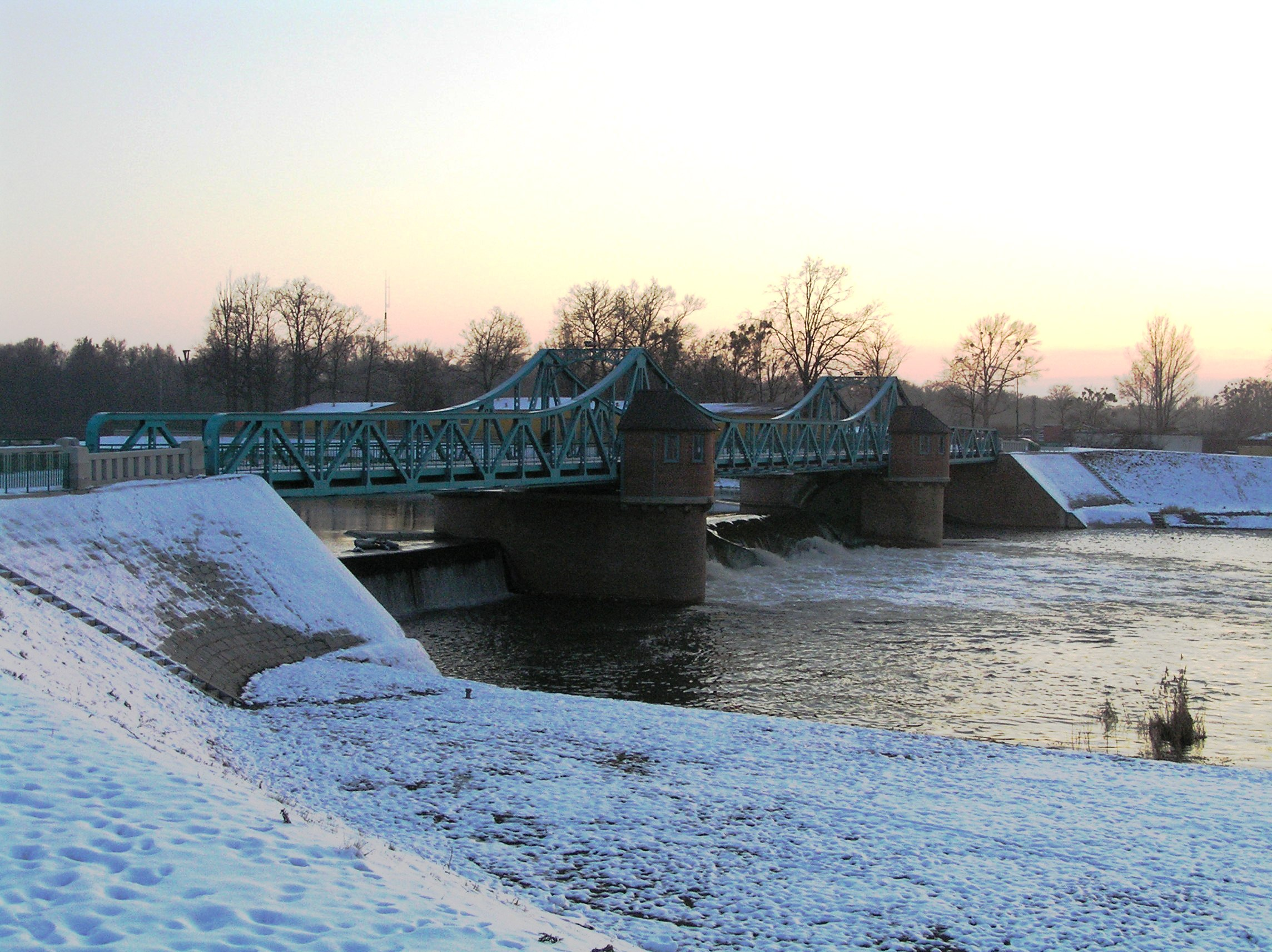
Most Bartoszowicki z północy
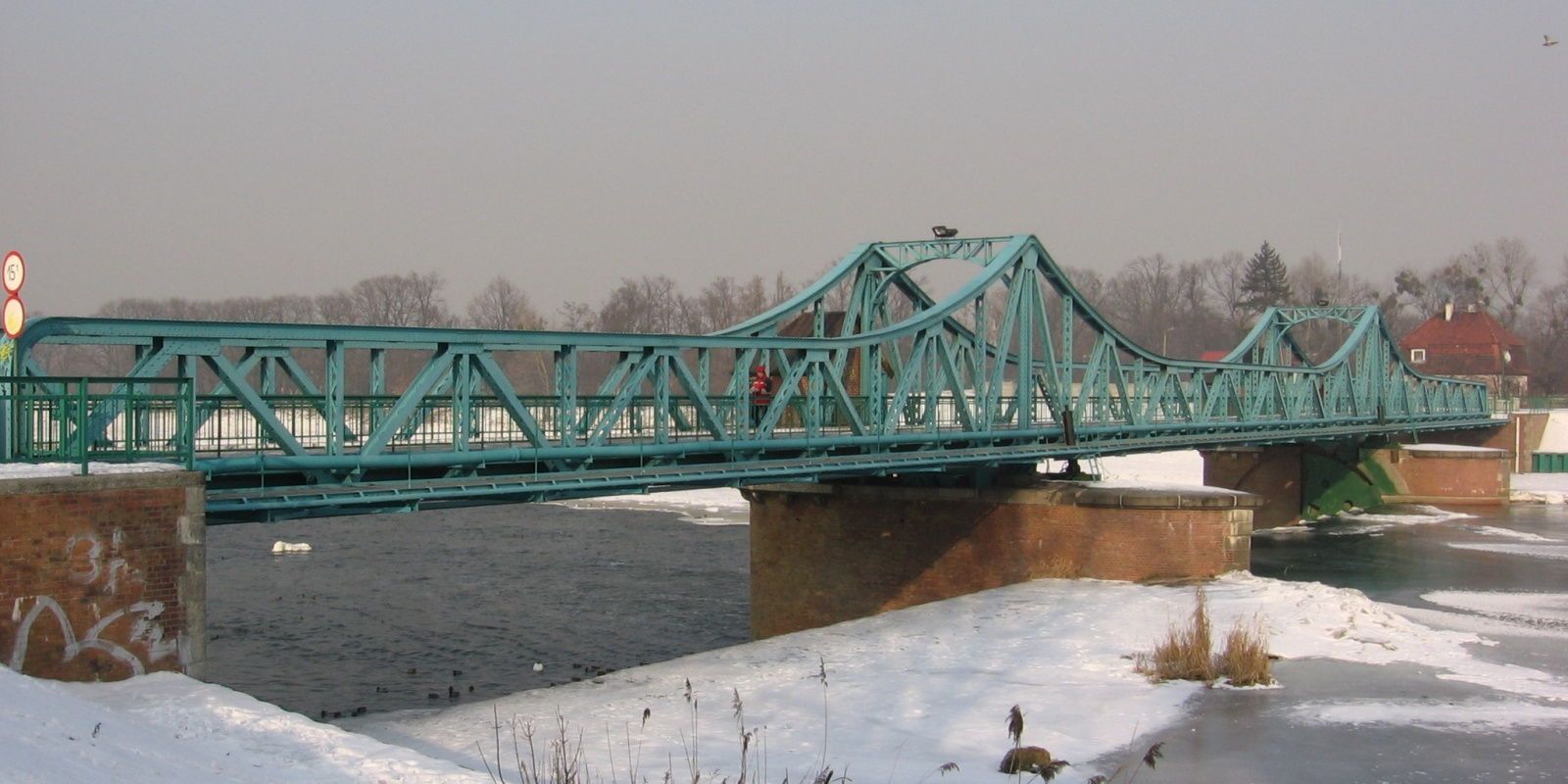
Most Bartoszowicki z południa
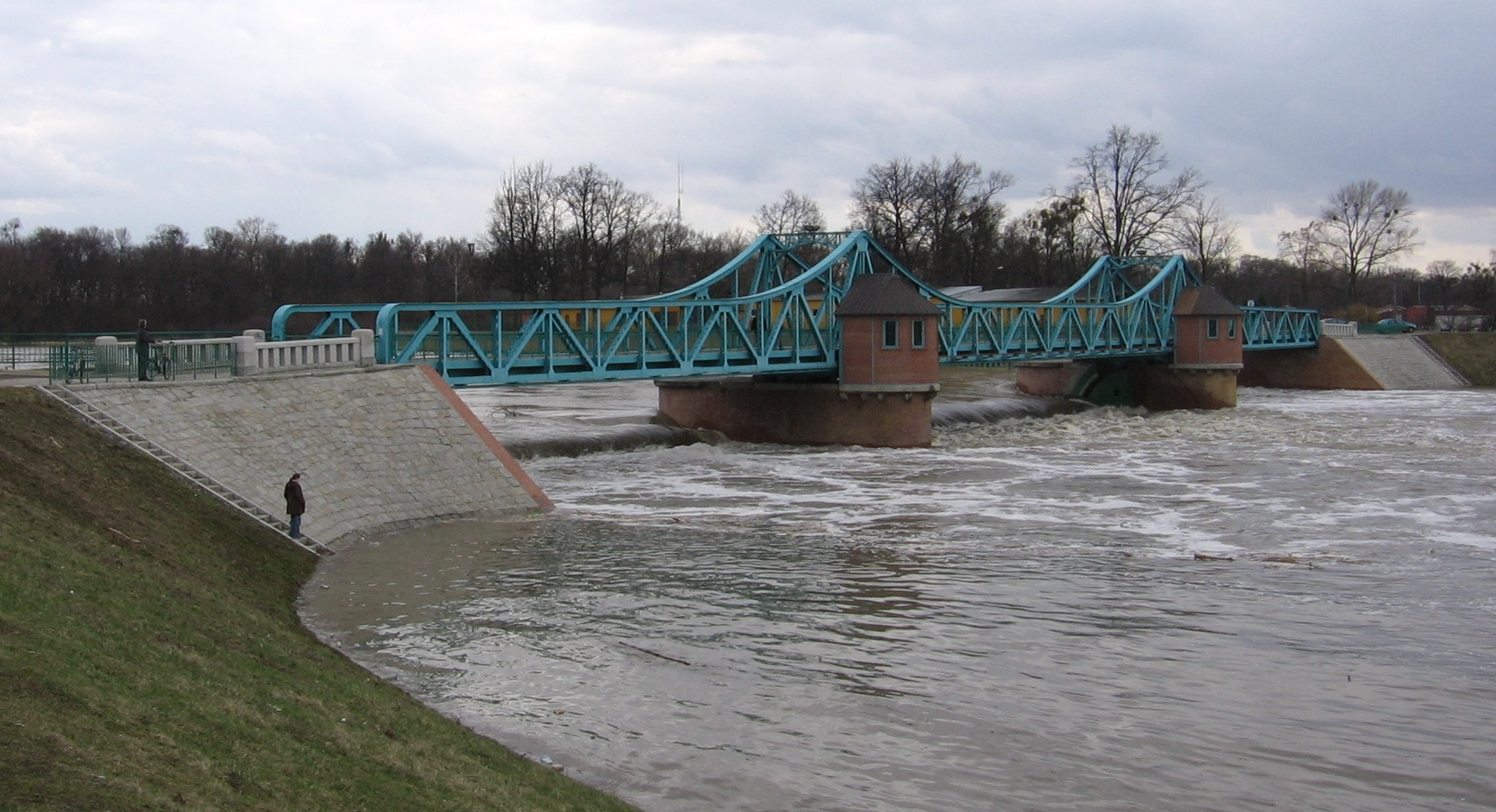
Most Bartoszowicki podczas wysokiej wody
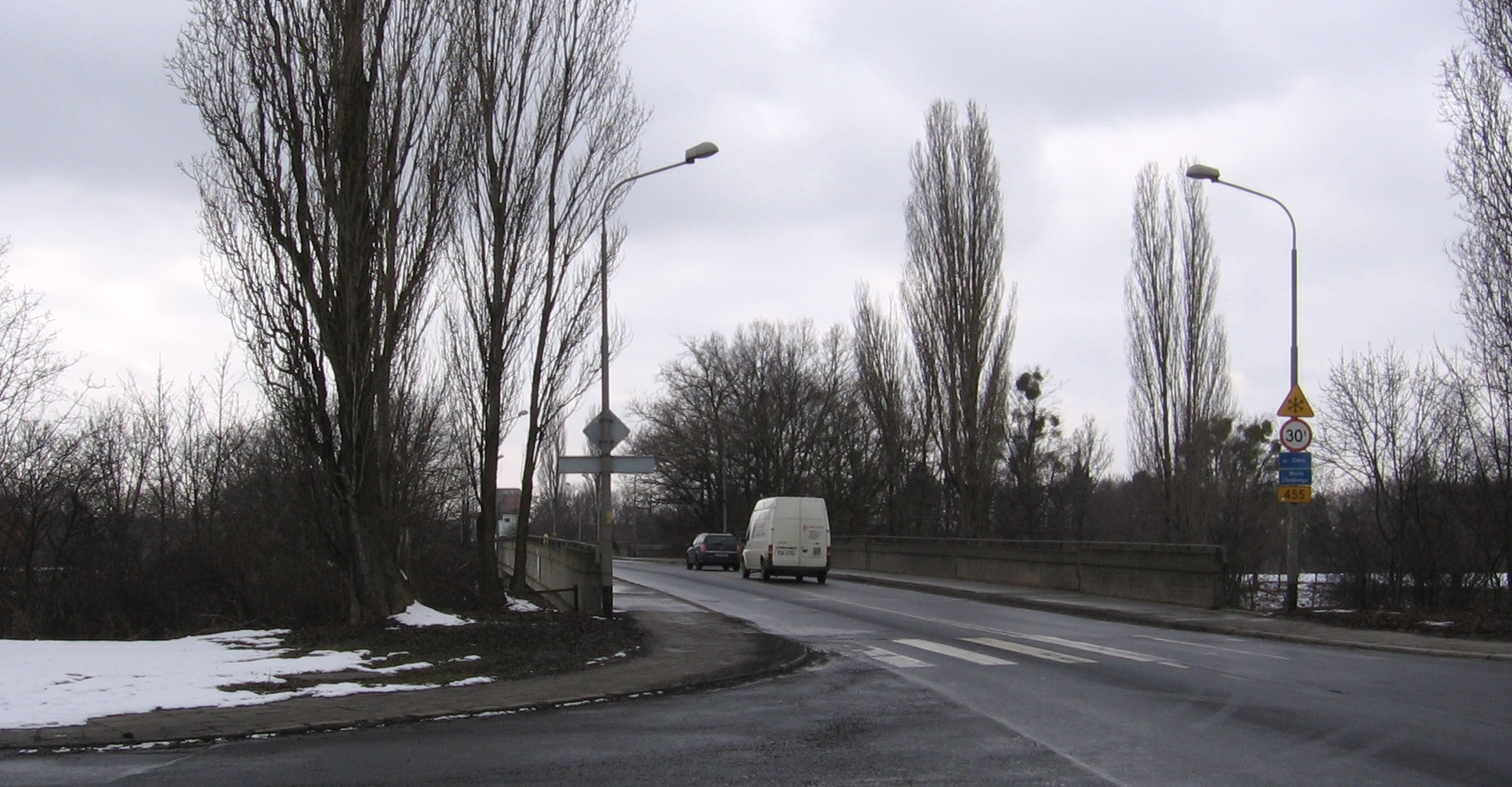
Most Bolesława Chrobrego
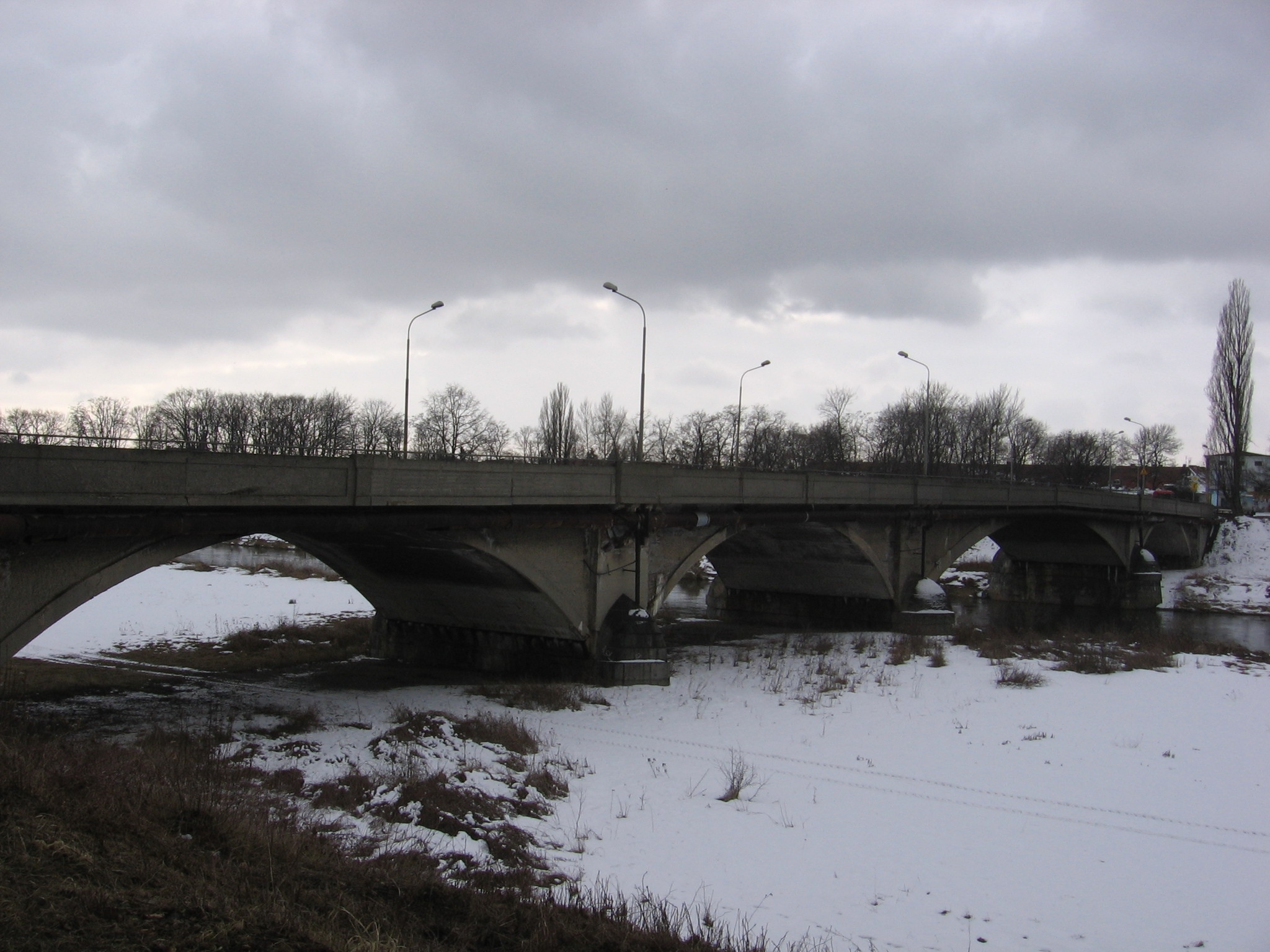
Most Bolesława Chrobrego
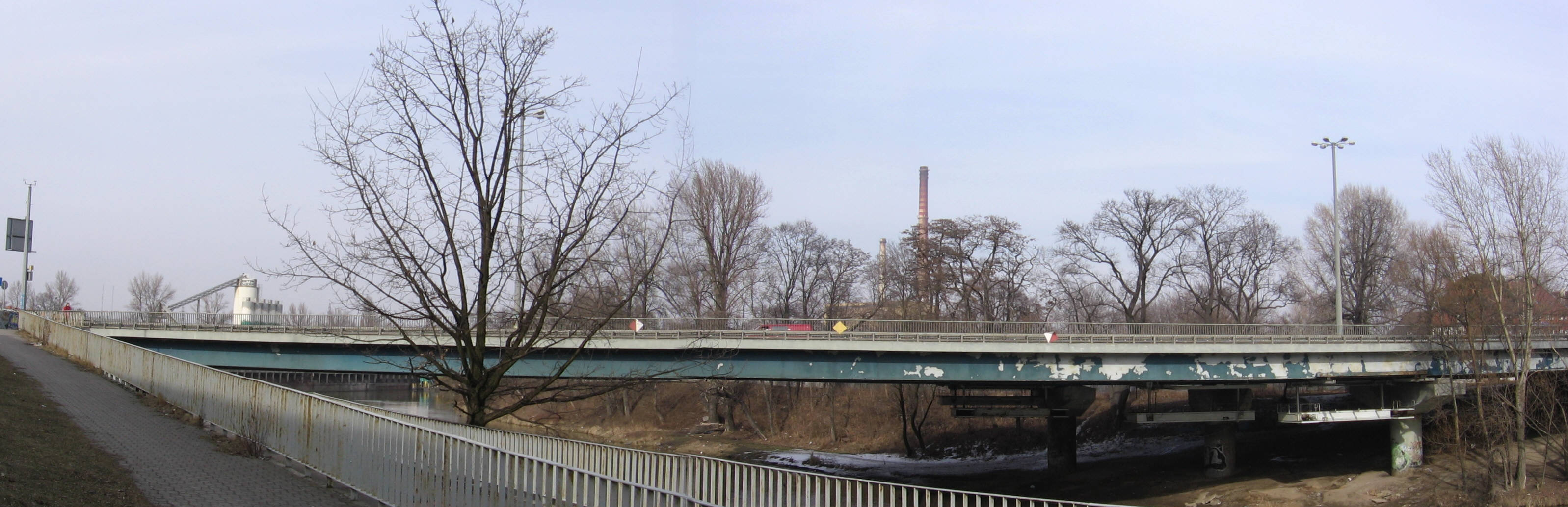
Most Dmowskiego
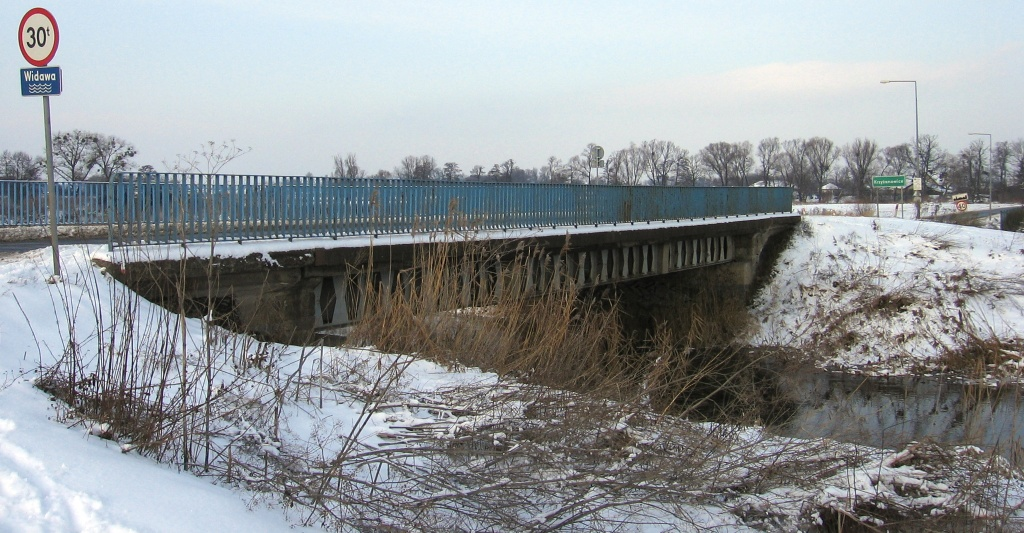
Most Polanowicki przez Widawę
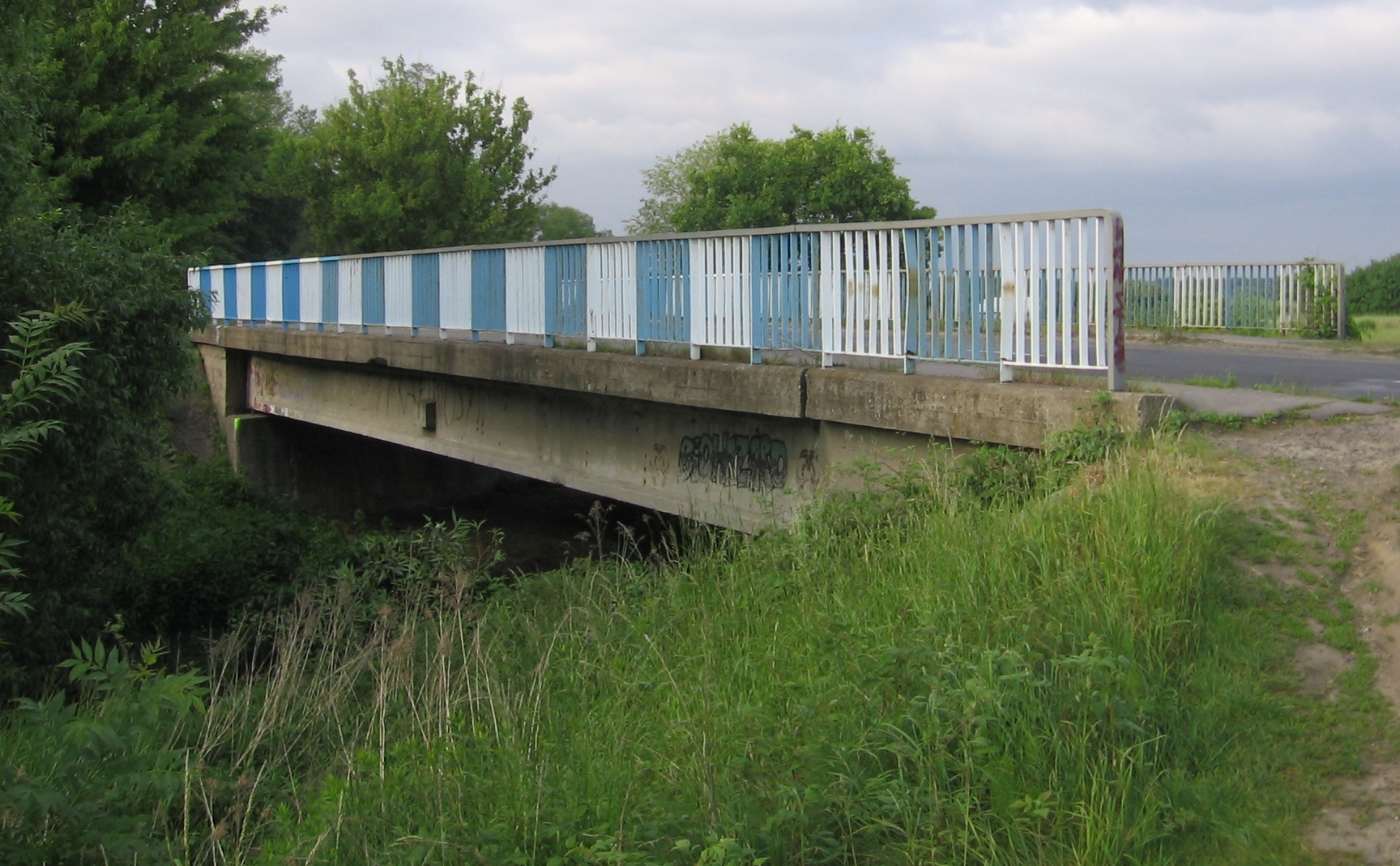
Most Zakrzowski nad Dobrą
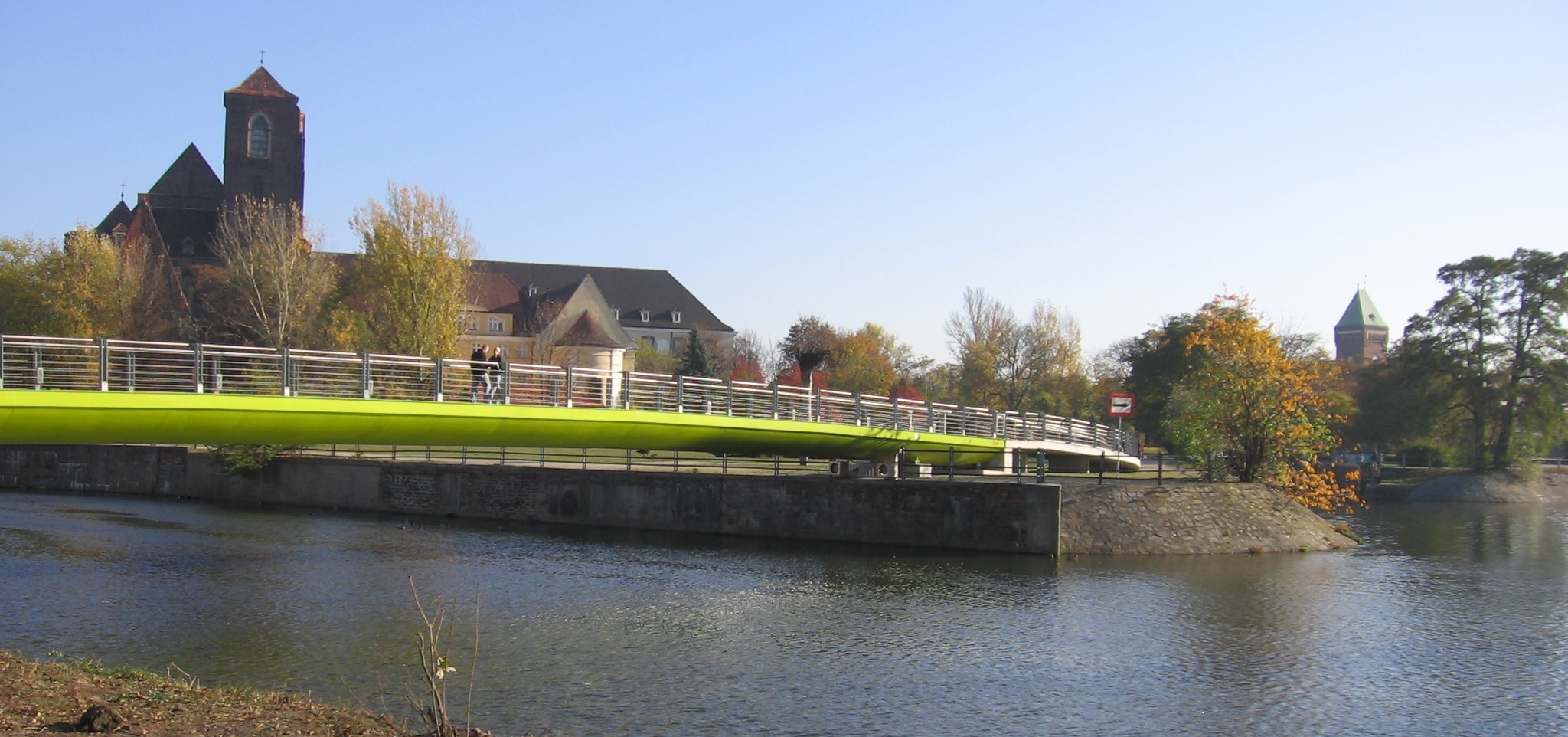
Kładka Piaskowa z Wyspy Słodowej na Wyspę Piasek
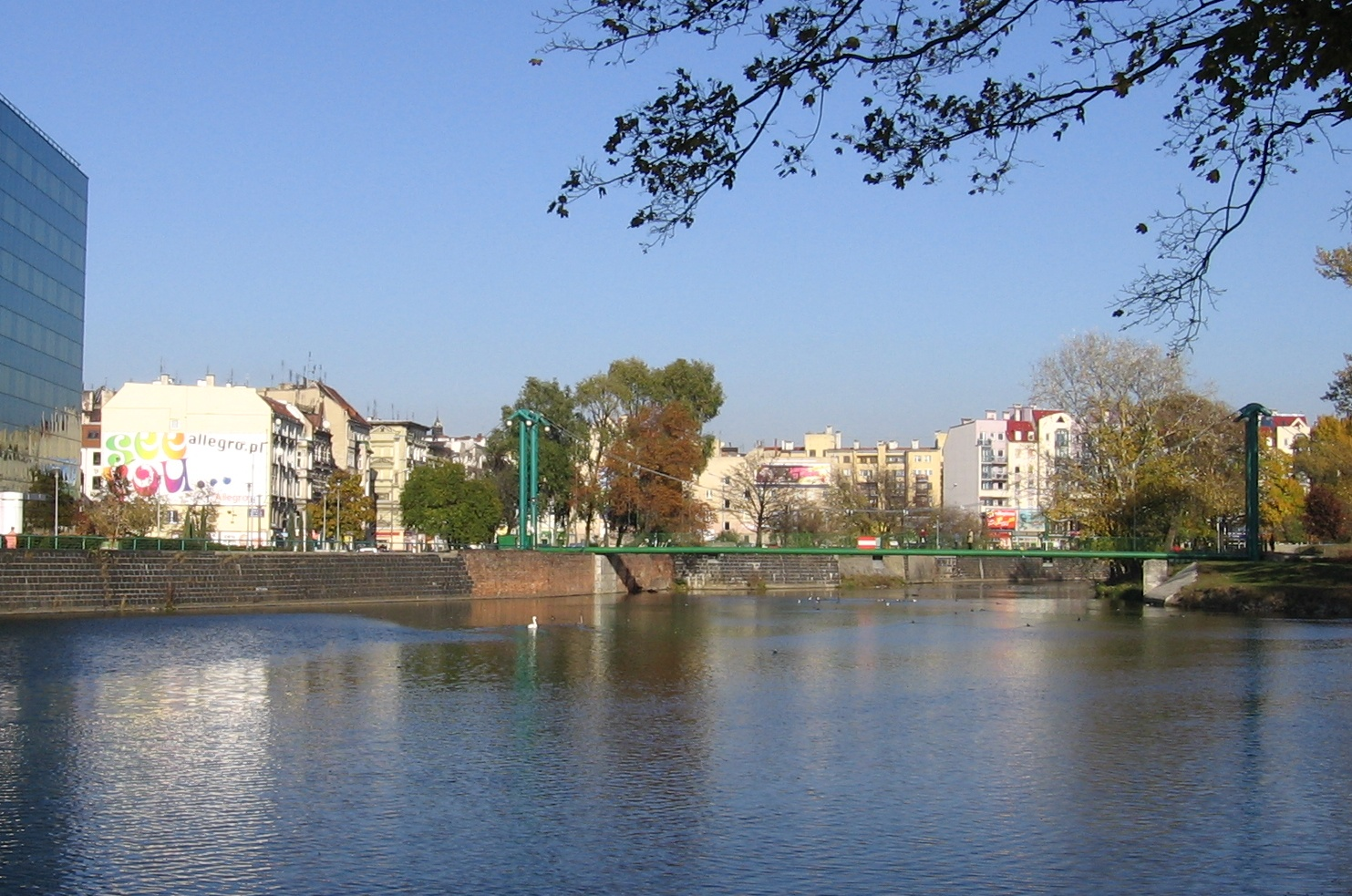
Kładka Bielarska („Żabia”)
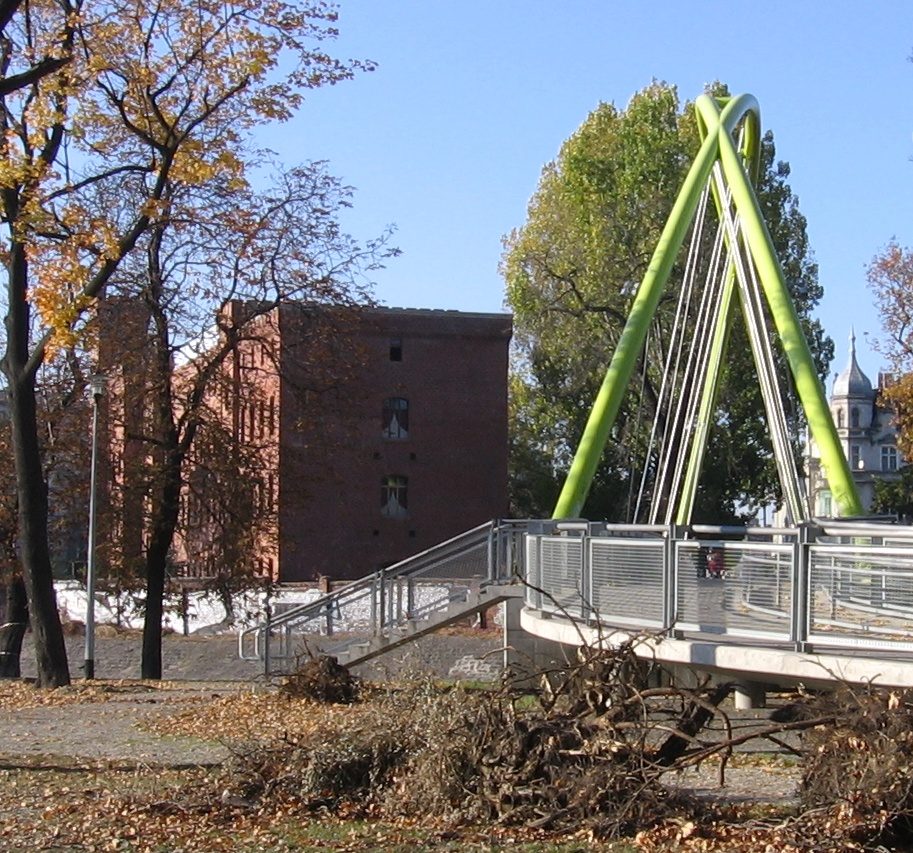
Kładka Słodowa
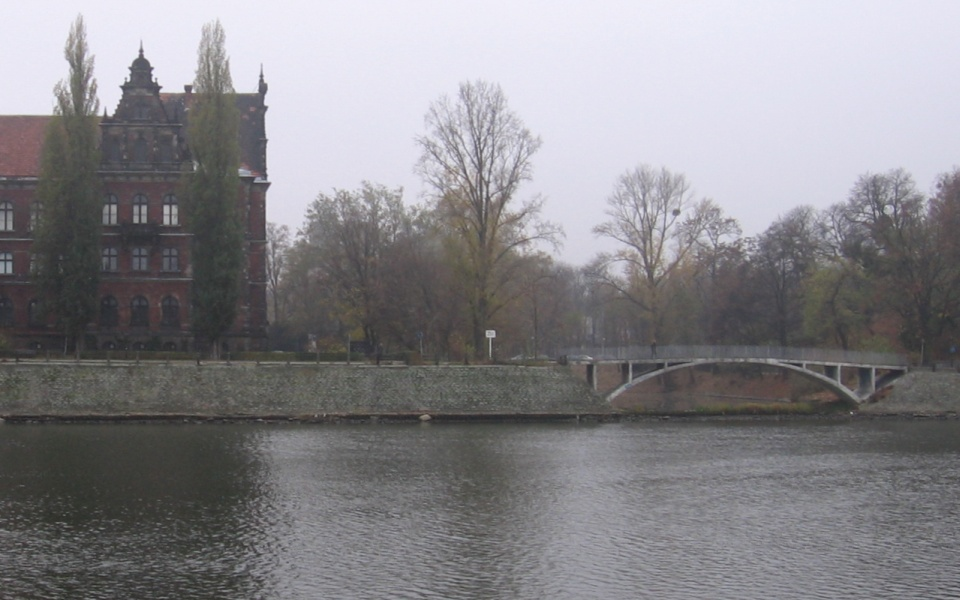
Kładka Muzealna przy Muzeum Narodowym; za kładką – Zatoka Gondol
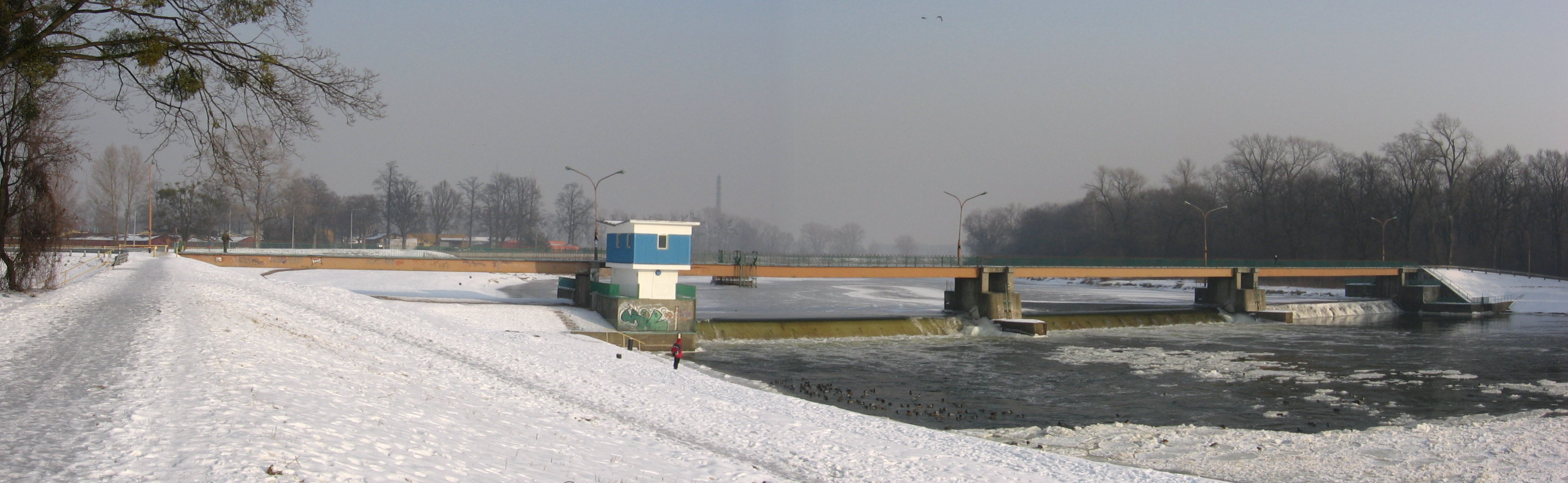
Kładka nad Jazem Opatowickim
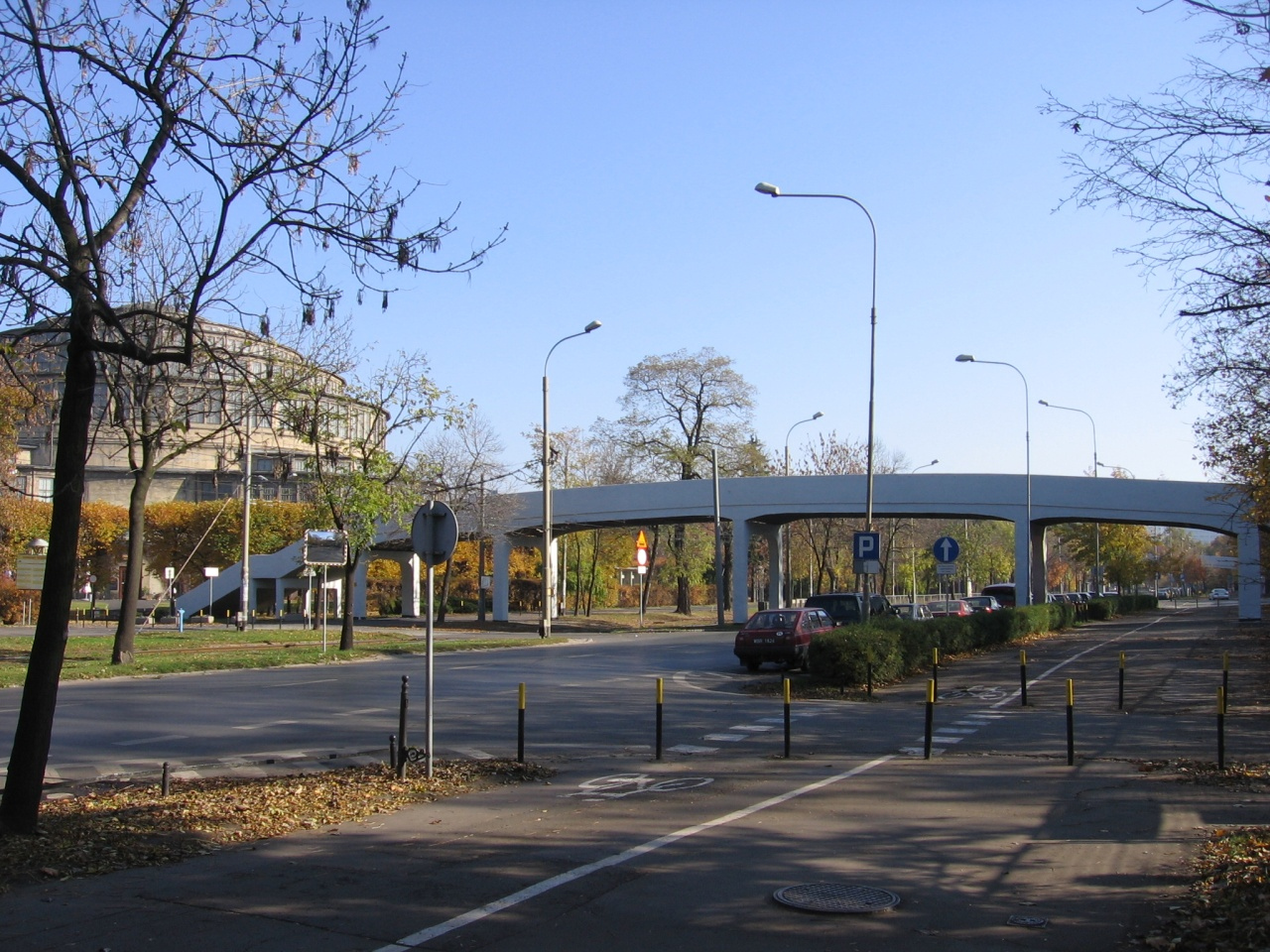
kładka nad ul.Wróblewskiego koło Hali Ludowej – projekt R.Konwiarza
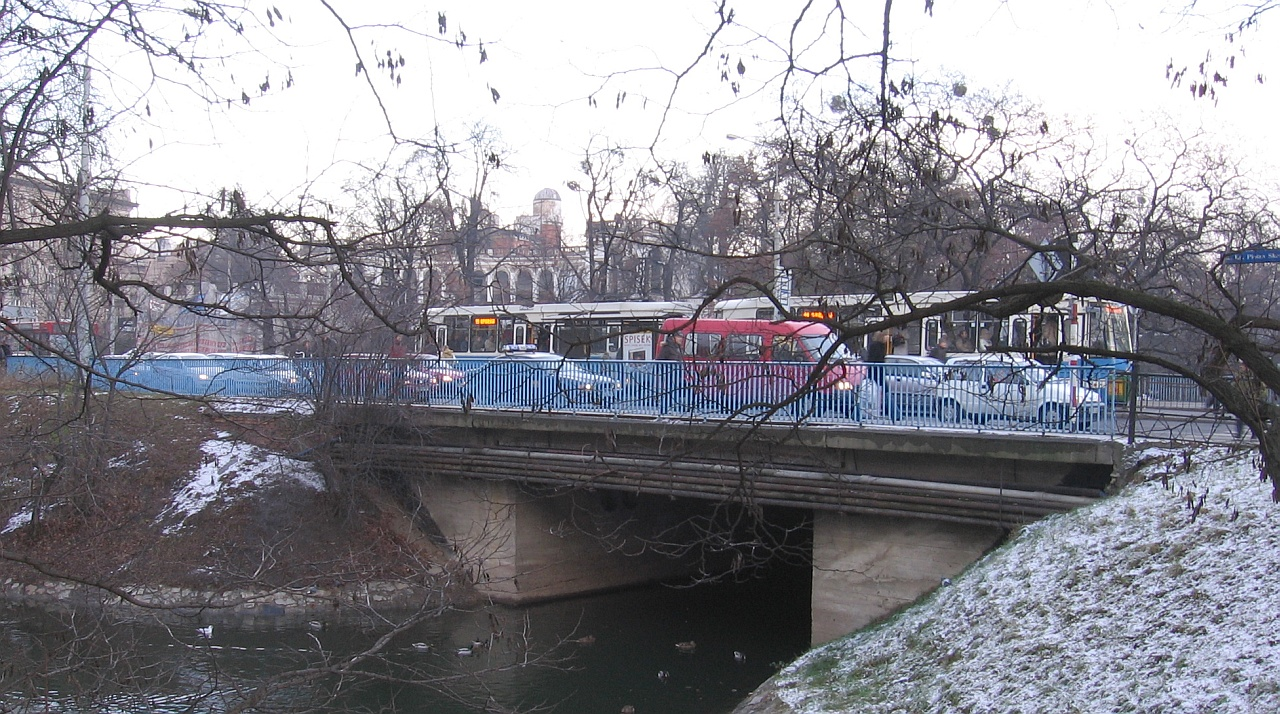
Most Piotra Skargi nad Fosą Miejską
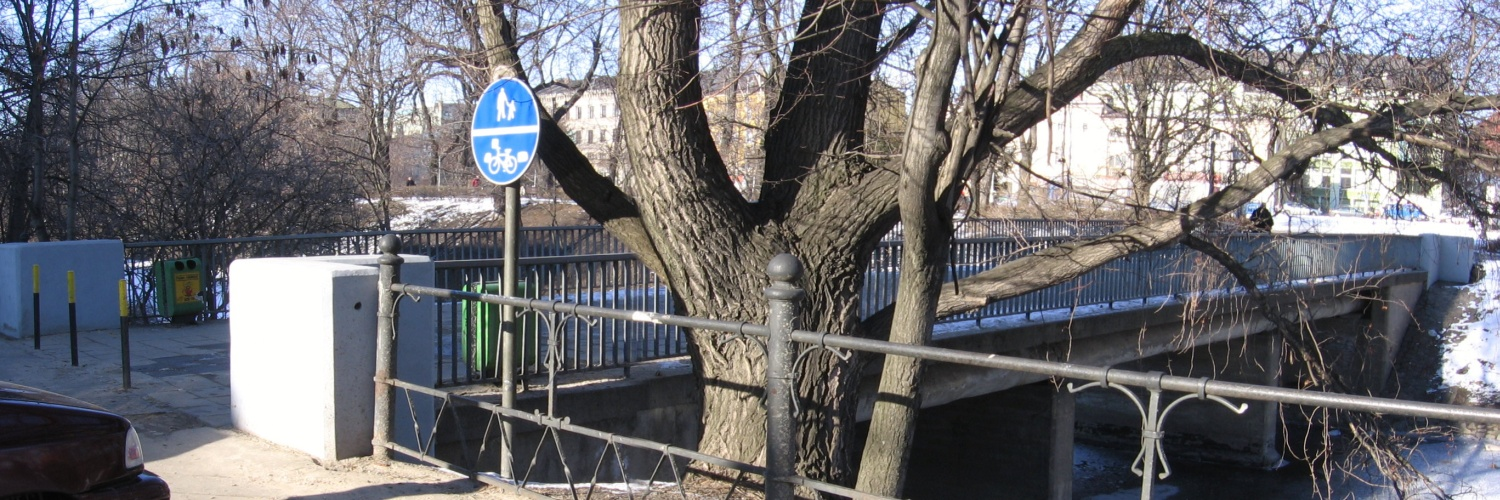
kładka Sądowa nad Fosą Miejską
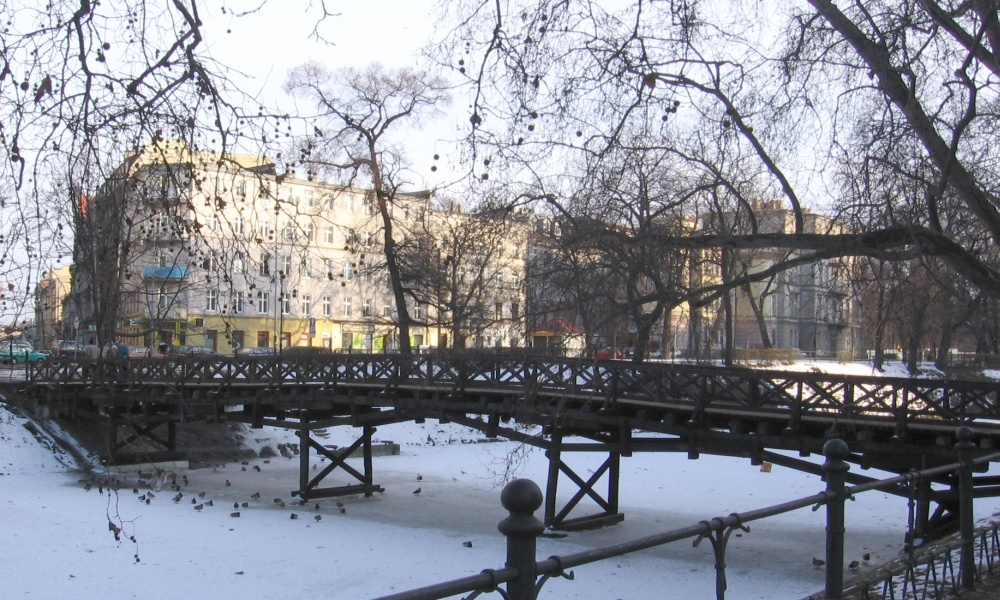
kładka św.Antoniego nad Fosą
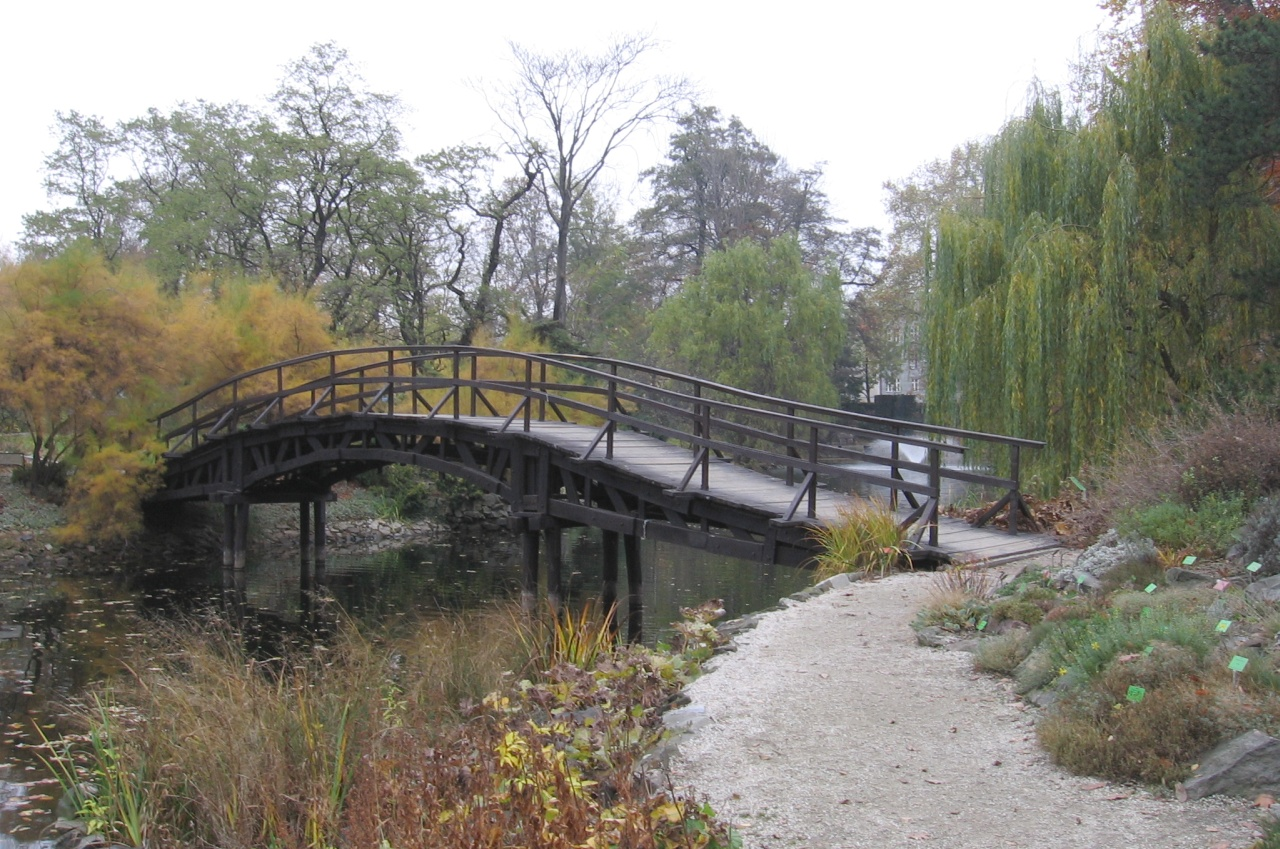
mostek przez staw (relikt północnego koryta Odry) w Ogrodzie Botanicznym
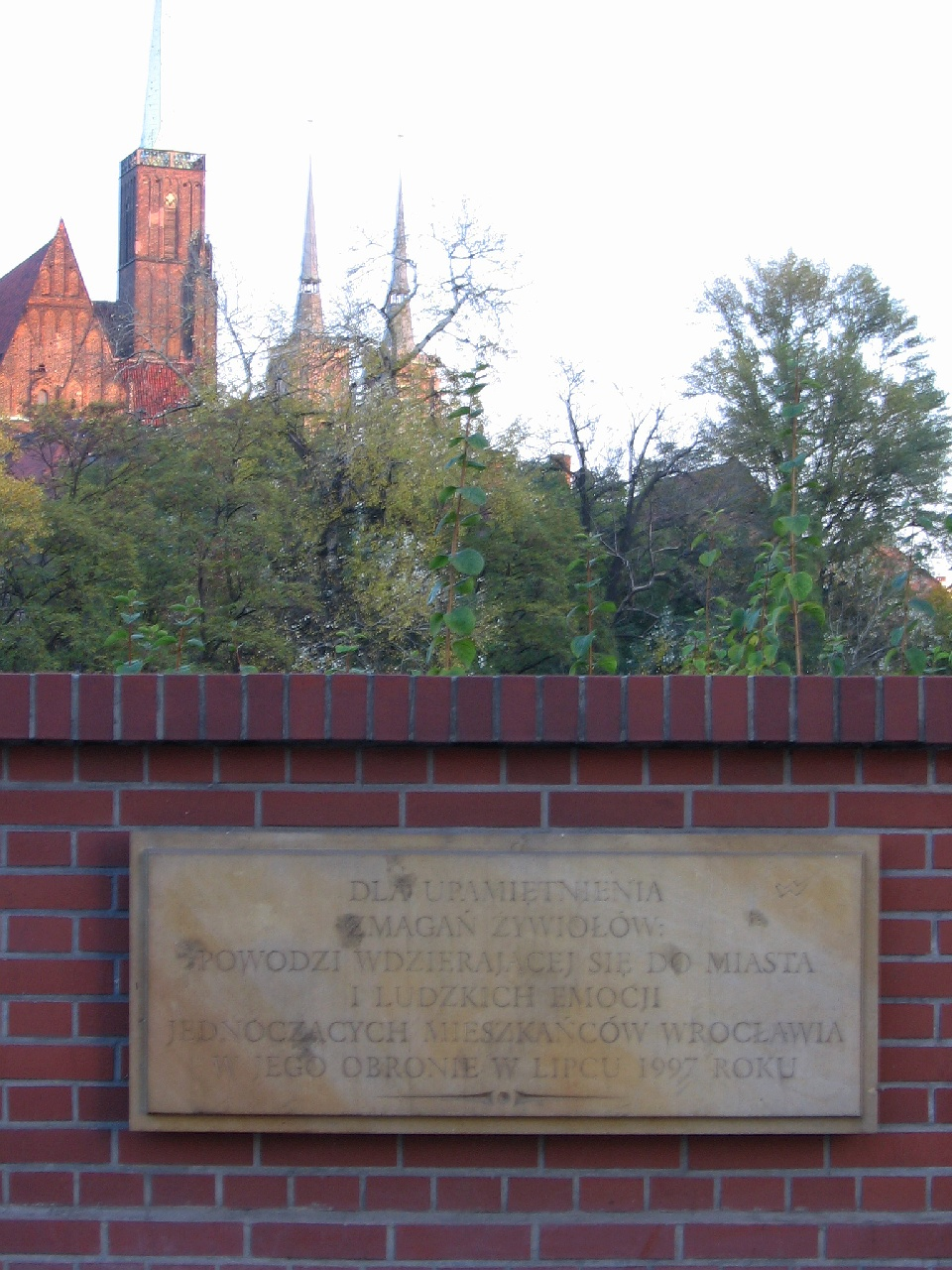
Tablica na Mostach Młyńskich upamiętniająca obronę miasta przez mieszkańców w czasie powodzi tysiąclecia w 1997
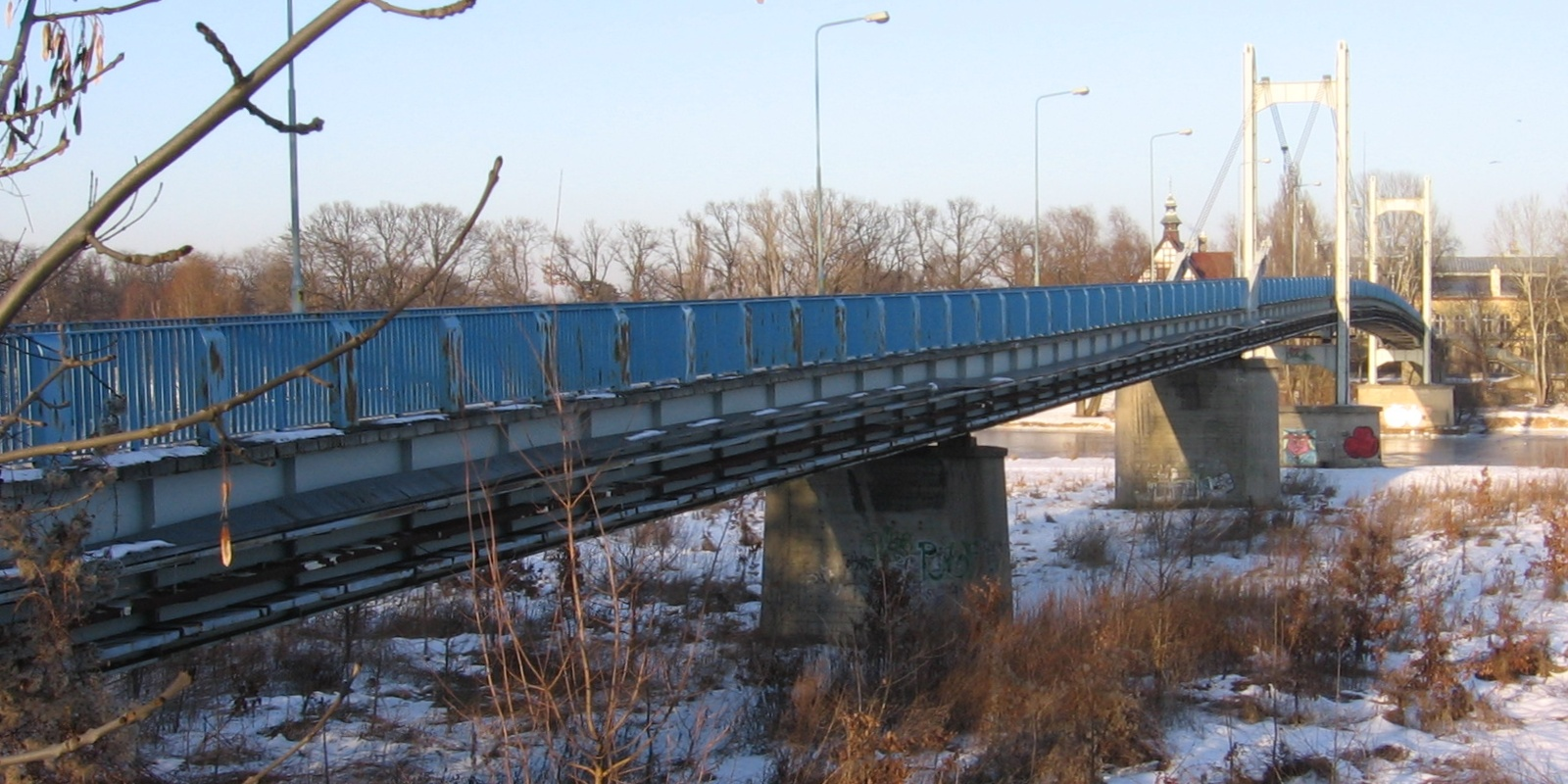
Kładka Zwierzyniecka przez Odrę, widok z południa
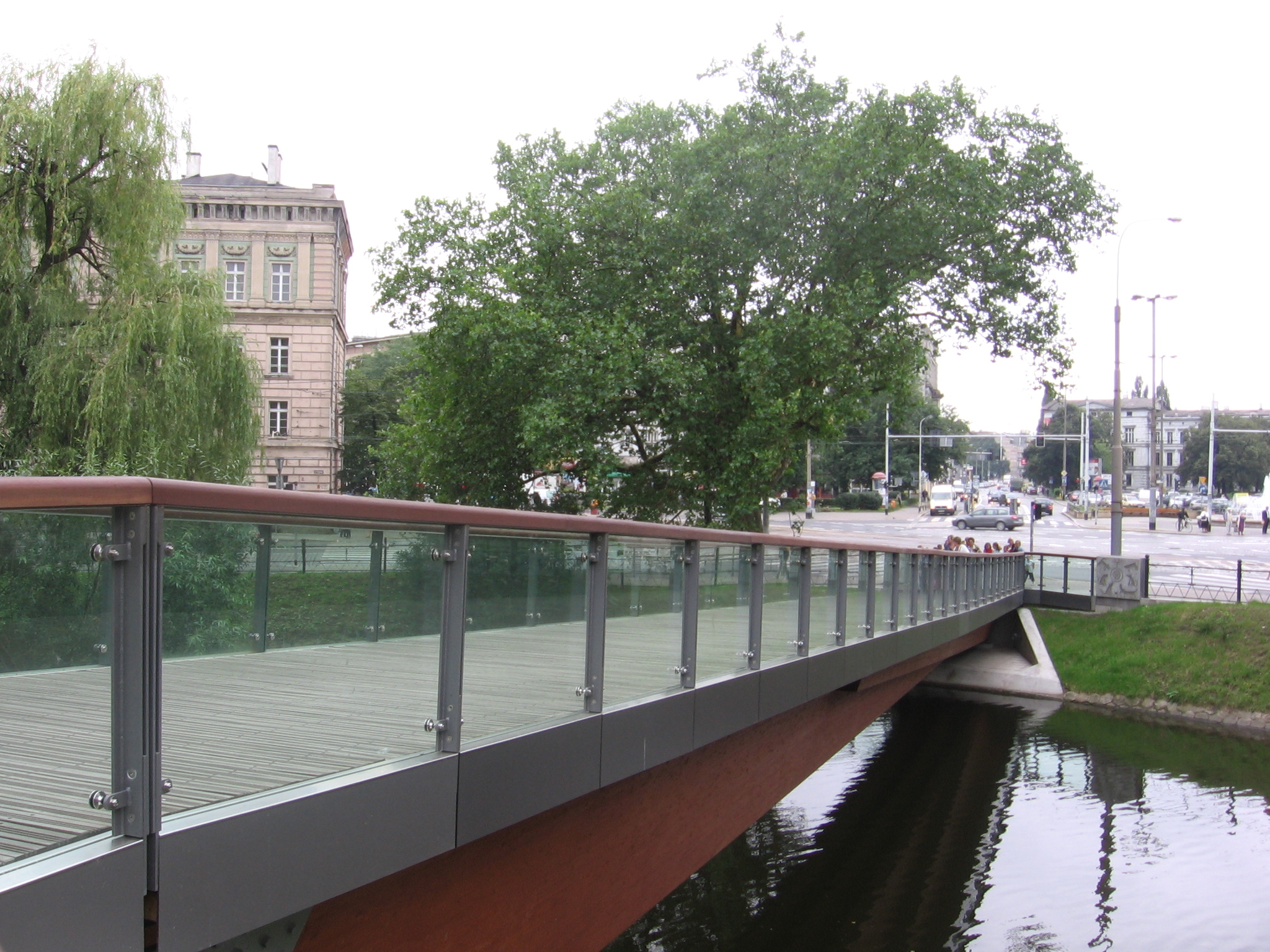
Kładka Świebodzka przez Fosę, widok z północnego wschodu
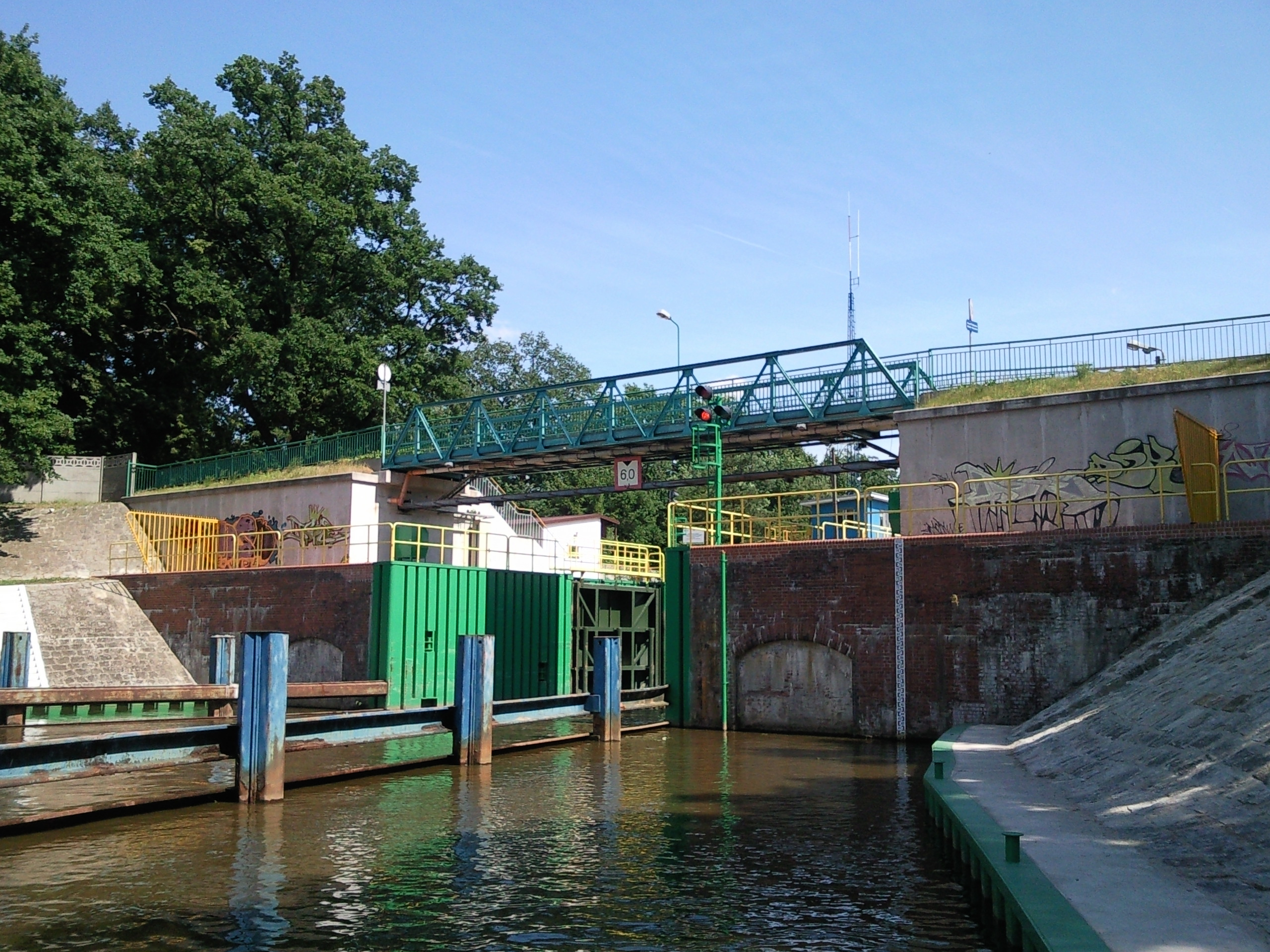
Kładka Ryczyńska nad Śluzą Bartoszowicką
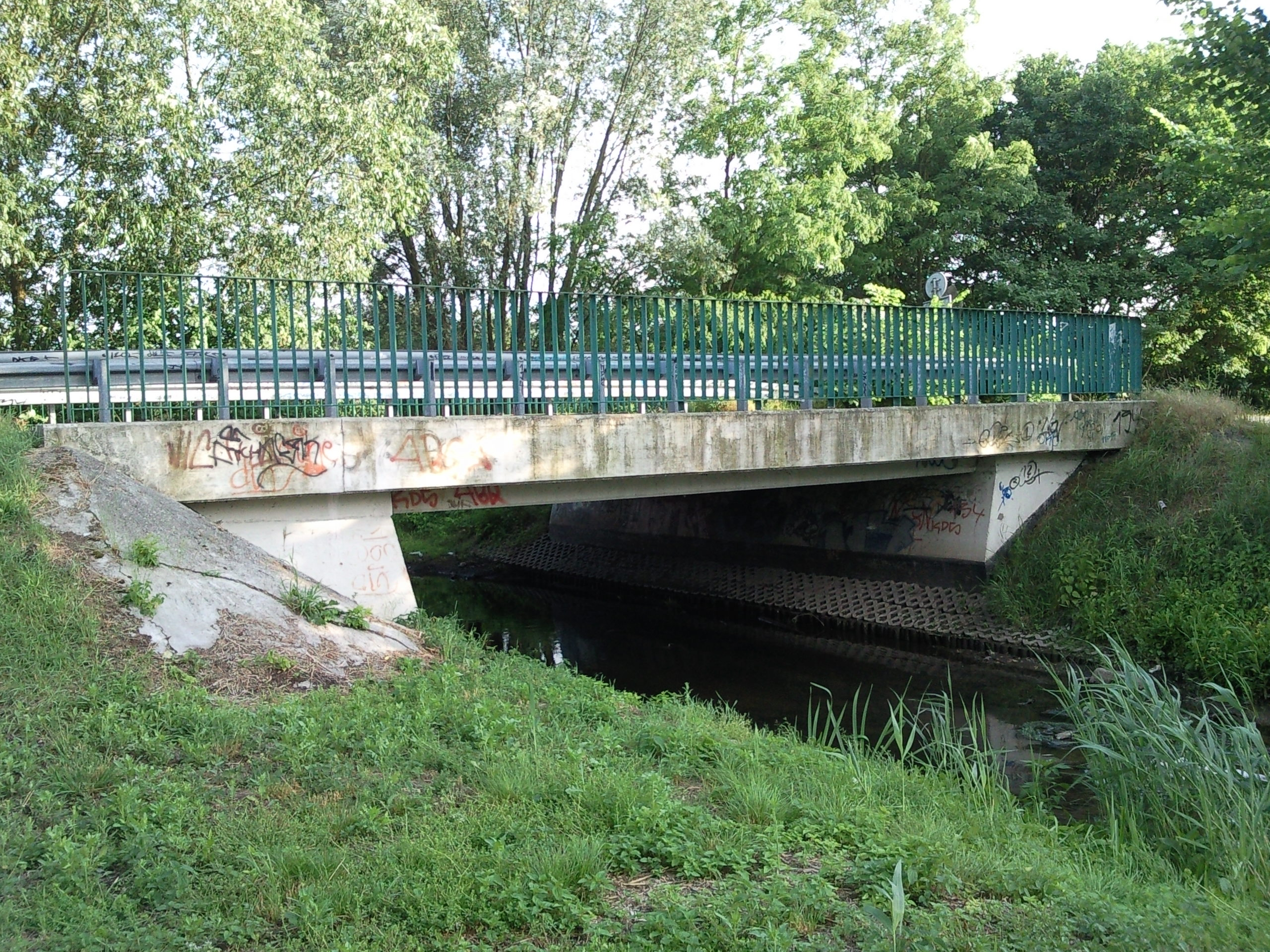
Most Świątnicki przez Zieloną
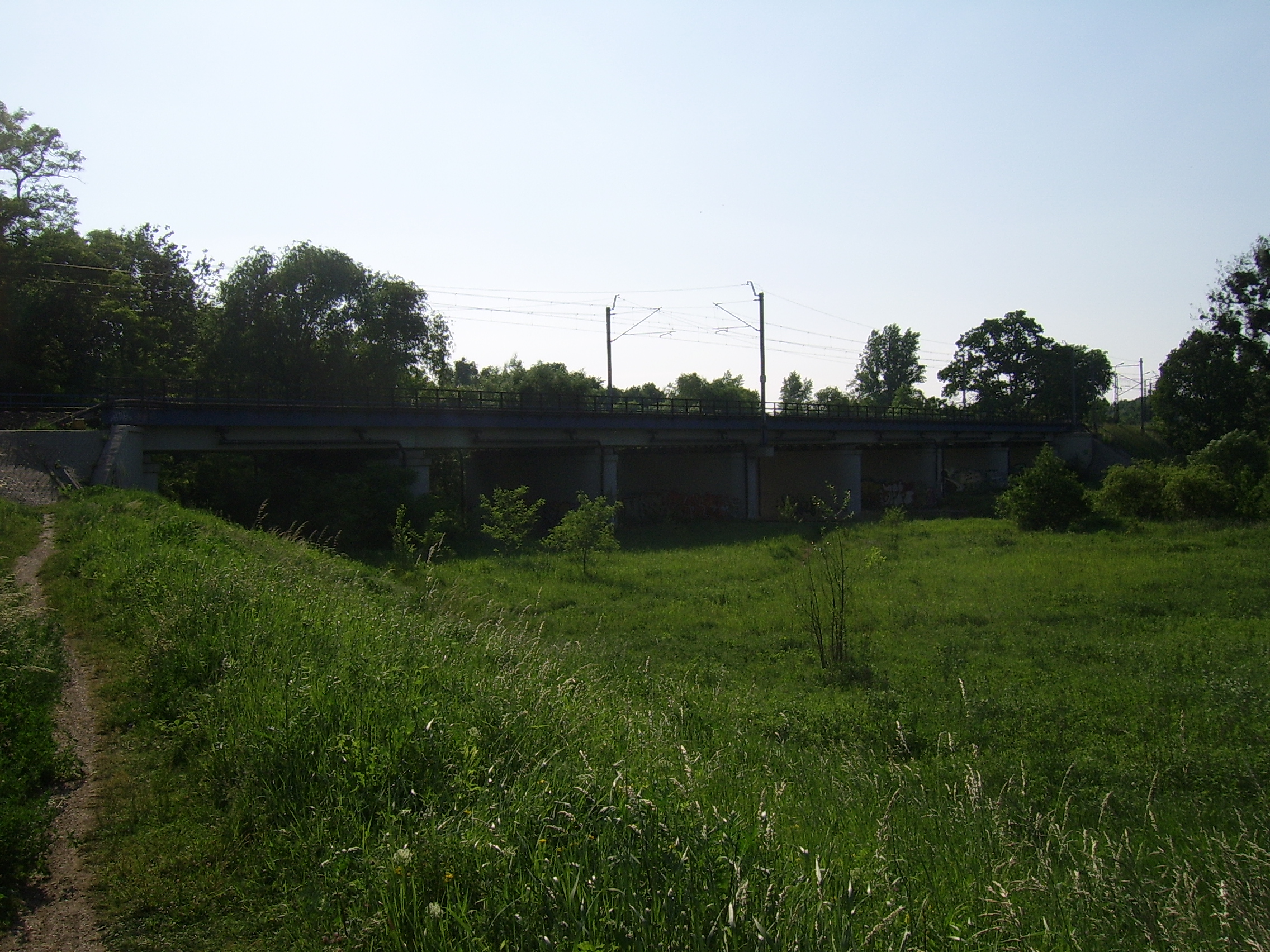
Most kolejowy przez Bystrzycę na obrzeżu Leśnicy
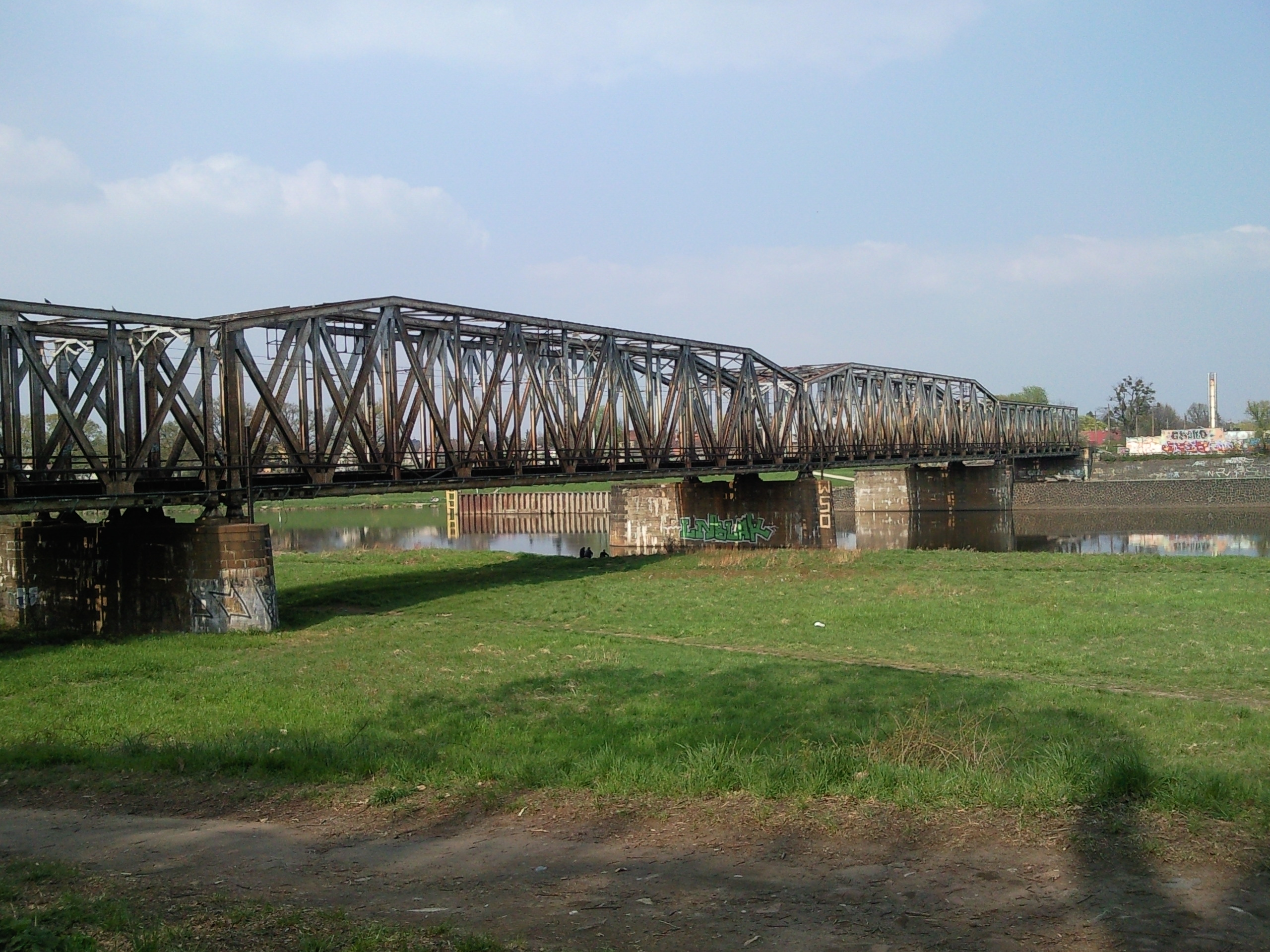
Most kolejowy przez Starą Odrę i Kanał Miejski koło Browaru Piastowskiego
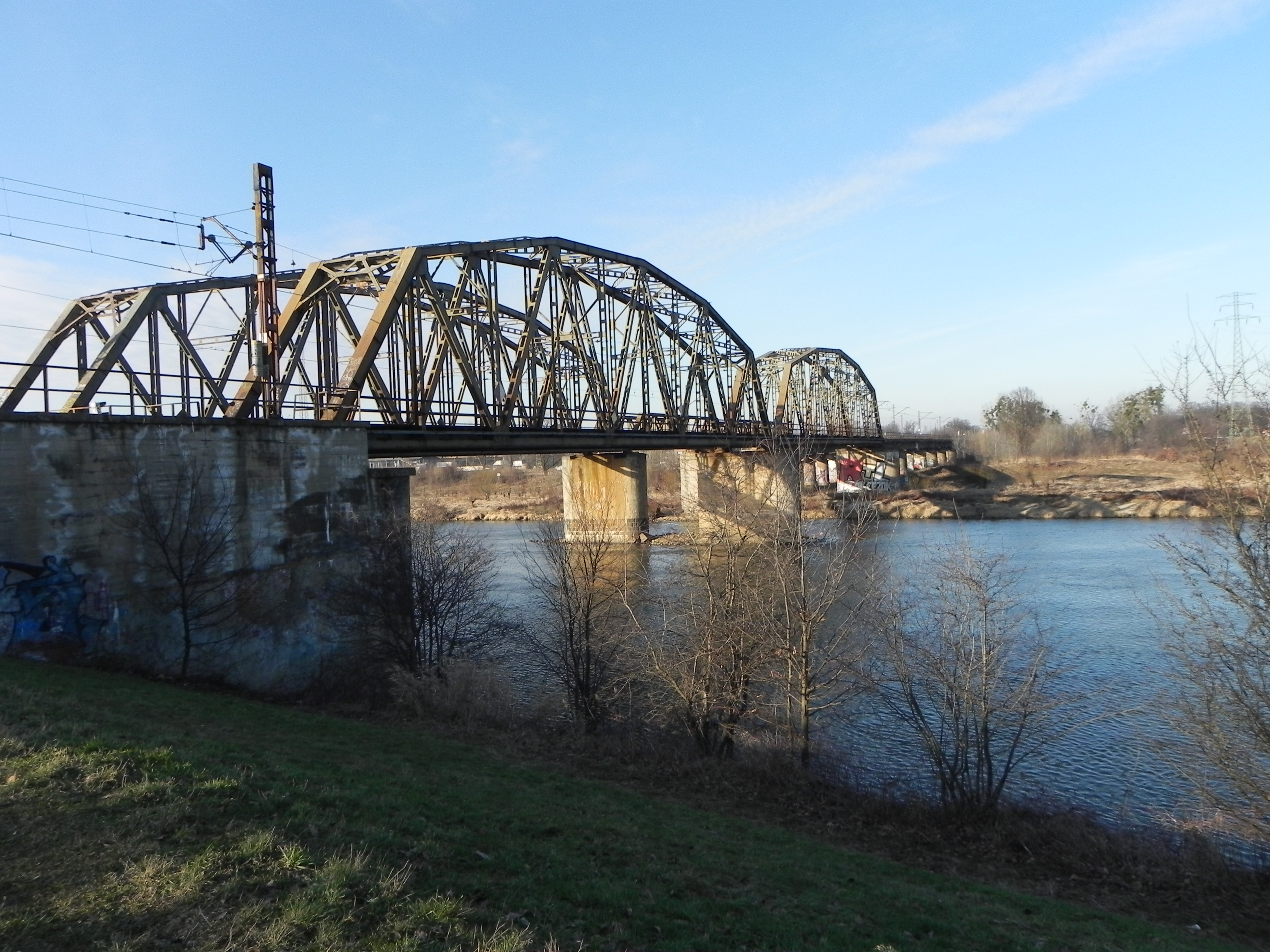
Most kolejowy przez Odrę (linia nr 273)
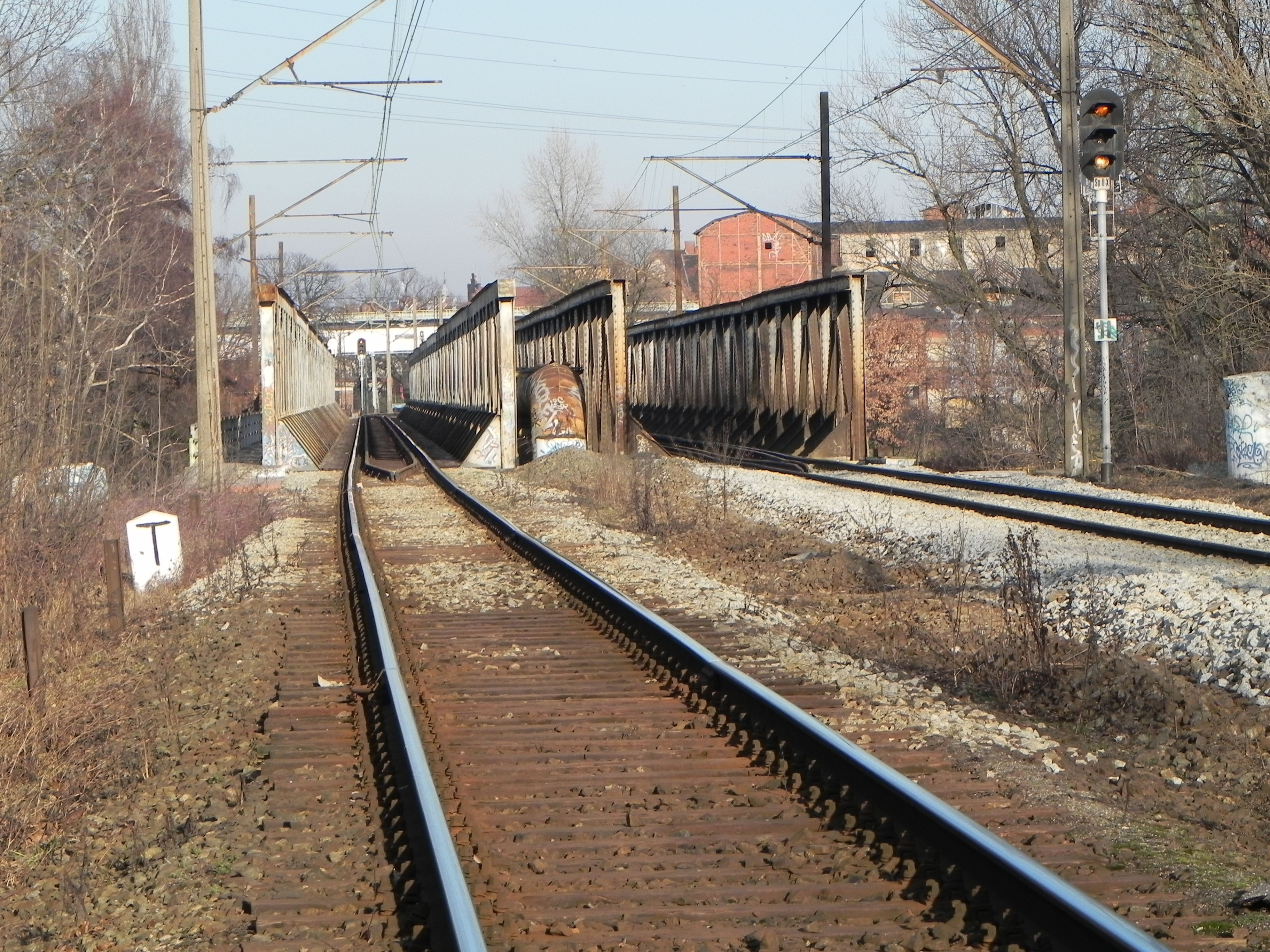
Most kolejowy przez Odrę Dolną (linia Wrocław-Warszawa)